# Segundo bienio de la Segunda República española

Bandera de la Segunda República Española

El segundo bienio de la Segunda República española, también llamado bienio radical-cedista, bienio rectificador, bienio conservador o bienio contrarreformista, denominado asimismo bienio negro o bienio del terror por las izquierdas, constituye el periodo de la Segunda República comprendido entre las elecciones generales de noviembre de 1933 y las de febrero de 1936 durante el que gobernaron los partidos de centro-derecha republicana encabezados por el Partido Republicano Radical de Alejandro Lerroux, aliados con la derecha católica de la CEDA y del Partido Agrario, primero desde el Parlamento y luego participando en el gobierno. Precisamente, la entrada de la CEDA en el Gobierno en octubre de 1934 desencadenó el hecho más importante del periodo: la Revolución de octubre de 1934, una fracasada insurrección socialista que solo se consolidó en Asturias durante dos semanas (el único lugar donde también participó la CNT), aunque la Revolución de Asturias finalmente también fue sofocada por la intervención del ejército. 
A diferencia de la relativa estabilidad política del primer bienio (con los dos gobiernos de Manuel Azaña), el segundo fue un periodo en que los gabinetes presididos por el Partido Republicano Radical tuvieron un promedio de tres meses de vida (se formaron ocho gobiernos en dos años) y se turnaron tres presidentes distintos (Alejandro Lerroux, Ricardo Samper y Joaquín Chapaprieta), y aún duraron menos los dos últimos gobiernos del bienio, los presididos por el centrista Manuel Portela. La razón última de la inestabilidad gubernamental del periodo se encuentra en que la coalición entre el centro-derecha republicano, representado por el Partido Republicano Radical, y la derecha católica «posibilista», encarnada en la CEDA, «nunca fue una auténtica coalición pactada» (por lo que le faltó coherencia y lealtad mutua), a lo que habría que añadir la «mortífera intervención continua del Jefe del Estado» Niceto Alcalá-Zamora. Radicales y cedistas «coincidían en la necesidad de revisar la legislación del primer bienio en algunos aspectos, sobre todo en los que llamaban “socializantes” (es decir, socialdemócratas), pero no coincidían en determinar hasta qué grado debían cambiarse ciertas leyes».
Durante mucho tiempo, la visión dominante del segundo bienio ha sido la de un periodo regresivo y reaccionario, de ahí la extendida denominación de «bienio negro», en contraposición a los logros del primero, el «bienio reformista» o «modernizador». En este sentido el segundo bienio habría sido la negación del primero, su antítesis. Hoy en día, en cambio, esta visión ha sido puesta en cuestión y algunos historiadores, como Nigel Townson, la consideran un mito, al menos en lo que se refiere a la etapa anterior a la «Revolución de Octubre de 1934». Los gobiernos radicales hasta esa fecha no frenaron o destruyeron las reformas del primer bienio, es decir, no fueron «meros títeres de la derecha; al contrario, cultivaron un proyecto propio, en un intento de forjar un régimen más inclusivo y conciliador. En suma, fue un período de rectificación no de reacción», ha afirmado Townson, aunque según Eduardo González Calleja y otros historiadores los radicales:«fracasaron en imponer sus criterios en líneas generales» y no «fueron capaces de aprobar leyes nuevas realmente alternativas». En cambio, no existe el mismo consenso en la valoración de la etapa posterior a «Octubre», con los gobiernos de coalición entre los radicales y la CEDA. Es objeto de debate si ese tiempo sí habría constituido un «bienio negro». Townson considera que a pesar de la «crisis de credibilidad del centro y la represión de la izquierda» no fue «un período de reacción abierta», como lo demostraría que «los republicano-radicales y los cedistas estuvieron siempre en desacuerdo sobre dos cuestiones fundamentales: la magnitud de la contrarreforma y la escala de la represión», aunque reconoce que «a los simpatizantes de la izquierda se los persiguió y se los demonizó». El historiador Fernando del Rey Reguillo sí admite que se pueda aplicar el concepto de «bienio negro» a esta segunda etapa, tras afirmar que «resulta inadecuado» aplicarlo al conjunto del bienio. González Calleja y otros historiadores, la consideran «la etapa contrarreformista por antonomasia del bienio».
En cuanto al balance final del bienio el historiador Luis Palacios Bañuelos considera que constituyó el fracaso del «ensayo de una República de derechas» y que «lo más grave fue que provocó una fractura cada vez mayor entre los españoles».

## Elecciones de noviembre de 1933
A principios de septiembre de 1933 el presidente de la República Niceto Alcalá-Zamora le retiró su confianza al presidente del gobierno Manuel Azaña, que se vio obligado a dimitir (aunque acababa de ganar una cuestión de confianza en las Cortes). Desde octubre de 1931 Azaña presidía un gabinete republicano-socialista que había emprendido un amplio programa de reformas durante los dos años que llevaba en el poder, pero que desde principios de año, tras los «sucesos de Casas Viejas», había sufrido un enorme desgaste que había puesto en cuestión la continuidad de la coalición de los republicanos de izquierda con el PSOE. Alcalá Zamora encargó la formación de un gobierno exclusivamente republicano a Alejandro Lerroux, líder del Partido Republicano Radical (PRR) de centro-derecha y principal opositor al gobierno «social-azañista», pero solo duró tres semanas porque fue derrotado en las Cortes al aprobarse una «moción de desconfianza» presentada por los socialistas (por 187 votos a favor, de los socialistas y de los republicanos de izquierda, y 91 en contra). Tras una ronda de consultas el 7 de octubre Alcalá-Zamora nombró como nuevo presidente del gobierno a Diego Martínez Barrio (también del PRR), y al mismo tiempo disolvió las Cortes y convocó elecciones. El presidente de la República estaba convencido de que las Cortes elegidas en junio de 1931 ya no representaban a la opinión pública dominante en ese momento después de las fuertes reacciones y tensiones que se habían vivido en España como consecuencia de la política reformista del gobierno republicano-socialista de Azaña. Por esta razón buscó «orientación y armonía definitiva, acudiendo a la consulta directa de la voluntad general», tal como decía en el preámbulo del decreto de convocatoria de las elecciones.
La nueva ley electoral aprobada el 27 de julio de 1933 introdujo algunos cambios respecto a la que se aplicó en las elecciones constituyentes de junio de 1931: se elevó al 40 % la cantidad de votos requerida por una candidatura para triunfar en la primera vuelta, mientras que en la segunda, que se celebraría si ningún candidato llegaba a esa cifra, solo podían participar quienes hubiesen alcanzado el 8 % de los votos. Además se posibilitó el cambio en la composición de las candidaturas entre la primera y la segunda vueltas. Pero se mantuvo lo esencial: era un sistema electoral mayoritario de listas abiertas que premiaba a las candidaturas que obtuvieran más votos, por lo que los partidos que consiguieran presentarse en coalición conseguían un mayor número de diputados que si se presentaban en solitario.
Sin embargo, la principal novedad de estas elecciones fue que por primera vez las mujeres pudieron ejercer su derecho al voto reconocido en la Constitución de 1931 en unas elecciones generales. Cerca de siete millones fueron convocadas a las urnas. Por eso, durante la campaña electoral todos los partidos se dirigieron especialmente a ellas. En una proclama de la candidatura de las derechas por Córdoba se decía: «No olvides que vas a defender tus derechos de madre, de esposa... [y que] con tu voto vas a servir a tu Dios y a tu patria».

### Partidos

Logo de la Confederación Española de Derechas Autónomas (CEDA).

A diferencia de las elecciones constituyentes de junio de 1931, las derechas no republicanas formaron una coalición electoral que se formalizó el 12 de octubre de 1933 con el nombre de Unión de las Derechas y de los Agrarios, en la que se integraron la CEDA, como partido hegemónico, el Partido Agrario (comprometido en la defensa de «la religión, la enseñanza, los intereses del campo» y en «evitar la cruel desmembración de Cataluña», aunque formalmente no se constituyó hasta enero de 1934, viéndose obligado a acatar la República para ser legalizado), los monárquicos «alfonsinos» de Renovación Española y la Comunión Tradicionalista (que por su antiparlamentarismo se les puede situar en la extrema derecha), además de algunos independientes «agrarios y católicos». A pesar de sus diferencias ideológicas y tácticas, consiguieron elaborar un programa mínimo que constaba de tres puntos y que plasmaba los tres ejes sobre los que había girado su política de oposición a los gobiernos de Manuel Azaña durante el primer bienio «en defensa del orden y de la religión»: revisión de la Constitución de 1931 y de la legislación reformista, especialmente la social y la religiosa; abolir la Ley de Reforma Agraria de 1932, y declarar una amnistía por «delitos políticos», lo que suponía sacar de la cárcel a todos los condenados por el intento de golpe de Estado de agosto de 1932 encabezado por el general Sanjurjo.
Durante la campaña la CEDA, que planteó las elecciones como un plebiscito sobre la naturaleza del régimen republicano, hizo un gran despliegue de propaganda gracias a la financiación que obtuvo muy por encima del resto de los partidos que concurrían a las elecciones. En el manifiesto de la «Coalición antimarxista» (que fue el nombre que adoptó la candidatura de las derechas no republicanas por la circunscripción por Madrid), publicado por el diario católico El Debate el 1 de noviembre, se definía la política aplicada por los gobiernos republicano-socialistas del primer bienio como «marxista», «con su concepción materialista y anticatólica de la vida y de la sociedad» y su «antiespañolismo» por lo que

Los candidatos de la coalición antimarxista defenderán resueltamente y a todo trance la necesidad de una inmediata derogación, por la vía que en cada caso proceda, de los preceptos, tanto constitucionales como legales, inspirados en designios laicos y socializantes […]. Trabajarán sin descanso para lograr la cancelación de todas las disposiciones confiscadoras de la propiedad y persecutorias de la persona, de las asociaciones y de las creencias religiosas.
El Debate, 1 de noviembre de 1933.

En cuanto al líder de la CEDA José María Gil Robles se ha destacado el discurso que pronunció el 15 de octubre en el Monumental Cinema de Madrid, tras la visita que había hecho a la Alemania nazi el mes anterior durante la cual había presenciado el primer Congreso de Nuremberg del Partido Nazi en el poder, y en el que defendió que había que dar a España un «política totalitaria»:

Tenemos que dar a España una verdadera unidad, un nuevo espíritu, una política totalitaria... Tenemos que fundar un nuevo Estado, limpiar el país de masones judaizantes... Necesitamos todo el poder y eso es lo que pedimos. [...] Para cumplir ese ideal no vamos a perder el tiempo con formas arcaicas. La democracia no es un fin, sino un medio para la conquista de nuevo Estado. Cuando llegue el momento, o el Parlamento se somete o lo hacemos desaparecer... ¡En pie todos para la lucha! Estamos movilizados, no dejaremos las armas hasta que tengamos en las manos la victoria final.
José María Gil Robles (1933).

Por su parte el Partido Republicano Radical de Alejandro Lerroux, que había encabezado la oposición a los gobiernos de Manuel Azaña durante el año 1933, esperaba recoger los frutos de la misma y se presentó como una opción de centro, resumida en el lema «República, orden, libertad, justicia social, amnistía». Para ello pactó con otros grupos republicanos de centro-derecha (el Partido Republicano Liberal Demócrata de Melquiades Álvarez y el Partido Republicano Progresista, el partido del presidente de la República, Niceto Alcalá-Zamora) y con la CEDA y el Partido Agrario en las circunscripciones donde fue necesario celebrar segunda vuelta.

Logo del Partido Socialista Obrero Español (PSOE).

En cambio, los republicanos de izquierda y los socialistas, que se habían presentado en coalición en las elecciones constituyentes de 1931, ahora lo hicieron por separado. En el PSOE se impuso la postura de romper completamente las relaciones con los republicanos. Durante la campaña electoral Largo Caballero, convertido en el líder que mejor encarnaba la nueva orientación de los socialistas, reiteró que «el Partido Socialista va a la conquista del poder»:

No es suficiente para la emancipación de la clase trabajadora una república burguesa... Que conste bien: el Partido Socialista va a la conquista del poder, y va a la conquista, como digo, legalmente si puede ser. Nosotros deseamos que pueda ser legalmente, con arreglo a la Constitución, y, si no, como podamos. Y, cuando eso ocurra, se gobernará como las circunstancias y las condiciones del país lo permitan. Lo que yo confieso es que si se gana la batalla no será para entregar el poder al enemigo.
Largo Caballero (1933).

Así pues, «el panorama electoral es justamente el contrario al de las elecciones de 1931, pues las derechas son ahora las que aparecen unidas frente a la desunión de las izquierdas y de los republicanos». Por su parte la CNT desplegó una campaña sin precedentes a favor de la abstención, con insultos al «animal elector» incluidos y con descalificaciones a derecha e izquierda: «Buitres, rojo y amarillo, y buitres tricolores. Todos buitres. Todos, aves de rapiña. Todos, canalla inmunda que el pueblo productor barrerá con la escoba de la revolución». Su alternativa era la insurrección si ganaban «las tendencias fascistas» e instaurar el comunismo libertario.

### Resultados

Mapa de los resultados de las elecciones generales de España de 1933 por circunscripciones electorales (provincias y grandes ciudades). La derecha en azul oscuro; el centro derecha en azul claro; el centro en verde; y la izquierda en rojo.

El resultado de las elecciones de noviembre de 1933 —«las primeras elecciones aceptablemente limpias de la historia de España», según el historiador William Irwin, citado por Nigel Townson— fue la derrota de los republicanos de izquierda y de los socialistas y el triunfo de la derecha y del centroderecha, debido fundamentalmente a que los partidos de esa tendencia se presentaron unidos formando coaliciones, mientras que la izquierda se presentó dividida. La coalición de la derecha no republicana obtuvo en torno a los doscientos diputados (de los cuales ciento quince eran de la CEDA, treinta de los agrarios, veinte de los tradicionalistas, catorce de los alfonsinos de Renovación Española y dieciocho independientes de derecha, más dos fascistas, uno de Falange Española y otro del Partido Nacionalista Español), mientras que el centro-derecha y el centro obtuvieron unos ciento setenta diputados (ciento dos de Partido Republicano Radical, nueve de los liberal-demócratas, y tres de los progresistas; once del PNV; veinticuatro de la Lliga Regionalista; Partido Republicano Gallego, seis; Partido Republicano Conservador, diecisiete) y la izquierda vio reducida su representación a apenas un centenar de parlamentarios (cincuenta y nueve el PSOE; diecisiete ERC; USC, tres; Acción Republicana, cinco; federales, cuatro; Partido Republicano Radical Socialista Independiente, tres). Se había producido un vuelco espectacular respecto de las Cortes Constituyentes, aunque el parlamento volvía a estar muy atomizado y se hacían necesarios los pactos para asegurar la gobernabilidad.
Como ha señalado el historiador Santos Juliá, «el resultado de las elecciones fue un realineamiento espectacular del sistema de partidos, buena muestra de lo lejos que la República estaba aún de ser una democracia consolidada». El cambio más notable fue la irrupción en la escena parlamentaria de la CEDA, la derecha católica «accidentalista» que no había declarado su lealtad a la República y que se convirtió en la mayor minoría de las Cortes. Otros partidos de la derecha o del centro-derecha (Agrarios, Conservadores, Lliga, Progresistas y Liberal-demócratas) obtuvieron resultados aceptables, convirtiéndose en piezas imprescindibles para la formación de gobierno. El otro cambio trascendental para el sistema de partidos fue la inapelable derrota de la izquierda republicana y el duro correctivo sufrido por los socialistas, que se habían presentado en solitario a las elecciones con la aspiración de obtener una mayoría suficiente que les permitiese gobernar y transformar de forma pacífica la república «burguesa» en una «república socialista». Por último, señalar que la posición central la ocupaba el Partido Radical.
Algunos historiadores han interpretado el «vuelco electoral» de noviembre de 1933 como «un plebiscito sobre la Constitución misma y el modo en que las izquierdas la habían aplicado». Otros han cuestionado esta interpretación argumentando que el Partido Republicano Radical, el gran otro gran vencedor, junto a la CEDA, de las elecciones, había aprobado la Constitución y las leyes que la desarrollaban.

Más bien buena parte del voto republicano de centro y de clase media, que capitalizaron los radicales gracias a la división y debilidad de sus rivales de centro izquierda, probablemente se enfocaba hacia el mantenimiento de ese programa [del primer bienio] pero sin los socialistas y sin buena parte de sus reformas laborales, si no todas, que eran rechazadas por muchos empresarios, agrarios e industriales, grandes y pequeños. [...] Por ello, parece más bien que las elecciones de noviembre de 1933 fueron planteadas como un masivo plebiscito, no contra el programa del primer bienio ni contra el laicismo, sino contra los socialistas (que se presentaron solos) y las reforma de Largo Caballero.
Eduardo González Calleja y otros (2015).

Con esta última interpretación coincide Luis Palacios Bañuelos, que considera que supusieron «una desautorización para los que venían gobernando, pero no una afirmación antirrepublicana».
Se ha discutido sobre hasta qué punto el triunfo de la derecha y del centro-derecha en las elecciones de noviembre de 1933 se debió al voto de las mujeres, supuestamente muy influenciadas por la Iglesia católica, y a la campaña abstencionista de la CNT que habría restado votos a los partidos de izquierda.
El historiador Julián Casanova ha descartado estas dos causas: «Las mujeres votaron también en 1936, y muchas de ellas a la CEDA y a los partidos derechistas, y sin embargo ganaron los partidos de izquierda», ha señalado respecto de la primera cuestión, en lo que coinciden otros historiadores empleando el mismo argumento.
En cuanto a la segunda, según Casanova:

La abstención se notó especialmente en ciudades como Sevilla, Barcelona, Cádiz o Zaragoza, donde los anarquistas tenían más presencia. Pero las investigaciones sobre Cataluña, el lugar con más arraigo del sindicalismo revolucionario (de la CNT), han mostrado que el comportamiento electoral abstencionista por razones ideológicas, es decir, por la propaganda anarquista, quedaría restringido a sectores minoritarios de la clase obrera.
Julian Casanova (2007).

Por su parte González Calleja y otros historiadores consideran que:

La abstención anarquista y su hostilidad hacia republicanos y socialista fue más determinante [que el voto femenino], pues la abstención fue mayor que en 1931 y 1936, y en algunas zonas lo fue considerablemente: en Cádiz, Sevilla capital y provincia, Barcelona capital, Zaragoza capital y Málaga provincia ganaron las derechas, mientras que en Málaga capital el PSOE necesitó de una segunda vuelta.
Eduardo González Calleja y otros (2015).

Una valoración que comparte Ángel Luis López Villaverde, que afirma que «la abstención anarquista tuvo su papel, sobre todo en los distritos donde el anarcosindicalismo era hegemónico en el movimiento obrero». En lo que sí existe acuerdo entre los historiadores es que la causa fundamental de la derrota de las izquierdas y del triunfo de las derechas fue que las primeras se presentaron desunidas y las segundas unidas, todo lo contrario de lo había sucedido en las elecciones de 1931.
Por su parte Rey Reguillo en su estudio sobre la provincia de Ciudad Real durante la Segunda República ha concluido que:

El factor decisivo en la victoria del centro-derecha fue la intensa movilización protagonizada por las clases medias y los católicos desde, al menos, la segunda mitad de 1932. Una movilización que no respondió sin más a los intereses de las oligarquías de la tierra, sino que sobre todo sirvió de contrapunto a los onerosos costes acarreados a aquellos sectores por la política de los gobierno republicano-socialistas. Esta movilización —plural en sus términos— la engrosaron los católicos agrarios de la CEDA, por supuesto, pero también, y no por ello menos importantes, el Partido Radical y los propietarios de la tierra a través de sus poderosas organizaciones corporativas, si bien cada sector actuaba por su cuenta y sin coordinación previa. Sin olvidarnos de las voces disonantes mantenidas por los republicanos de izquierda disidentes que desertaron del frente social-azañista.
Fernando del Rey Reguillo (2012).

Sin embargo, González Calleja y otros historiadores han apuntado que no dejó de funcionar «el clientelismo, los poderes de los notables locales, que se jugaban mucho, y las dádivas y limosnas entre los potenciales votantes», prácticas que paradójicamente se habrían visto favorecidas, sobre todo en las áreas rurales, por «la inhibición o inoperatividad del Ejecutivo», de lo que se quejó el propio Alejandro Lerroux.

### Intentos de las izquierdas de impedir el gobierno del centro-derecha

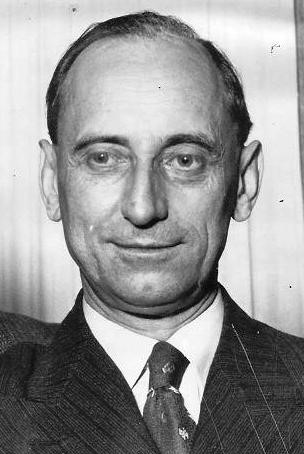
Santiago Casares Quiroga fue uno de los republicanos de izquierda que presionó al presidente del Gobierno Diego Martínez Barrio para impedir que el centro-derecha gobernara.

Nada más conocerse el triunfo del centro y de la derecha en las elecciones, los republicanos de izquierda y los socialistas intentaron que el presidente de la República convocara nuevas elecciones antes de que llegaran a constituirse las nuevas Cortes. La iniciativa la tomó Manuel Azaña, que había presidido los gobiernos republicano-socialistas del primer bienio. El 4 de diciembre se entrevistó con el jefe del gobierno Diego Martínez Barrio al que le propuso formar un gobierno de izquierda republicana que presidiera unos nuevos comicios. Ante la respuesta negativa de este, dos días después le envió una carta, firmada también por los republicanos de izquierda Marcelino Domingo y Santiago Casares Quiroga que había sido ministros en sus gobiernos, en la que le reiteraban la exigencia de formar un gobierno de «garantía revolucionaria» y en la que hacían una alusión amenazante: «Deseamos vivamente que... se acepten nuestros puntos de vista, con lo que se evitarán resoluciones ulteriores, guiadas en todo caso por lo que demandan los más altos intereses del país». Martínez Barrio volvió a negarse y les respondió no sin cierta ironía: «Quisiera evitar a ustedes las resoluciones ulteriores que me han anunciado». Los socialistas, por medio de Juan Negrín, hicieron la misma petición, esta vez directamente al presidente de la República Niceto Alcalá Zamora, que también se opuso firmemente a violar la Constitución e invalidar el resultado de las elecciones.
En un mitin celebrado en Barcelona en enero de 1934, cuando ya se habían reunido las nuevas Cortes y estas habían investido al gobierno radical de Alejandro Lerroux gracias a los votos de la CEDA de Gil Robles, Manuel Azaña denunció el hecho de que los que se habían presentado a los electores «con principios destructores de la esencia del régimen [republicano]» tuvieran «la pretensión y la audacia de querer gobernar la República», advirtiendo a continuación de que la Constitución y el Parlamento no habían sido creados «para entregar el régimen [democrático] a sus propios enemigos». Así pues, según el historiador italiano Gabriele Ranzato, el intento de Azaña de impedir el acceso al gobierno de los ganadores de las elecciones no solo se debió a la decepción de haber perdido el poder, sino sobre todo a la preocupación «de que quien fuera a hundir la democracia “por la vía democrática” fuese Gil Robles».
Ranzato considera que el intento por parte de las izquierdas de impedir que el centro-derecha accediera al poder después de haber ganado las elecciones generales inició la serie de acontecimientos que precipitaron a España en la guerra civil. El problema era que los republicanos de izquierda, encabezados por Manuel Azaña, concebían la República no solo como un régimen político democrático, sino como un proyecto político propio que había triunfado gracias a una «revolución», pues así entendían lo que había sucedido el 14 de abril de 1931 ―y no como el resultado de «una voluntad difusa de derrocar la monarquía y de un cambio democrático, pero no de una revolución», apunta Ranzato―. Antes de las elecciones Azaña había dicho en las Cortes que «la República no es solo un régimen; es un instrumento para la acción» y que el propósito de sus gobiernos había sido «mantener ese espíritu de revolución... contra la corrupción, contra la decadencia, contra el desprestigio de España». Así pues, concluye Ranzato, los que habían traído la República no querían aceptar que ahora fuera gobernada por sus «enemigos», aunque en realidad lo que había sucedido es que la mayoría de los electores habían rechazado las reformas llevadas a cabo por los gobiernos republicano-socialistas presididos por Azaña durante el primer bienio, o al menos una parte de ellas.
Estas posición la mantuvo Azaña en los meses siguientes contribuyendo así al «clima de tensión» y a la «predisposición mental» que llevó a la Revolución de Octubre de 1934. En el discurso de clausura de la organización juvenil de su partido dijo:

Nosotros vamos poco a poco colocándonos frente a esta República que acaba de perder sus últimas consideraciones de orden moral y de autoridad moral; vamos a colocarnos en la misma situación de ánimo en la que estábamos frente al régimen español en el año 1930. Si nos empujan... ¡ah!, que no se quejen.
Manuel Azaña (1934).

Por su parte José Luis Martín Ramos le resta trascendencia al intento de los republicanos de izquierda, con Azaña al frente, de subvertir el resultado electoral. Se limita a decir que fue «un desatino que no llevaba a ningún lado» pues la repetición de las elecciones no aseguraba en absoluto que las izquierdas pudiesen ganar debido a la ruptura de la conjunción republicano-socialista que había gobernado durante el primer bienio.
En junio de 1934, siete meses después de haberse constituido el gobierno del Partido Republicano Radical con el apoyo de la CEDA, los republicanos de izquierda volvieron a intentar que el presidente de la República Alcalá Zamora disolviera las Cortes y nombrara un gobierno minoritario de izquierda para que presidiera las nuevas elecciones. El encargado de presentarle la propuesta a Alcalá Zamora fue su antiguo compañero de partido Miguel Maura. Al no conseguir su objetivo comisionaron a Diego Martínez Barrio, que había abandonado el partido de Lerroux, para que hablara con Alcalá Zamora con el propósito de que este nombrara un gobierno de «salvación nacional» con plenos poderes. Alcalá Zamora volvió a negarse y a pesar de ello las presiones al presidente de la República continuaron. Hubo incluso un intento de hacer público un manifiesto con la petición, que no cuajó porque los encargados de su redacción (Azaña, Maura y Sánchez Román) no consiguieron ponerse de acuerdo en su contenido. Y Azaña llegó a tantear a los socialistas para que apoyaran su proyecto, pero Largo Caballero le dijo, según Azaña, que «habían acordado no colaborar con los republicanos, ni para la paz ni para la guerra, porque ellos van a hacer solos la revolución...».
En el mitin que celebró en Barcelona el 30 de agosto Azaña volvió a insistir en su oposición a que la República pudiera ser gobernada por sus «enemigos»:

Si un día viéramos a la República en poder de los monárquicos, más o menos disfrazados, y para justificarlo se me aludiera a un artículo constitucional, yo lo protestaría, porque no se puede concebir en la moral política más sencilla que se haya hecho un código fundamental de la República para destruirla. Entonces... sería hora de pensar que habiendo fracasado el camino del orden y de la razón, habríamos de renunciar a la renovación de España, o habríamos de conquistar a pecho descubierto las garantías de que el porvenir no volvería a ponerse tan oscuro como está actualmente.
Manuel Azaña (1933).

### Insurrección anarquista de diciembre de 1933

Bandera de la CNT-FAI que promovió y organizó la insurrección anarquista de diciembre de 1933, que como las dos anteriores fue un completo fracaso.

Nada más conocerse el triunfo de las derechas en las elecciones un Pleno Nacional de la CNT celebrado en Zaragoza el 26 de noviembre (desde la escisión de los treintistas el Pleno Nacional residía en esa ciudad aragonesa) decidió llevar a cabo una insurrección, la tercera de la historia de la República, que como las dos anteriores (del primer bienio) también resultó un completo fracaso (invitaron a los socialistas a participar, pero estos rechazaron el ofrecimiento, ya que, entre otras razones, culpaban de la derrota de las izquierdas en las elecciones a la campaña abstencionista de la CNT). Del Pleno de Zaragoza salió un comité revolucionario encargado de organizarla e integrado, entre otros, por Buenaventura Durruti, Cipriano Mera, Antonio Ejarque, Isaac Puente y Joaquín Ascaso, casi todos ellos miembros de la FAI. El mismo día en que se abrieron las nuevas Cortes, el 8 de diciembre, el gobernador civil de Zaragoza ordenó cerrar los locales de la CNT como medida preventiva y desplegar las fuerzas de orden público por las calles, pero eso no evitó que por la tarde y durante los seis días siguientes los tiroteos y los enfrentamientos entre policías y revolucionarios que querían implantar el comunismo libertario se extendieran en una ciudad paralizada por la huelga, muriendo doce personas solo el primer día. El día 14 fue declarado el Estado de Guerra e intervino el Ejército para restablecer el orden, mientras guardias de asalto conducían los tranvías, escoltados por los soldados. El 15 la CNT dio la orden de volver al trabajo y al día siguiente la policía detenía al comité revolucionario (Durruti fue apresado poco después en Barcelona).

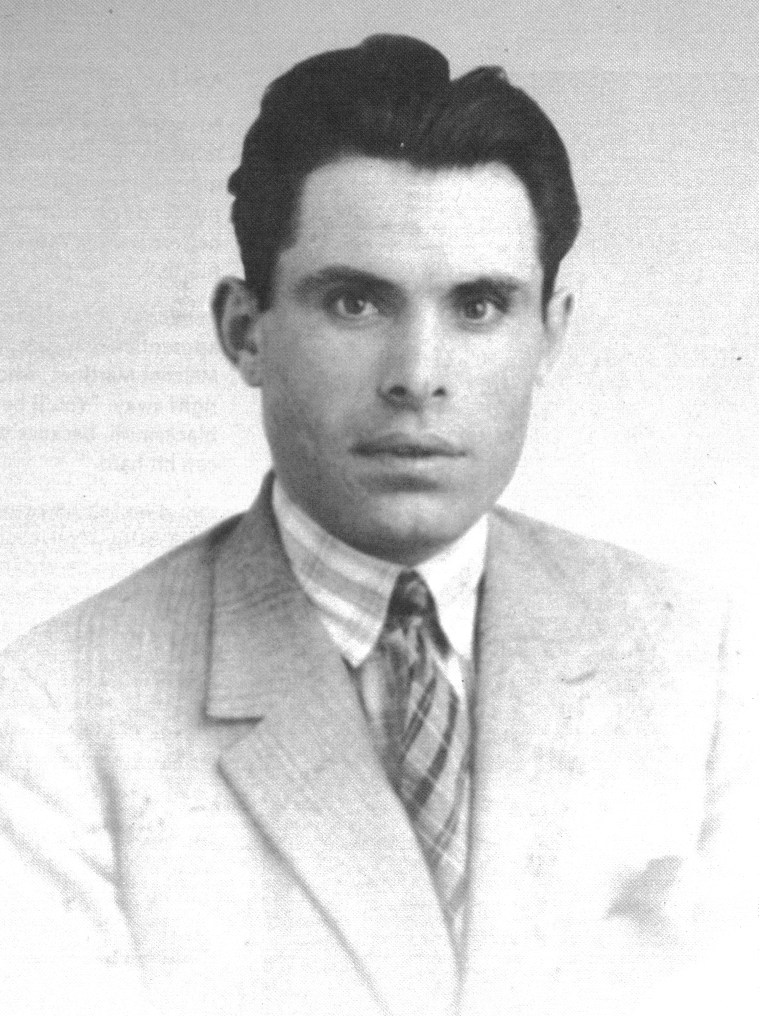
Buenaventura Durruti, miembro del Comité Revolucionario que organizó la insurrección anarquista de diciembre de 1933. Fue detenido en Barcelona.

El movimiento insurreccional iniciado en Zaragoza, que como los dos anteriores fue planificado cuidadosamente, pero de nuevo falló la coordinación, se extendió a otras localidades de Aragón y de La Rioja, y allí donde se proclamó el comunismo libertario se produjeron los hechos más graves, siguiendo todos ellos un esquema similar: intento de apoderarse del cuartel de la guardia civil, detención de las autoridades y de las personas «pudientes», quema de iglesias y de los archivos de la propiedad y documentos oficiales, abastecimiento de productos «de acuerdo con las normas del comunismo libertario». La respuesta del gobierno en funciones presidido por Diego Martínez Barrio fue siempre la misma: una dura represión. También hubo alzamientos anarquistas en puntos aislados de Extremadura, Andalucía, Cataluña, Valencia, Asturias y la cuenca minera de León, que el 15 de diciembre ya habían sido completamente dominados.
El balance de los siete días de la insurrección anarquista de diciembre de 1933 fue de 75 muertos y 101 heridos, entre los insurrectos, y 11 guardias civiles y 3 guardias de asalto muertos y 45 y 18 heridos, respectivamente, entre las fuerzas de orden público. A los implicados en la «revolución de diciembre», como la llamaron algunos anarquistas, se les aplicó la recién aprobada Ley de Orden Público de 1933. Por su parte el fracaso dejó a la CNT rota y desarticulada, y sin órganos de expresión. Los dirigentes sindicalistas más moderados que habían sido expulsados de la CNT, como Joan Peiró de la Federación Sindicalista Libertaria, culparon del desastre a la facción más radical del anarcosindicalismo, la FAI, cuyos integrantes había dominado el «comité revolucionario» de la insurrección. Según González Calleja y otros historiadores, «la insurrección del 8 de diciembre de 1933 [fue] quizá la más grave de las tres realizadas hasta entonces y de cuya represión [los cenetistas] salieron muy dañados». De hecho, «con el levantamiento de fines de 1933 se clausuró el “ciclo” anarcosindicalista de insurrecciones, por el virtual agotamiento de la organización confederal».
En marzo del año siguiente hubo una huelga general en Zaragoza de cuatro semanas de duración en protesta por las duras condiciones y los malos tratos que decían que estaban recibiendo los presos encarcelados tras la insurrección.

## Primeros gobiernos radicales (diciembre de 1933–octubre de 1934)
Entre diciembre de 1933 y octubre de 1934 se sucedieron tres gobiernos del Partido Republicano Radical (PRR), todos ellos sostenidos en las Cortes por la CEDA (y por otros partidos menores como el Partido Agrario Español y el Partido Republicano Liberal Demócrata). El primero, presidido por el líder del PRR Alejandro Lerroux, se mantuvo en el poder desde el 19 de diciembre de 1933 al 3 de marzo de 1934. El segundo, encabezado también por Lerroux, solo duró dos meses, hasta el 28 de abril. El tercero, presidido por el también radical Ricardo Samper, fue el de más larga duración, aunque solo estuvo en el poder cinco meses (Samper se vio obligado a dimitir el 4 de octubre de 1934 al haberle retirado el apoyo parlamentario la CEDA que exigía entrar en el Gobierno con tres ministros).
El objetivo principal de los gobiernos radicales fue lograr, como dijo el propio Lerroux, «una República para todos los españoles» llevando a cabo la «rectificación» de las reformas del primer bienio, lo que abriría la puerta a la incorporación de la derecha católica «accidentalista» de la CEDA a las instituciones republicanas. Durante este periodo de diciembre de 1933 a octubre de 1934 «la moderación y el pragmatismo presidieron la rectificación de las normas del primer bienio. Esta no fue una política antirrepublicana, como denunció la oposición»; de hecho:

...a finales del verano de 1934, la colaboración radical-cedista no había dado lugar a la anulación de los principales aspectos que identificaba a la República con la política de izquierdas. Sin embargo, por limitadas que fueran, todas las medidas aprobadas por los gobiernos radicales exasperaron a la opinión de izquierdas y fueron puestas como ejemplo de destrucción de la República de 1931
Manuel Álvarez Tardío y Roberto Villa García (2017).

También, por los motivos opuestos, a sus aliados de la derecha.
Rey Reguillo lo ha constatado en su estudio sobre la provincia de Ciudad Real. Allí:

...la política de los republicanos de centro no se tradujo en la expulsión generalizada de los concejales de izquierda de los ayuntamientos... Algunas corporaciones locales fueron remodeladas en virtud de la corrección de las irregularidades y de los abusos cometidos en el poder municipal durante el período anterior, sobre todo por parte de los socialistas. Entre noviembre de 1933 y octubre de 1934, en la provincia de Ciudad Real solo hubo cambios en una quincena de ayuntamientos sobre un total de 97, siempre siguiendo procedimientos legales... Los gobernadores civiles se fijaron como meta restablecer el imperio de la ley, que había quedado bastante disminuido a escala local en el bienio anterior. No se puede hablar de una persecución sistemática de los socialistas en los ayuntamientos —mucho menos de los republicanos de izquierda— antes de octubre de 1934.
Fernando del Rey Reguillo (2012).

Y «en el ámbito laboral tampoco se sostiene la tesis de la persecución sistemática de la izquierda obrera por parte de los republicanos de centro».
La tesis sostenida por Álvarez Tardío y Villa García y Del Rey Reguillo de que «la moderación y el pragmatismo presidieron la rectificación de las normas del primer bienio» por los tres primeros gobiernos radicales ha sido cuestionada por González Calleja y otros historiadores quienes, tras reconocer que «los radicales y sus gobiernos fueron en cierta medida continuistas con la labor de los políticos del centro liberal que les habían precedido», consideran que aquellos se propusieron «la neutralización, cuando no la marginación o la expulsión pura y simple, de los socialistas y ugetistas de las instituciones, dado que estos habían sido los mayores defensores y promotores de [las] reformas [sociales y laborales del primer bienio]». La sustitución de los ayuntamientos socialistas por comisiones gestoras de centro-derecha o de derecha habría sido llevada a cabo sobre todo tras la llegada al Ministerio de la Gobernación en marzo de 1934 del «duro» Rafael Salazar Alonso, política que habría intensificado tras la fracasada huelga general agraria de junio, «amparándose en que esta había sido ilegal». Además, con Salazar Alonso en Gobernación, «las políticas represivas y de orden público se endurecieron de forma muy visible» y la Guardia Civil volvió a funcionar «como un cuerpo militarizado que desempeñaba sus funciones con gran autonomía del poder civil». Incluso se llegó a discutir «muy seriamente la reimplantación de la pena de muerte para delitos de bandidaje y terrorismo».

### Alianza de los radicales con la CEDA
Dada la práctica desaparición de las Cortes de la izquierda republicana, la única opción que quedaba para formar un gobierno estable era que las dos principales minorías, Partido Republicano Radical (102 diputados) y CEDA (115 diputados), alcanzaran algún acuerdo, apoyado por grupos menores, como el Partido Agrario (30 diputados), la Lliga Regionalista (24) o el Partido Republicano Liberal Demócrata (9 diputados), y así alcanzar los 237 diputados necesarios para tener la mayoría en las Cortes.

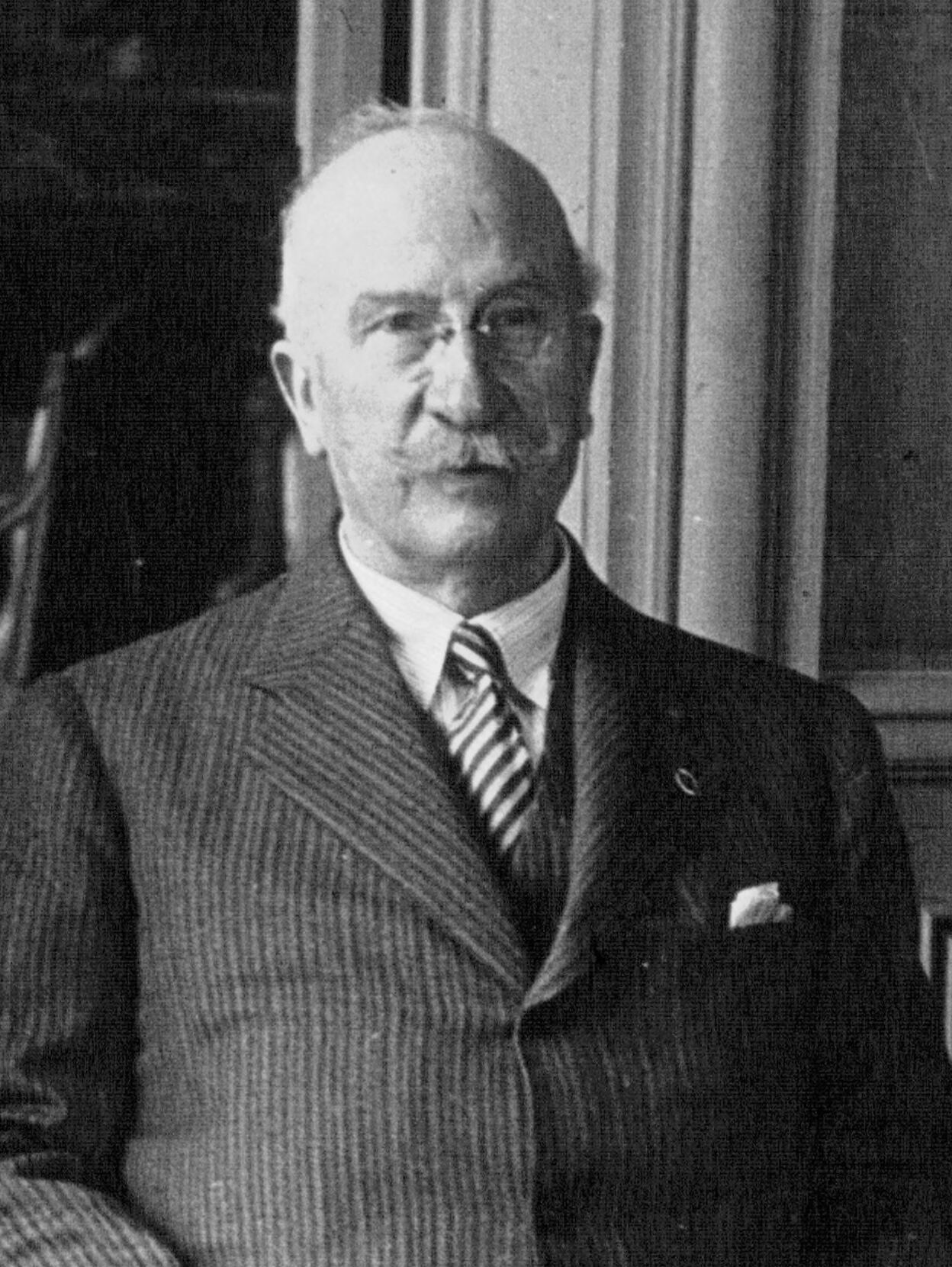
Alejandro Lerroux, líder del Partido Republicano Radical, encabezó el primer gobierno del segundo bienio, contando con el apoyo parlamentario de la derecha católica «accidentalista» de la CEDA, encabezada por José María Gil Robles.

El líder del Partido Radical Alejandro Lerroux recibió el encargo del presidente de la República Alcalá-Zamora de formar un gobierno «puramente republicano», pero para conseguir la confianza de las Cortes necesitaba el apoyo parlamentario de la CEDA, que quedó fuera del gabinete (y siguió sin hacer una declaración pública de fidelidad a la República; y nunca la haría), y de otros partidos de centro-derecha (los agrarios y los liberal-demócratas que entraron en el gobierno con un ministro cada uno). Como ha señalado Santos Juliá:

...los radicales justificaron esa opción como la única vía para incorporar a la derecha católica a la República; la derecha católica de la CEDA la justificó como la mejor manera de acercarse al poder para reformar la Constitución. Respaldado por su triunfo electoral, José María Gil Robles se dispuso a llevar a la práctica la táctica de tres fases enunciada dos años antes: prestar su apoyo a un gobierno presidido por Lerroux y dar luego un paso adelante exigiendo la entrada en el gobierno para recibir más tarde el encargo de presidirlo.
Santos Juliá (1999).

Una vez obtenida la presidencia, según Julio Gil Pecharromán, dar un «giro autoritario» a la República construyendo un régimen similar a las dictaduras corporativistas que acababan de instaurarse en Portugal y en Austria. Álvarez Tardío ha señalado en el mismo sentido que la «derecha posibilista» que encarnaba la CEDA:

...no se caracterizó por un discurso liberal, pues buena parte de su clientela no estaba dispuesta a aceptar los costes para la Iglesia de una plena libertad de conciencia. Además, al igual que los católicos [austríacos] liderados por Engelbert Dollfuss, desconfiaban de la democracia representativa porque consideraban que, dado el peligro de revolución social, la participación de las masas solo podía conducir a una lucha de clases que destruiría la sociedad. Frente a ese riesgo, preferían que se reforzara el principio de autoridad de los gobiernos y que se constituyera alguna forma de representación epresentación corporativa.
Manuel Álvarez Tardío (2012).

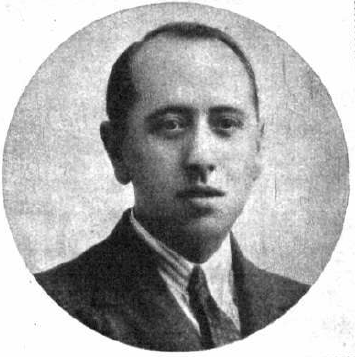
José María Gil Robles, líder de la derecha católica «accidentalista» de la CEDA.

Como ha señalado también Gabriele Ranzato, varias declaraciones de Gil Robles confirman que su propósito era «instaurar un régimen autoritario-corporativo, según el modelo del Estado Novo salazariano». En la campaña electoral lo había dejado claro: «la democracia no es para nosotros un fin, sino un medio para ir a la conquista de un Estado nuevo. Llegado el momento, el Parlamento o se somete o lo hacemos desaparecer»; «vamos a hacer un ensayo, quizá el último, de la democracia. No nos interesa. Vamos al Parlamento para defender nuestros ideales; pero si el día de mañana el Parlamento está en contra de nuestros ideales, iremos en contra del Parlamento». Tras su triunfo en las elecciones lanzó la siguiente amenaza: «Hoy, facilitaré la formación de gobiernos de centro; mañana, cuando llegue el momento, reclamaré el poder, realizando la reforma constitucional. Si no nos entregan el poder, y los hechos demuestran que no caben evoluciones derechistas dentro de la República, ella pagará las consecuencias». Asimismo, como ha indicado Luis Palacios Bañuelos, ya en su tesis doctoral Gil Robles había defendido que «la Revolución francesa era errónea en sus principios y doctrinas, injusta en sus fines e inmoral e inicua en sus procedimientos». También que el liberalismo era la expresión de «un hábito extraviado e independiente». Este mismo historiador ha destacado que «en sus mítines utiliza una retórica cercana a la fascista», aunque «cuando tiene que expresar su ideología por escrito, se identifica con la derecha conservadora y moderna francesa y no con Mussolini».
Por su parte Ángel Luis López Villaverde ha afirmado que «la CEDA, principal referente de la derecha, nunca creyó en los principios democráticos». Sin embargo, «su corporativismo [de Gil Robles] y sus críticas del parlamentarismo no terminaban en una alabanza del fascismo», a diferencia del líder de la derecha monárquica José Calvo Sotelo, ha puntualizado Álvarez Tardío. Nigel Townson también ha destacado la distancia que había entre la CEDA, a pesar de que su doctrina «no era liberal y democrática, sino corporativista y autoritaria», y la derecha antirrepublicana, en cuanto que «el partido era posibilista, es decir, estaba dispuesto, en teoría, a colaborar con el régimen» y esta táctica «no era meramente oportunista». Frente a esta última afirmación de Townson hay historiadores que consideran que el objetivo último de la CEDA era «el derribo del poder republicano», como lo demostraría el apoyo tácito que recibió del ex-rey Alfonso XIII (con quien Gil Robles mantuvo una reunión secreta, así como el líder de las JAP, José María Valiente; este último tuvo que dimitir cuando la prensa reveló su encuentro con el ex-rey). Según estos historiadores la CEDA estaría siguiendo:

...una senda similar a la emprendida en Grecia precisamente desde marzo de 1933 por los populares de Tsaldaris y que desembocaría de hecho en la vuelta al trono de Jorge II tras el golpe de los generales Kondylis y Metaxas (ministro y ex-ministro respectivamente del propio Tsaldaris), y el subsiguiente plebiscito amañado en octubre-noviembre de 1935.
Eduardo González Calleja y otros (2015).

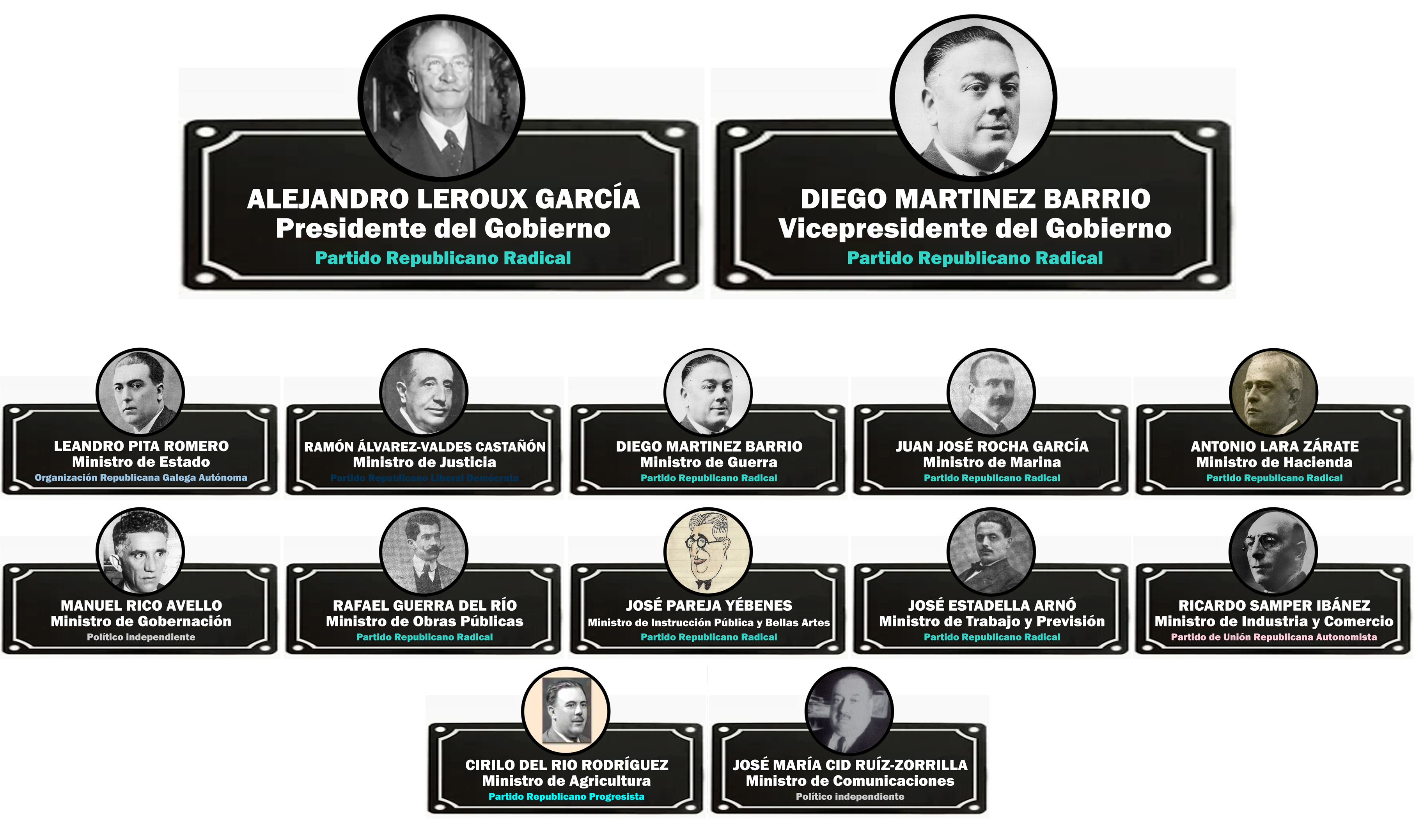
Gobierno de Alejandro Lerroux presentado en las Cortes el 19 de diciembre de 1933 y compuesto por siete ministros radicales, dos republicanos independientes, un liberal-demócrata, un agrario y un progresista.

El apoyo de la CEDA al gobierno de Lerroux, a pesar de que éste había votado la Constitución republicana que los católicos rechazaban, —que se presentó ante las Cortes el 19 de diciembre y del que formaban parte siete ministros radicales, dos republicanos independientes, un liberal-demócrata, un agrario y un progresista— fue considerado por los monárquicos alfonsinos de Renovación Española y por los carlistas de la Comunión Tradicionalista como una «traición», por lo que iniciaron los contactos con la Italia fascista de Mussolini para que les proporcionara dinero, armas y apoyo logístico con el fin de derribar a la República y restaurar la Monarquía. Con ese fin en marzo de 1934 viajaron a Roma para entrevistarse con Mussolini y con Italo Balbo, el general Barrera, el alfonsino Antonio Goicoechea y el carlista Rafael de Olazábal.
Por su parte, los republicanos de izquierda y los socialistas consideraron una «traición a la República» el pacto radical-cedista y los socialistas del PSOE y UGT acordaron que desencadenarían una revolución si la CEDA entraba en el gobierno, lo que era especialmente grave pues el PSOE era uno de los partidos que habían fundado la República y había gobernado durante el primer bienio, advierte Santos Juliá. Así lo expresó en el mismo debate de investidura el portavoz del grupo parlamentario socialista Indalecio Prieto, tal como lo refleja el Diario de Sesiones del 20 de diciembre de 1933:

Decimos más, Sr. Lerroux: decimos que creemos que esas declaraciones han abierto de hecho un período revolucionario; decimos que sentimos la obligación de defender, por todos los medios, los compromisos que dejamos, como postulados esenciales de la República, en la Constitución, y decimos que frente al golpe de Estado se hallará la revolución. (Grandes protestas en las derechas y aplausos en los socialistas). Decimos, Sr. Lerroux y Sres. Diputados, desde aquí, al país entero que públicamente contrae el Partido Socialista el compromiso de desencadenar, en ese caso, la revolución...(Exclamaciones y protestas de las derechas que impiden oír el final de la frase. Aplausos en los socialistas. Varios Sres. Diputados pronuncian palabras que no se perciben por los grandes rumores que hay en la Cámara. La Presidencia reclama orden.)
Indalecio Prieto (1933).

En este marco, el nuevo gabinete empezó a gobernar con el decidido propósito de «rectificar» el curso emprendido por la República bajo el gobierno de las izquierdas del bienio anterior. La pretensión del gobierno de Lerroux era «moderar» las reformas del primer bienio, no anularlas, con el objetivo de incorporar a la República a la derecha «accidentalista» (que no se proclamaba abiertamente monárquica, aunque sus simpatías estuvieran con la Monarquía, ni tampoco republicana) representada por la CEDA y el Partido Agrario. Lerroux pensaba que sería suficiente con una «rectificación» parcial de las reformas del primer bienio, manteniendo la fidelidad a los principios básicos proclamados el 14 de abril, pero pronto surgieron las tensiones porque la CEDA y sus aliados pretendían ir más lejos en la «rectificación». No obstante, según Álvarez Tardío y Villa García:

...los gobiernos radicales adoptaron decisiones de diferente calado que pudieron ser inaceptables para los que habían diseñado y gobernado en los años previos, pero que no pusieron en peligro la República, si la entendemos como una forma de gobierno y un régimen de libertades ajeno a un programa de partido.
Manuel Álvarez Tardío y Roberto Villa García (2017).

### Primera crisis: dimisión de Martínez Barrio y ley de amnistía (marzo-abril de 1934)

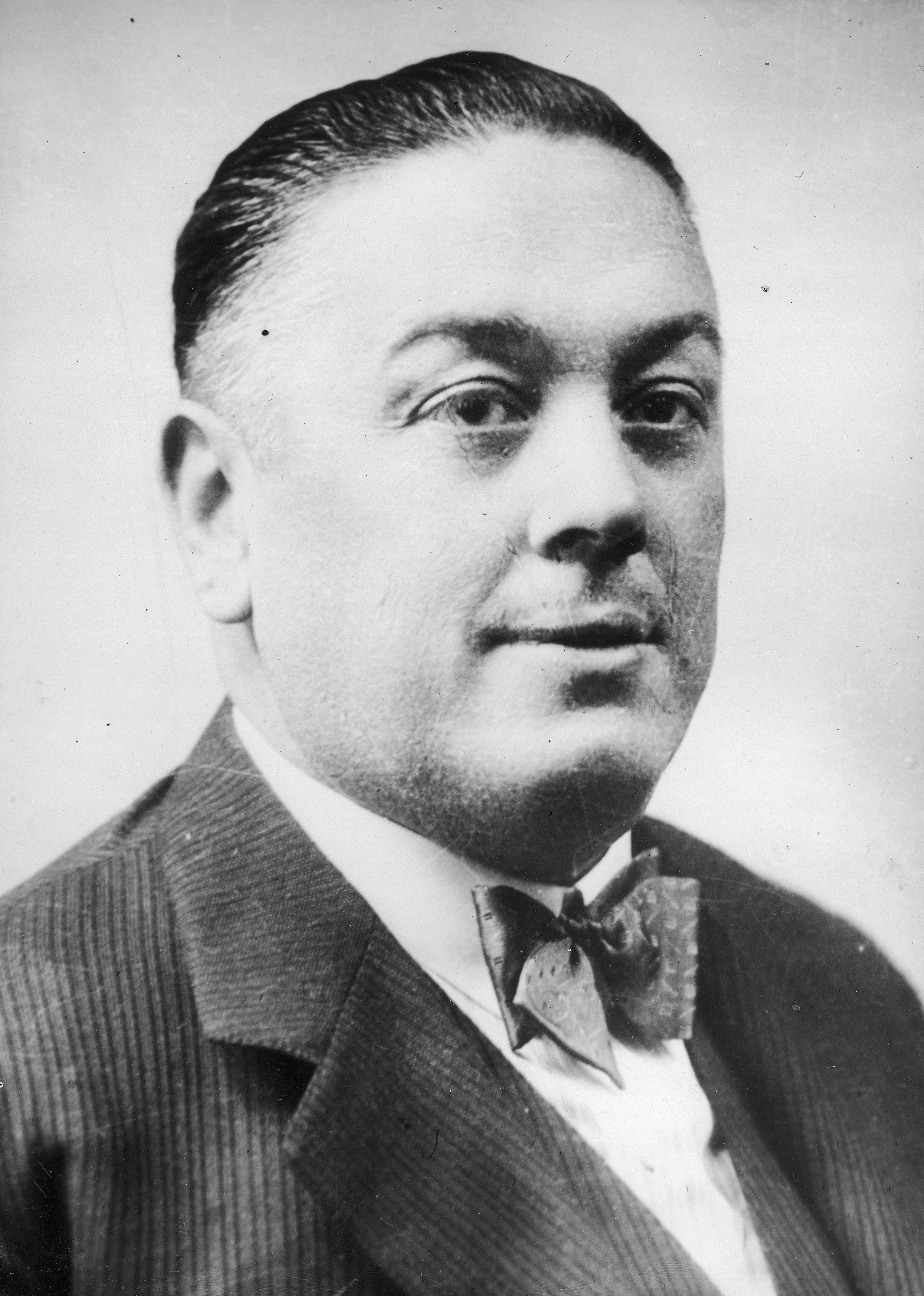
Diego Martínez Barrio, vicepresidente del Gobierno de Lerroux, dimitió a finales de febrero de 1934 a causa de la «derechización» de las políticas que estaba aplicando el gabinete presionado por la CEDA. Más tarde abandonaría el Partido Republicano Radical para fundar el Partido Radical Demócrata.

Diego Martínez Barrio (virtual número dos del Partido Republicano Radical, vicepresidente del Gobierno y ministro de la Gobernación) fue el primer miembro del gabinete de Lerroux que criticó la colaboración con la CEDA, hasta que esta no se declarara republicana, y denunció la presión que ejercía que inclinaba al gobierno a realizar una política cada vez más derechista. A finales de febrero de 1934 dimitió y con él el ministro de Hacienda Antonio Lara, lo que obligó a Lerroux a formar un segundo gobierno el 3 de marzo (salieron del gabinete Martínez Barrio, Lara y el ministro de Instrucción Pública José Pareja Yébenes, siendo sustituidos por Rafael Salazar Alonso, Manuel Marraco Ramón y Salvador de Madariaga, respectivamente). Con la salida de Martínez Barrio del gabinete, Lerroux tuvo que ceder cada vez más a la presión de la CEDA, como se pudo comprobar con la crisis que se desató en abril con motivo de la aprobación de una ley de amnistía que terminó provocando la caída del gobierno.
En efecto, el 20 de abril de 1934 las Cortes aprobaron la Ley de Amnistía (uno de los tres puntos del «programa mínimo» de la CEDA, y que también figuraba en el programa electoral del Partido Republicano Radical), que suponía la excarcelación de todos los implicados en el golpe de Estado de 1932, incluido el general Sanjurjo, así como la reapertura de la sede de Acción Española, permitiendo que José Calvo Sotelo, exministro de la Dictadura de Primo de Rivera, regresara a España (finalmente también se incluyó en la amnistía a los implicados en la insurrección anarquista de diciembre de 1933). En curso de los debates el ministro de Justicia, el liberal-demócrata Ramón Álvarez-Valdés, se vio obligado a dimitir al haber situado en el mismo plano la sublevación de Jaca y la «Sanjurjada».

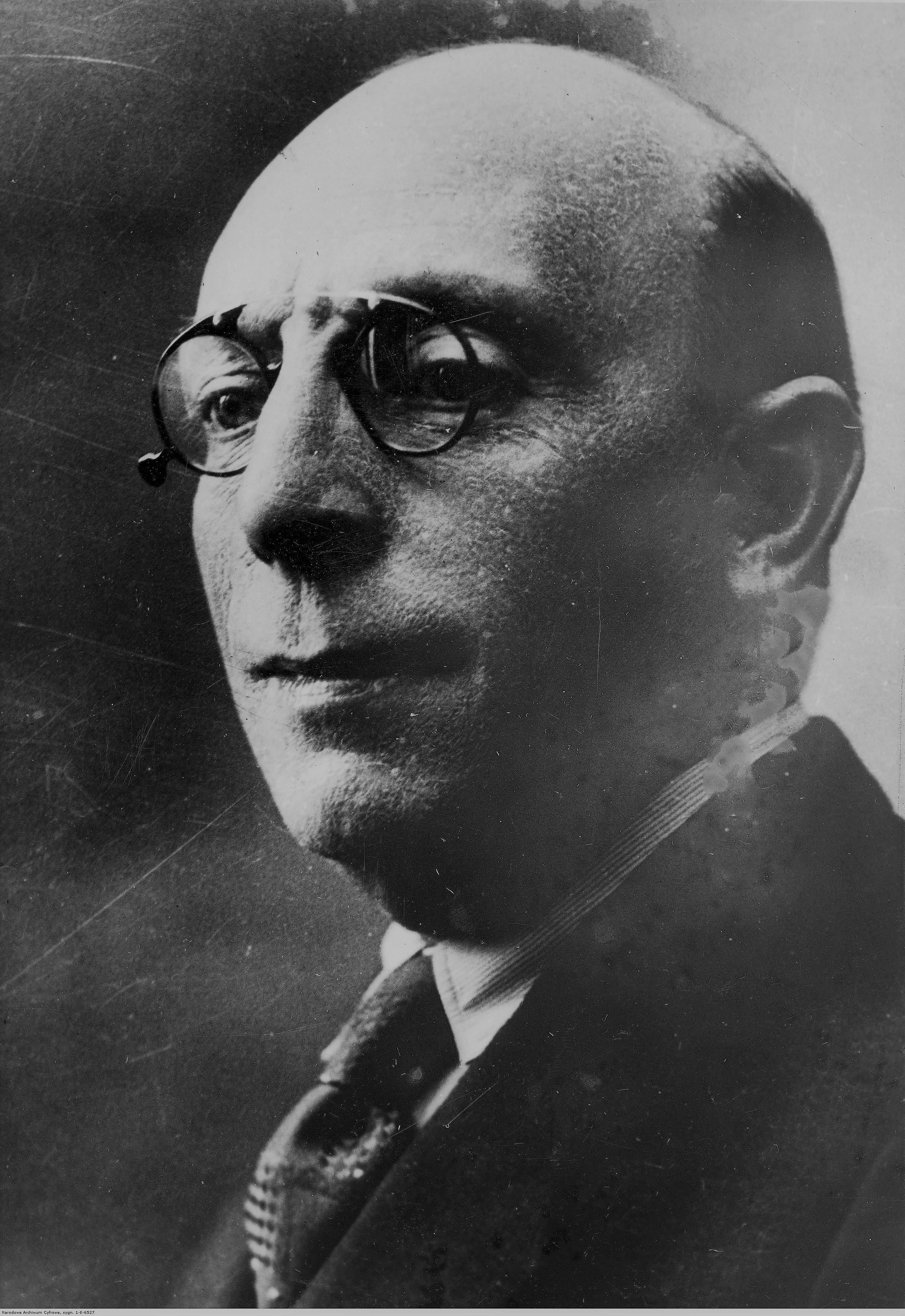
Tras la dimisión de Lerroux al sentirse desautorizado por el presidente de la República Alcalá-Zamora a propósito de la ley de amnistía, el valenciano Ricardo Samper pasó a ocupar la presidencia del Gobierno.

El grave problema que se planteó tras la aprobación de la ley por las Cortes fue la decisión del presidente de la República Niceto Alcalá-Zamora de vetarla, pero como ningún ministro aceptó refrendar el decreto de devolución a las Cortes, Alcalá-Zamora tuvo que firmarla, aunque la acompañó de un largo escrito personal, de dudosa constitucionalidad, en el que planteaba diversas objeciones a la ley, una de ellas, el haber sido privado del ejercicio constitucional del derecho de veto. Lerroux constató que había perdido la confianza del presidente y presentó la dimisión. La solución a la crisis fue encontrar un nuevo dirigente radical que presidiera el gobierno: fue el valenciano Ricardo Samper, quien formó el tercer gobierno radical el 28 de abril de 1934. Según Nigel Townson «el asombroso nombramiento de un republicano-radical de segunda fila, Ricardo Samper, como presidente del gobierno» ilustra «la influencia desestabilizadora del presidente de la República», una de las causas de «la inestabilidad política [que] campó a sus anchas hasta octubre de 1934». Según González Calleja y otros historiadores Alcalá Zamora lo nombró porque lo consideró:

más manejable. Samper no solo era más débil políticamente para enfrentarse a Lerroux o a Gil Robles sino para controlar a los gallos de su partido, en particular al ministro de Gobernación Salazar Alonso y al de Hacienda Manuel Marraco.
Eduardo González Calleja y otros (2015).

### Gobierno de Ricardo Samper (abril-octubre de 1934)
El tercer gobierno radical, presidido por Ricardo Samper y en el que este solo introdujo tres cambios respecto del anterior (el radical Vicente Cantos Figuerola en Justicia; el liberal-demócrata Filiberto Villalobos, en Instrucción Pública y Bellas Artes; y el republicano independiente Vicente Iranzo en Industria y Comercio), se mantuvo en el poder hasta que la CEDA inició a principios de octubre la segunda fase de su estrategia exigiendo la entrada de tres ministros suyos en el gabinete. El motivo fue la supuesta falta de carácter del gobierno de Samper para resolver el conflicto con la Generalidad de Cataluña provocado por la aprobación por el parlamento catalán de la Ley de Contratos de Cultivo y la posterior declaración de inconstitucionalidad por el Tribunal de Garantías Constitucionales.

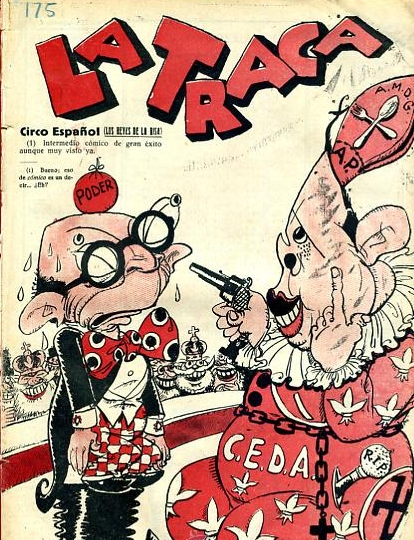
Caricatura del periódico satírico La Traca sobre la presión a la que se vio sometido el gobierno de Ricardo Samper (a la izquierda bajándose los pantalones) por el líder de la CEDA José María Gil Robles (a la derecha con una pistola en la mano, ceñido con un cíngulo de monje y tocado con una mitra que lleva las siglas A.M.D.G., lema de los jesuitas, y A.P., siglas de Acción Popular). El texto dice: «Circo Español (LOS REYES DE LA RISA). (1) Intermedio cómico de gran éxito aunque muy visto ya. (1) Bueno, eso de cómico es un decir... ¿Eh?». Al fondo monarcas coronados riéndose.

El problema inicial del gobierno Samper fue que nada más nacer perdió el apoyo de diecinueve diputados de su partido que siguieron los pasos de Martínez Barrio: el grupo de disidentes fundó el Partido Radical Demócrata (PRD) y 19 de mayo hacía público un manifiesto en el que se decía que sus integrantes había abandonado el PRR porque este ya no seguía el «viejo ideario radical» y se había «derechizado». Tres meses más tarde, el PRD se unió al Partido Republicano Radical Socialista (PRRS), encabezado por Félix Gordon Ordás, para dar nacimiento a un nuevo partido llamado Unión Republicana, que pronto inició el acercamiento a Izquierda Republicana, el nuevo partido de Manuel Azaña, surgido en abril de 1934 de la fusión de Acción Republicana, el Partido Republicano Gallego de Santiago Casares Quiroga y el Partido Republicano Radical Socialista Independiente (PRRSI) de Marcelino Domingo.
El abandono de los diecinueve diputados disidentes de Martínez Barrio aún hizo más dependiente al nuevo gobierno Samper de la CEDA, que lo presionó no solo desde el Parlamento, sino también en la calle con dos concentraciones multitudinarias que celebró en El Escorial (en plena crisis por la ley de amnistía) y en Covadonga (6 de septiembre), y en las que aparecieron signos propios de la parafernalia fascista, como la exaltación de su líder José María Gil Robles con los gritos de «¡Jefe, Jefe, Jefe!». No obstante, los historiadores Álvarez Tardío y Villa García han restado importancia a que «los cedistas hicieran concentraciones de masas», ya que «Gil Robles apoyó los Gobiernos de Lerroux, recordando públicamente, una y otra vez, que cuando llegara el momento de la reforma constitucional, ellos lo harían conquistando la opinión pública y ratificándolo en las urnas», aunque reconocen que los cedistas eran «enemigos de la visión liberal clásica de la primacía indiscutible de los derechos individuales».

### Realizaciones de los gobiernos radicales
Según González Calleja y otros historiadores:

...hasta Octubre [de 1934] al menos hubo ciertos elementos continuistas con las leyes republicanas que los radicales habían votado y apoyado en el primer bienio, pero con retoques sustanciales que hacen aceptable los calificativos de «revisionista» o «rectificador» [del periodo], combinados con un rechazo mucho más explícito hacia algunos temas como el desarrollo del Estado autonómico y las reformas laborales de Largo Caballero, sobre todo en el campo.
Eduardo González Calleja y otros (2015).

#### La «cuestión militar»

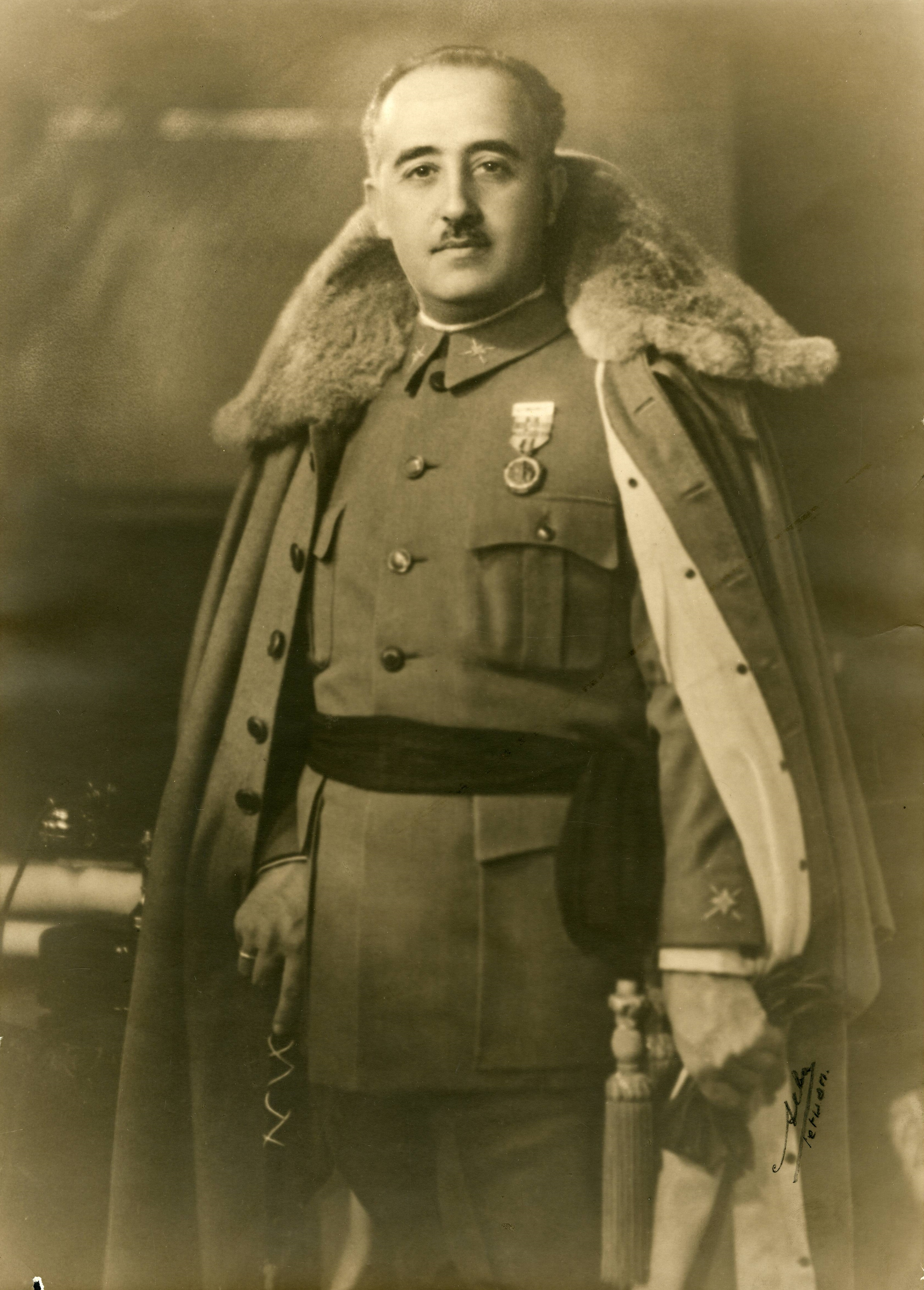
El general Francisco Franco fue promocionado a pesar de su dudosa lealtad a la República y encargado por el ministro Diego Hidalgo de dirigir desde Madrid las operaciones militares contra los sublevados en la Revolución de Asturias.

La reforma militar de Azaña se mantuvo y el ministro de la Guerra Diego Hidalgo aplicó una política moderada, «tratando de llevar la justicia y la equidad a los nombramientos de personal». Pero en su intento de atraerse a los militares descontentos, sobre todo a los «africanistas», concedió ascensos para puestos vacantes que deberían haberse eliminado. Así fueron promocionados militares de dudosa lealtad a la República, como el general Franco, a quien acabaría encomendando la dirección desde Madrid de las operaciones militares contra los sublevados en la Revolución de Asturias de 1934 (aunque fracasó en su intento de nombrar a Franco como jefe de las tropas destinadas a Asturias, por la oposición del resto de ministros radicales), o el general Goded, implicado en el fracasado golpe de Estado de agosto de 1932 encabezado por el General Sanjurjo. Al mismo tiempo, prohibió a todos los militares ser socios o afiliados de centros, partidos, agrupaciones o sociedades de carácter político o sindical y participar en manifestaciones.

#### La «cuestión religiosa» (y educativa)
El 19 de diciembre de 1933, el día en que las Cortes dieron su confianza al primer gobierno de Lerroux, el líder de la derecha católica José María Gil Robles pidió «una rectificación en la legislación sectaria que ha lastimado nuestras creencias», a lo que Lerroux le respondió que él «respetaba la conciencia de la mayoría» y que se oponía a la «ejecución implacable de esas leyes», pero que no «faltaría a la ley», lo que quería decir, según Nigel Townson, que el gobierno intentaría «encontrar un punto de equilibrio entre las exigencias de sus aliados de derechas y las reformas defendidas por la oposición de izquierdas. Por consiguiente, el objetivo era modificar la legislación vigente, no anularla». De hecho no se abolieron el divorcio o el reconocimiento de los hijos naturales, ni las Misiones Pedagógicas, aunque éstas vieron reducido su prepuesto debido a las «economías» en el gasto público.

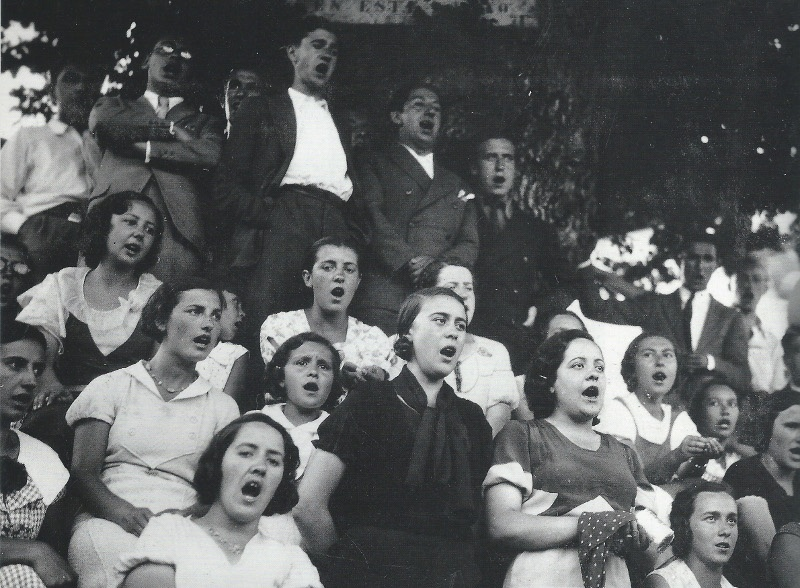
Coro del Pueblo de las Misiones Pedagógicas, que no fueron suprimidas, pero vieron reducido su presupuesto.

El primer problema que tuvieron que abordar los gobiernos radicales en materia religiosa fue la cuestión de los haberes del clero. Los radicales eran conscientes de que si se aplicaba estrictamente la Constitución de 1931, según la cual el presupuesto del clero tendría que ser suprimido durante el ejercicio de 1934, se dejaría a los párrocos más pobres (los rurales) sin ingresos (un problema que también se planteó el gobierno de Manuel Azaña, pero que no llegó a resolver por la oposición de la mayoría de las izquierdas).
Así, el gobierno aprobó un proyecto de ley por el que los clérigos que trabajaban en parroquias de menos de tres mil habitantes y que tenían más de 40 años en 1931, recibirían dos tercios del sueldo que percibían entonces. Pero cuando el gobierno lo llevó al parlamento en enero de 1934 la izquierda lo acusó de poner en práctica una política «antirrepublicana», y la CEDA también lo rechazó, aunque por las razones contrarias, ya que consideraba que la ayuda económica propuesta era demasiado escasa, una decepción que era compartida por los sectores más moderados de la Iglesia católica encabezados por el cardenal Vidal y Barraquer. Los radicales hicieron algunas concesiones como incluir las poblaciones de más de tres mil habitantes y al final los cedistas apoyaron el proyecto (aunque seguía estando «muy alejado» de sus expectativas) y la ley fue aprobada el 4 de abril de 1934. El diario El Socialista publicó al día siguiente: «Desde ayer no cabe hacer ninguna distinción entre el partido radical y el que acaudilla el señor Gil Robles. Con concesiones de este tipo lo que no durará cuatro meses será la República... Si la República ha de vivir como vive al presente, preferimos que se muera». Los radical-socialistas manifestaron que la ley ponía la «pureza del régimen republicano» en peligro. Por su parte la derecha monárquica exigía el restablecimiento del presupuesto del clero de 1931 en su totalidad. Por otro lado, la Semana Santa, excepto en algunos lugares como Málaga y Córdoba, pudo celebrarse con normalidad en 1934.

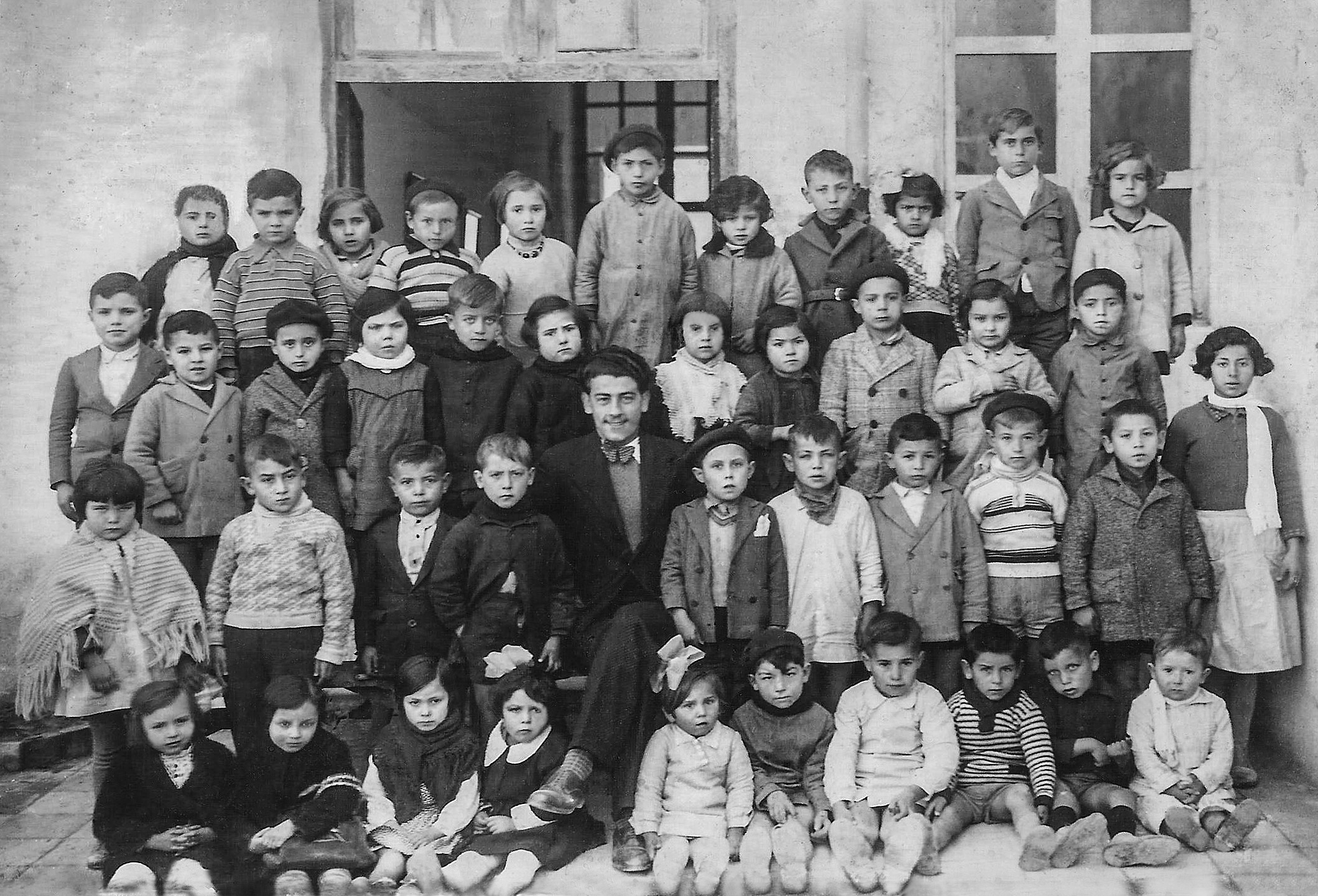
Alumnos y alumnas de la Escuela Nacional de Alginet con su maestro Emilio Luna (curso 1932-1933). La coeducación, a la que se oponía la derecha católica de la CEDA, fue suprimida por los gobiernos radicales.

La segunda batalla de la política religiosa se desarrolló en el campo de la enseñanza. El gobierno radical era consciente de que la sustitución de las escuelas privadas religiosas por escuelas públicas, prevista para el 1 de enero de 1934 en el caso de la enseñanza primaria, planteaba graves problemas administrativos y presupuestarios a la vista de la falta de dinero, escuelas y maestros (en aquel momento los colegios religiosos atendían a trescientos cincuenta mil alumnos solo en la enseñanza primaria). Por ejemplo, el ayuntamiento de Cádiz calculó que las ciento treinta aulas que harían falta para el municipio costarían unas 665 000 pesetas, pero el dinero que recibió del gobierno a través de un crédito extraordinario fueron cien mil pesetas. Una alternativa que tenía el gobierno era la expropiación de los edificios de las escuelas religiosas para convertirlos en escuelas públicas, pero esa opción era inaceptable para la CEDA, su aliada parlamentaria, que consideraba la enseñanza «una cuestión vital, en la que no podremos de ningún modo retroceder» y además los radicales seguían apostando por la integración de la derecha católica «accidentalista» en la República. Así, el gobierno de Lerroux presentó el 31 de diciembre de 1933 un proyecto de ley que prorrogaba los plazos para la sustitución de la enseñanza primaria, aunque el gobierno seguiría construyendo escuelas públicas. Además, como la Constitución de 1931 permitía la escuela privada, la Iglesia Católica hubiera podido mantener muchas de sus escuelas abiertas porque buena parte de ellas las había puesto a nombre de mutualidades escolares, de asociaciones de padres de alumnos o de la Sociedad Anónima de Enseñanza Libre (SADEL), empresa impulsada por la Confederación Católica de Padres de Familia y en la que figuraban destacados políticos derechistas, como el líder de la CEDA José María Gil Robles, el del Partido Agrario José Martínez de Velasco o el monárquico Pedro Sáinz Rodríguez (este último sería el primer ministro de Educación de la dictadura franquista). También se suprimió la coeducación, una de las principales reivindicaciones de la derecha católica.
Sin embargo, que los radicales no eran exactamente unos «títeres» de la derecha, como afirmaba la izquierda, lo demostró el nuevo plan de bachillerato que en el verano de 1934 presentó Filiberto Villalobos, ministro de educación del gobierno Samper, un plan que estaba inspirado en la pedagogía de la Institución Libre de Enseñanza que por ello enfureció a la CEDA, además de porque, en cumplimiento de la Constitución de 1931, excluía la enseñanza de la religión. Aunque El Socialista acusó a Villalobos de consentir que el Ministerio fuera «invadido» por los jesuitas, el gasto en educación en los años 1934 y 1935 aumentó por encima del nivel del primer bienio. El ritmo de construcción de escuelas públicas se aceleró y creció el número de maestros de primaria. También se incrementó su salario en un 33 %. Todo esto demuestra, según Nigel Townson, que «los gobiernos liderados por los republicano-radicales lograron una avenencia en verdad centrista en lo tocante a la enseñanza: impulsaron el sector público al tiempo que protegían el privado».
Los gobiernos radicales también fueron receptivos a la «reclamación» presentada por la Iglesia Católica a finales de febrero de 1934, por «las extralimitaciones reiteradamente cometidas por muchas autoridades locales contra el libre ejercicio del culto católico, en particular por lo que se refiere a los entierros católicos y a los Viáticos, y al empleo de las campanas». Aunque en muchas localidades no se había puesto ninguna traba a las celebraciones católicas fuera de los templos (que la Constitución de 1931 no prohibía, sino que las sometía a un régimen de autorizaciones), con la llegada de los radicales al poder la presencia pública del culto católico en la calle se incrementó notablemente, aunque de forma desigual. Por otro lado, los gobiernos radicales devolvieron bienes a los jesuitas, al parecer los que habían sido incautados ilegalmente, y exceptuaron cuatro institutos religiosos de la aplicación de la Ley de Confesiones y Congregaciones, dos de las cuales eran órdenes dedicadas a actividades caritativas.
El último aspecto de la política religiosa de los gobiernos radicales fue, a la vez, el que llevaron más en secreto: el intento de negociar un concordato con el Vaticano. El gobierno de Lerroux ya manifestó en su presentación que algún tipo de acuerdo con Roma era fundamental, aunque sin incluir la revisión de la Constitución, para poder integrar dentro de la República no solo a la derecha católica posibilista, sino a la gran mayoría de los católicos. En enero de 1934 hubo un primer contacto para la normalización de las relaciones diplomáticas, pero el Vaticano puso como condición para dar el plácet al nuevo embajador, Leandro Pita Romero, que fuese enviado para tratar de remediar «los graves daños sufridos por la Iglesia en España como consecuencia de la reciente legislación antirreligiosa», a lo que el Gobierno se negó.

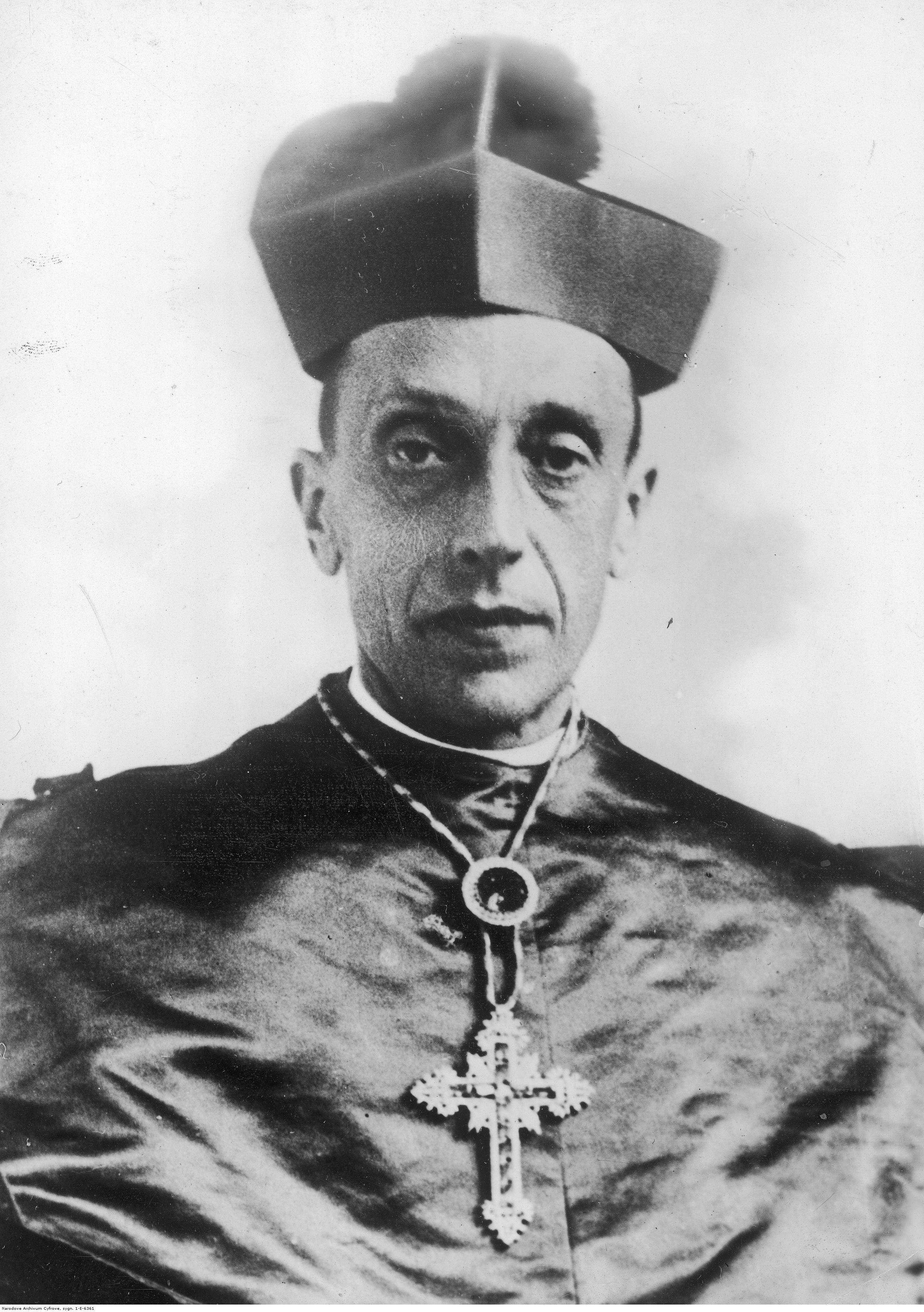
El cardenal Francisco Vidal y Barraquer fracasó en su intento para que se alcanzara algún tipo de entendimiento entre la República y la Santa Sede.

Los contactos prosiguieron, en secreto y sin que interviniera en ellos la CEDA, y en mayo el Vaticano dio el plácet al embajador Pita Romero, que a principios de junio tomaba posesión de su puesto en Roma con el encargo de negociar un nuevo concordato a partir del proyecto que había sido aprobado por el consejo de ministros y que constaba de 47 artículos. Como el Vaticano le hizo saber que la Constitución era un obstáculo insalvable para firmar un concordato Pita Romero presentó en agosto un proyecto, más breve, de modus vivendi. Pero no se avanzó en la negociación porque el Vaticano, con el apoyo de la Iglesia española, encabezada por el integrista Isidro Gomá, exigió la revisión sustancial de la «legislación antirreligiosa» que había causado «graves daños» a la Iglesia en España. Tras la derrota de la Revolución de octubre de 1934 el rechazo del Vaticano y de la jerarquía eclesiástica española al modus vivendi se acentuó por lo que el acuerdo fue ya imposible. Se apostó todo a que la CEDA ocupara la presidencia del gobierno y cambiara la Constitución. Así se lo comunicó el 22 de julio el nuncio Federico Tedeschini al cardenal Francisco Vidal y Barraquer, que había sido el miembro de la jerarquía eclesiástica española que más había trabajado para que se alcanzara algún tipo de entendimiento entre la República y la Santa Sede.

#### La «cuestión social»: presión patronal y ofensiva de la CNT y la UGT
Las reformas sociolaborales de Largo Caballero fueron parcialmente «rectificadas» bajo la presión de las organizaciones patronales, pero ni la Ley de Contratos de Trabajo ni la de Jurados Mixtos fueron derogadas (si bien se introdujeron algunos cambios, como purgar sus presidencias y vicepresidencias de socialistas, a los que se les dio un plazo de diez días para que abandonaran sus cargos, sustituidos, como pedían los empresarios, por funcionarios de la carrera judicial), lo que exasperó a los empresarios. Los gobiernos radicales tampoco dieron marcha atrás en el tema del subsidio por desempleo, que aumentaron a noventa días por año trabajado.

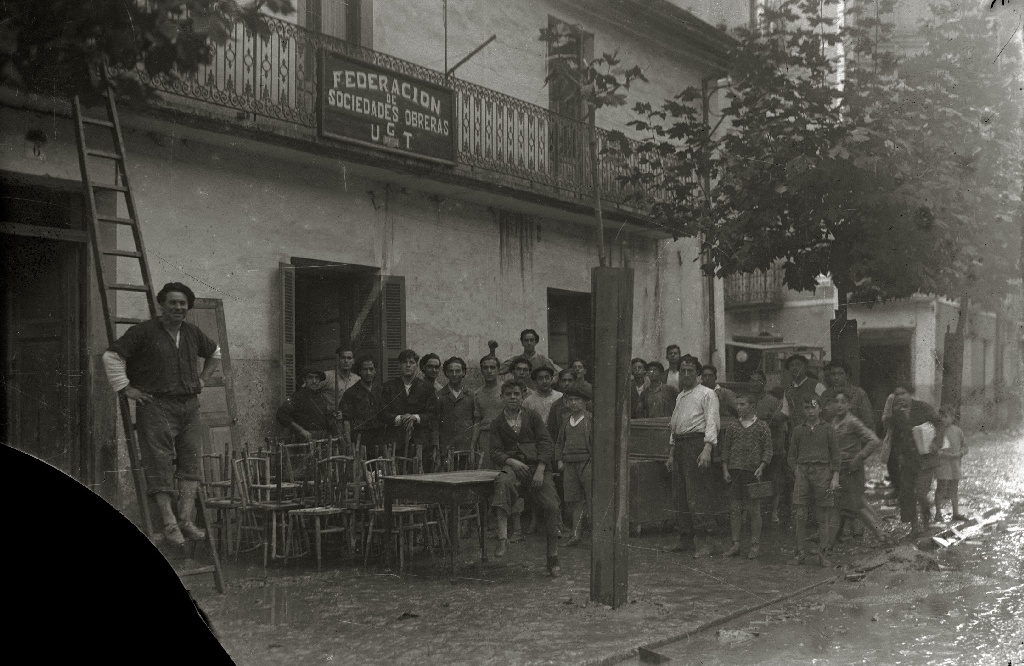
Sede de la Federación de Sociedades Obreras de UGT (Guipúzcoa, 1933).

Uno de los motivos de no llevar adelante la «contrarreforma laboral» que demandaban los patronos fue que los sindicatos aún conservaron una gran capacidad de movilización lo que se tradujo en una creciente oleada de huelgas a lo largo de 1934 (las más significadas fueron las de la construcción y de la metalurgia en Madrid, que consiguieron reducir la semana laboral de 48 a 44 horas, tras un laudo del Jurado Mixto ratificado por una Orden del ministro de Trabajo José Estadella; la de tranvías y del puerto de Barcelona y, sobre todo, la huelga general de treinta y seis días que paralizó Zaragoza), que por primera vez desde la proclamación de la República eran convocadas por comités conjuntos de UGT y CNT. Esto fue lo que obligó al gobierno a mantener los Jurados Mixtos para intentar acabar con las huelgas con resoluciones de los mismos que dieran al menos parcialmente la razón a los trabajadores, lo que hizo que aumentara el descontento de los patronos con los gobiernos del Partido Radical al que acusaban de debilidad y de haber traicionado a los que les habían votado.

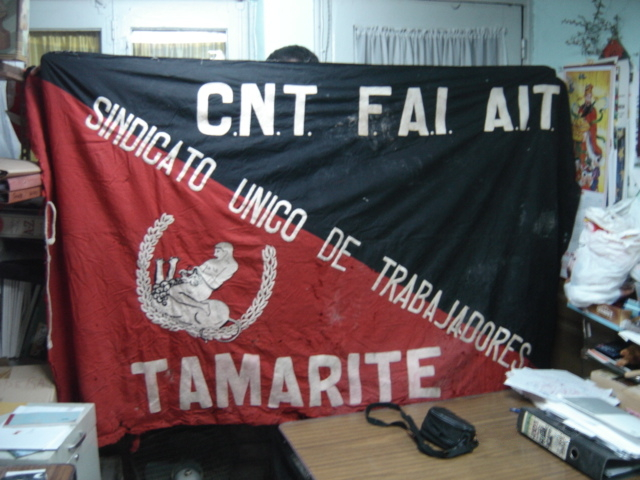
Bandera del Sindicato Único de la CNT-FAI de Tamarite de Litera (Huesca).

Los patronos habían interpretado el resultado de las elecciones como una oportunidad de revocar la legislación laboral del primer bienio. pero los gobiernos del Partido Republicano Radical no estaban cumpliendo sus expectativas, hasta el punto, como ha señalado Nigel Townson, que «el enfoque de los gobiernos centristas sobre las disputas laborales en 1934 les llevó a perder el apoyo de los empresarios». Un empresario del partido radical lamentó que el gobierno radical había declarado la «guerra a los patronos». Rey Reguillo coincide con Townson cuando afirma que:

...hubo conflictos laborales importantes en los que las autoridades radicales se escoraron abiertamente a favor de los sindicatos. Un claro ejemplo lo constituyó la huelga de la minería del carbón declarada en la cuenca de Puertollano durante abril y principios de mayo de 1934... [que] se saldó con la victoria sin paliativos de los sindicatos gracias a la presión que ejercieron las autoridades gubernativas sobre la empresa.
Fernando del Rey Reguillo (2012).

En relación con la «cuestión social» Nigel Townson ha destacado como una de las principales realizaciones de los gobiernos radicales, que «ha pasado casi completamente desapercibida», la Ley de Coordinación Sanitaria de junio de 1934, que, según este hispanista británico, «significó un inequívoco paso adelante en la creación de un sistema nacional de salud». Fue «¡la primera ley sanitaria nacional aprobada por las Cortes desde 1855!», advierte Townson. Sin embargo, González Calleja y otros historiadores han señalado que «dejó la asistencia sanitaria básicamente a cargo de las haciendas municipales» y que:

...la ley finalmente naufragó como otras, víctima de la heterogeneidad y los vaivenes del segundo bienio, pues ni se creó un Ministerio de Sanidad independiente, ni los recortes presupuestarios de Chapaprieta en 1935 lo permitieron, ni la CEDA parecía muy interesada en una estatalización de la sanidad.
Eduardo González Calleja y otros (2015).

#### La «cuestión agraria»: huelga general campesina
Cirilo del Río Rodríguez, que estuvo en los tres gabinetes radicales al frente del Ministerio de Agricultura, respetó el ritmo previsto de aplicación de la Ley de Reforma Agraria por lo que en 1934 se asentaron más campesinos que durante todo el bienio anterior, expropiándose el cuádruple de propiedades, aunque la Ley de Amnistía aprobada en abril de 1934 le devolvió a la nobleza «grande de España» una parte de las tierras que le había confiscado el gobierno de Azaña por la implicación de algunos de sus miembros en la Sanjurjada. «Bien es verdad que la reforma avanzó a paso de tortuga».
Pero el objetivo principal de la política de Cirilo del Río era desmontar el «poder socialista» en el campo, para lo que anuló o modificó sustancialmente los decretos agrarios del Gobierno Provisional firmados por Largo Caballero. Como ha señalado José Manuel Macarro Vera, «según el gobierno, la mayoría de los conflictos surgidos en el campo eran el resultado de una interpretación abusiva de la legislación por parte de los Jurados Mixtos y las comisiones locales de los pueblos». Según este mismo historiador, «la Ley de Términos Municipales habían supuesto otro desastre al enclaustrar en sus pueblos a los jornaleros que toda la vida habían salido de los mismos durante las recolecciones». La Ley de Términos Municipales fue derogada y la presidencia de los Jurados Mixtos ya no la ostentaría una persona nombrada discrecionalmente por el ministro de Trabajo (Largo Caballero prácticamente siempre había designado a un miembro de la UGT por lo que los propietarios se quejaban de que los Jurados fallaban de forma sistemática a favor de los jornaleros), sino por un funcionario de la carrera judicial nombrado por el ministro previo concurso público. Se dio un plazo de diez días para que los presidentes o vicepresidentes socialistas de los Jurados Mixtos las abandonaran. También se impidió que se aplicara el turno riguroso para poder trabajar en el campo, que por lo tanto ya no pudo estar controlado por los sindicatos.
La política de «descuaje del poder socialista» en el campo obedecía, según Santos Juliá, a la ofensiva de los propietarios rurales que habían interpretado la victoria de la derecha y del centro derecha en las elecciones de noviembre como un triunfo sobre los jornaleros y los arrendatarios. Algunos de ellos utilizaban la expresión «¡comed República!» cuando los jornaleros les pedían trabajo o cuando desalojaban a los arrendatarios. González Calleja y otros historiadores coinciden con Juliá cuando afirman que tras sellarse el pacto parlamentario entre los radicales y la CEDA el «frente patronal se encaminó a lograr la derogación de las principales leyes y decretos que habían desembocado, durante el primer bienio, en el control ejercido por los sindicatos agrícolas socialistas o anarquistas sobre los mercados de trabajo y la fijación de los salarios». Sin embargo, según Macarro Vera, la política de «descuaje del poder socialista» respondía a lo que el Partido Radical «había prometido en la campaña electoral»: enmendar la legislación socialista.
Sobre la repercusión de los cambios introducidos por los gobiernos radicales no existe un acuerdo entre los historiadores. Según Julio Gil Pecharromán la modificación de la legislación del primer bienio permitió a los propietarios volver a gozar de una casi completa libertad de contratación de los jornaleros que necesitaran. Como consecuencia de todo ello, según Santos Juliá, los salarios agrícolas, que habían aumentado durante el primer bienio, cayeron, aunque, según José Manuel Macarro Vera, los datos desmienten que volvieran «los salarios de hambre». En cambio, Rey Reguillo en su estudio de la provincia de Ciudad Real afirma que:

...es verdad que muchos patronos presionaron para bajar los sueldos y vulnerar la legislación social, cuanto pudieron, pero los gobernadores [civiles] radicales procuraron neutralizar esa tendencia, llegando incluso a multar a los propietarios que así lo hacían. Por su lado, en los pleitos del trabajo los Jurados Mixtos procuraron actuar con imparcialidad, con mucha más imparcialidad que en el primer bienio, dado que ahora se dejó la responsabilidad de arbitrar a funcionarios de la carrera judicial, a diferencia del período anterior, cuando los presidentes eran nombrados a dedo por el ministro de Trabajo (que, no se olvide, era un destacado dirigente de la UGT, la central sindical socialista).
Fernando del Rey Reguillo (2012).

Las conclusiones de Del Rey Reguillo sobre la provincia de Ciudad Real contrastan con lo que afirman González Calleja y otros historiadores sobre el conjunto de España. Según ellos los gobiernos radicales «en general, hicieron una amplia vista gorda a los masivos incumplimientos de las leyes laborales en las áreas rurales, donde se fue restableciendo de forma acelerada el orden de contratación tradicional, arbitrario y hostil a la sindicación». Señalan «el sistemático obstruccionismo practicado contra las disposiciones en materia de contratación dictadas por los alcaldes de izquierda»; «el impago de los jornales establecidos en las “generosas” Bases del trabajo firmadas durante el año 1933, cosechando incontables denuncias»; el incumplimiento de «las disposiciones de las Comisiones de Policía Rural en materia de laboreo forzoso»; el repetido boicot a «las oficinas municipales de colocación, marginando en la contratación de los jornaleros y asalariados agrícolas más íntimamente vinculados a las organizaciones sindicales de la izquierda socialista o anarquista». Según estos historiadores:

Desde un número de localidades imposible de concretar, dada su enorme extensión, llegaban constantemente quejas, a lo largo de los primeros meses de 1934, denunciando cómo las leyes sociales eran «cosa muerta», o cómo el funcionamiento ordinario de los Jurados Mistos languidecía irremediablemente, viéndose muchos de ellos virtualmente paralizados ante el boicot declarado por las representaciones patronales. En medio de tan adversa situación, a mediados de 1934 la mayor parte de los Jurados Mixtos de Trabajo Rural había sucumbido al marasmo burocrático generado por la acumulación de innumerables expedientes de inculpación patronal por el impago de salarios, cuya resolución se demoraba ad infinitum. Desde casi todas las provincias andaluzas, así como de las extremeñas, algunas castellano-leonesas, las levantinas y las castellano-manchegas, llegaban igualmente interminables quejas de los sindicatos locales de la FNTT evidenciando los salarios de hambre —situados entre las 2 y las 2.5 pesetas— y las jornadas de sol a sol retiradamente practicadas
Eduardo González Calleja y otros (2015).

Por otro lado, en febrero de 1934 no se prorrogó el Decreto de Intensificación de Cultivos por lo que unas veintiocho mil familias fueron desalojadas de las parcelas que cultivaban en fincas que mantenían tierras incultas. El gobierno argumentó que se habían ocupado tierras de forma injustificada para repartir unas parcelas que no podían alimentar a una familia. Asimismo se aumentaron las facilidades para el desahucio de los arrendatarios que no cumplieran con los plazos de pago establecidos en los contratos.

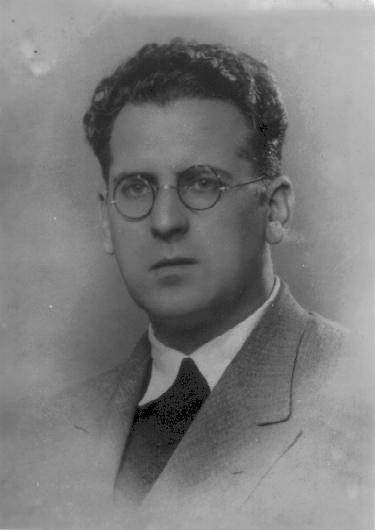
Ricardo Zabalza, secretario general de la Federación Nacional de Trabajadores de la Tierra (FNTT-UGT) que organizó la fracasada huelga general campesina de junio de 1934.

La respuesta sindical no se hizo esperar. A finales de febrero de 1934 el Comité Nacional de FNTT, en contra de la opinión de la organización sindical a la que pertenecía (UGT), anunció una huelga general para junio, el comienzo de la época de la siega. En aquel momento el desempleo agrario estaba aumentando (había más de cuatrocientos mil parados, el 63 % del total, que eran unos setencientos mil, lo que representaba el 18 % de la población activa).
Para preparar la huelga la FNTT comenzó una campaña de propaganda muy agresiva con referencias a la Unión Soviética («Así triunfan en Rusia, así triunfaremos nosotros») y con llamamientos a los campesinos para que tomaran el poder («¡Insurrección armada, revolución!»). Sin embargo, la firma de unas bases de trabajo para las provincias de Córdoba y Sevilla, dos de las grandes provincias latifundistas, que prorrogaban lo pactado el año anterior, con lo que habían estado de acuerdo los socialistas, echó abajo la estrategia de la dirección de la FNTT, encabezada por su nuevo secretario general Ricardo Zabalza, pero la huelga no se desconvocó. El 14 de mayo Zabalza se entrevistó con el ministro de Trabajo José Estadella Arnó, que junto con el ministro de agricultura Cirilo del Río y el propio presidente del gobierno Ricardo Samper intentaron la vía de la negociación para evitar la huelga, pero fracasaron.
Sobre la razón del fracaso de la negociación las interpretaciones de los historiadores difieren. Según Casanova y Ángel Luis López Villaverde, que no se llegara a un acuerdo se debió a la actitud intransigente del ministro de la Gobernación Rafael Salazar Alonso, convencido de que la huelga era solo el comienzo de un movimiento revolucionario, por lo que ordenó a los gobernadores civiles «suspender y prohibir toda clase de reuniones» e implantar la censura previa en la prensa en todo lo que hiciera referencia a la huelga campesina. Según José Manuel Macarro Vera, la responsabilidad del fracaso de la negociación hay que atribuirla a la dirección de la FNNT que:

...como la huelga empezaba a no tener sentido cambió sus peticiones. Ahora lo que exigía era que el trabajo se realizase por turno obligatorio. Un turno que el Estado no podía supervisar al carecer de funcionarios. Entonces quien tenía que hacerlo era el sindicato socialista. Es decir, los socialistas volvían a exigir que se les devolviese las competencias para controlar el mercado de trabajo, convirtiendo a la UGT en representante único del Estado... Como es lógico, el gobierno se opuso a tal pretensión.
José Manuel Macarro Vera (2012)

Rey Reguillo coincide con Macarro Vera:

La huelga general campesina de junio de 1934 se pudo haber evitado si la socialista FNTT hubiera querido transigir en algunas reivindicaciones, lo cual no habría alterado sustancialmente las bases de trabajo que demandaba. En el fondo, al margen de los desacuerdos concretos en la negociación de esas bases, lo que se hallaba en juego era el control del poder local. Los socialistas del mundo rural no estaban dispuestos a retroceder en ninguna de las posiciones conquistadas —a menudo por métodos poco ortodoxos— durante el primer bienio.
Fernando del Rey Reguillo (2012).

La FNTT mantuvo la convocatoria, aun sin contar con la aprobación de la ejecutiva nacional de UGT (que estaba preparando una huelga general revolucionaria de ámbito nacional), y la huelga campesina comenzó el 5 de junio de 1934, momento en que iba empezar la cosecha, y esperando que los obreros de las ciudades les secundarían. No se unieron. La huelga afectó a más de quinientos municipios de Andalucía, Extremadura y La Mancha, y a unos doscientos más en otras provincias. Duró de cinco a quince días, dependiendo del grado de implantación socialista en cada lugar. «Fue la mayor huelga agraria de la historia [española]», ha afirmado Casanova.

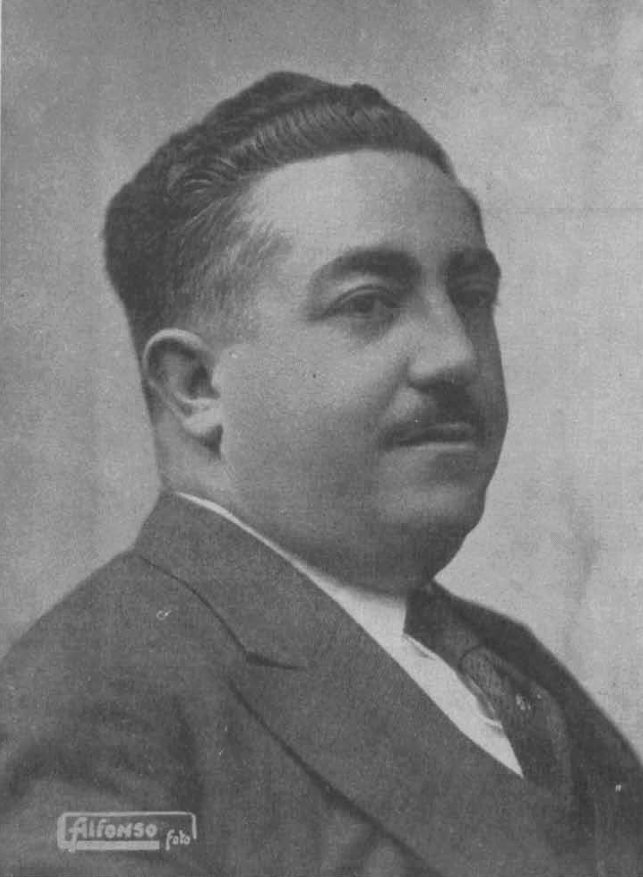
Rafael Salazar Alonso, ministro de la Gobernación que reprimió duramente la huelga campesina de junio de 1934.

El gobierno acabó apoyando la línea dura del ministro de la Gobernación Salazar Alonso que consideró la huelga un «movimiento revolucionario» y declaró de «interés nacional» la recogida de la cosecha, dando instrucciones para que se impidiera la actuación de las organizaciones campesinas. Así, «la mayor huelga agraria de la historia» dio lugar a una represión sin precedentes en la República. Hubo más de diez mil detenciones y unos doscientos ayuntamientos de izquierda fueron destituidos y sustituidos por gestores de derechas nombrados por el gobierno (en su mayoría del Partido Radical). Los enfrentamientos entre huelguistas y las fuerzas de orden público (y con los esquiroles) causaron trece muertos y varias decenas de heridos.
Como consecuencia de la dura actuación de Salazar Alonso el sindicalismo agrario fue prácticamente desmantelado, por lo que se debilitó aún más la capacidad de resistencia de los jornaleros agrícolas frente a los propietarios. Al mes siguiente se reunió el Comité Nacional de la UGT en el que se produjo un duro debate entre un delegado de la Federación de Trabajadores de la Enseñanza y el secretario general Largo Caballero en el que el primero criticó que el sindicato no hubiera declarado la huelga general en apoyo de la movimiento campesino, como hubiera hecho Lenin, a lo que Largo Caballero respondió que la UGT no seguía las consignas de Lenin y que dirigir en aquel momento a los trabajadores contra el Estado habría sido una locura.

#### La «cuestión regional»: paralización del Estatuto Vasco y conflicto con la Generalidad de Cataluña
Los tres primeros gobiernos del Partido Republicano Radical neutralizaron el impulso estatutario propio del Estado integral definido en la Constitución de 1931 (que según la CEDA suponía un peligro de «desintegración de la patria»), lo que provocó graves tensiones allí donde los procesos de autonomía ya estaban en marcha. En el caso de Galicia, al quedar sin representación parlamentaria el Partido Galeguista tras las elecciones de noviembre, el proceso estatutario quedó congelado durante todo el bienio (el Estatuto gallego no sería aprobado en referéndum hasta el 28 de junio de 1936, pero nunca entró en vigor a causa del triunfo en Galicia del golpe de Estado de julio de 1936).
Paralización del Estatuto vasco y conflicto por el concierto económico
En febrero de 1934 se paralizó el proceso de aprobación del estatuto de autonomía del País Vasco, cuando un diputado de la Comunión Tradicionalista —apoyado por la CEDA, los agrarios y los monárquicos—, planteó la exclusión de Álava de la autonomía vasca alegando que allí no se había alcanzado la mayoría necesaria (el 50 %) en el referéndum celebrado el 3 de noviembre de 1933 (un hecho que se había producido precisamente por la oposición de los tradicionalistas al Estatuto vasco). El 12 de junio los diputados del PNV —que había obtenido un gran éxito en las elecciones de noviembre al conseguir 13 de los 17 diputados en juego en el País Vasco— se retiraron de las Cortes como protesta por la paralización de la tramitación de su Estatuto y en solidaridad con Esquerra Republicana de Cataluña que también había retirado los suyos después del que el Tribunal de Garantías Constitucionales anulase la Ley de Contratos de Cultivo aprobada por el parlamento catalán.

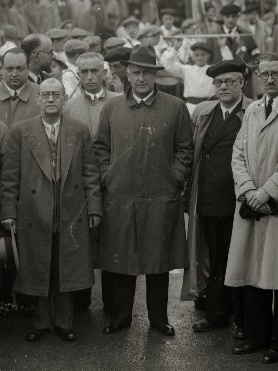
El acalde de San Sebastián Fernando Sasiain (en el centro) encabezando una manifestación en Hernani en 1935. Lideró la protesta en defensa del Concierto Económico del País Vasco.

En el verano de 1934 surgió un conflicto en torno al Concierto Económico (el gobierno central había aprobado que el vino español estuviera libre de impuestos en todo el territorio, lo que suponía la modificación del régimen fiscal específico que tenía el comercio del vino en el País Vasco) lo que provocó una rebelión institucional de los ayuntamientos. La iniciativa corrió a cargo del ayuntamiento de mayoría republicano-socialista de Bilbao y el liderazgo del movimiento lo ostentó el alcalde de San Sebastián, el republicano Fernando Sasiain (que en agosto de 1930 había presidido la reunión del Pacto de San Sebastián celebrada en la sede de su partido), y fue secundada por el resto de municipios vascos, muchos de ellos gobernados por el PNV. El punto clave del conflicto fue la convocatoria por los municipios de las tres provincias vascas (sin la aprobación de las Cortes) de unas elecciones indirectas (votaban los concejales) para el 12 de agosto con el fin de nombrar una Comisión que negociara la defensa del Concierto Económico y que el gobierno intentó impedir por todos los medios (detuvo y procesó a más de mil alcaldes y concejales y sustituyó a numerosos ayuntamientos por comisiones gestoras gubernamentales).
El momento de mayor tensión se alcanzó durante la primera quincena de septiembre. El día 2 los parlamentarios vascos, tanto socialistas como del PNV, presididos por Indalecio Prieto, diputado socialista por Bilbao, celebraron una Asamblea en Zumárraga en solidaridad con los municipios y a la que también asistieron algunos diputados de Esquerra Republicana de Cataluña (sin embargo, el PNV no quiso suscribir la propuesta de que los partidos políticos formaran unas comisiones que asumiesen la dirección del movimiento de los municipios, porque eso le daría un sesgo «político» vinculándolo a la «revolución» que estaban preparando los socialistas; de hecho el 28 de septiembre los parlamentarios del PNV acordaron volver al parlamento y un portavoz del partido manifestó que el PNV no apoyaría ni contribuiría en el «rumoreado movimiento» que se anunciaba como «huelga general revolucionaria»). El día 7 de septiembre dimitieron en bloque los ayuntamientos vascos y el 10 de septiembre fueron detenidos el alcalde y treinta y un concejales del Ayuntamiento de Bilbao (y conducidos poco después a la cárcel de Burgos) acusados del delito de sedición por haber sido los iniciadores de la «rebelión». El día anterior 9 de septiembre fue asesinado en San Sebastián el propietario de un hotel y conocido falangista Manuel Carrión Damborenea y al día siguiente era asesinado, también en San Sebastián, el líder de Acción Republicana Manuel Andrés Casaus, que había sido director general de Seguridad en el último gobierno de Azaña (el entierro de Manuel Andrés Casaus, que fue encabezado por Manuel Azaña y por Indalecio Prieto, constituyó el mayor acto de masas celebrado en San Sebastián hasta entonces). Por último, el día 15 de septiembre fue detenido el empresario bilbaíno Horacio Echevarrieta, en tiempos amigo íntimo de Indalecio Prieto, por ser sospechoso de estar implicado en el alijo de armas del barco Turquesa descubierto días antes en Asturias. El gobierno con esta detención intentaba llevar la impresión a la opinión pública de que Echevarrieta había adquirido las armas para su antiguo amigo Prieto y la revolución que llevaban tiempo anunciando los socialistas.
Conflicto con la Generalidad de Cataluña por la Ley de Contratos de Cultivo

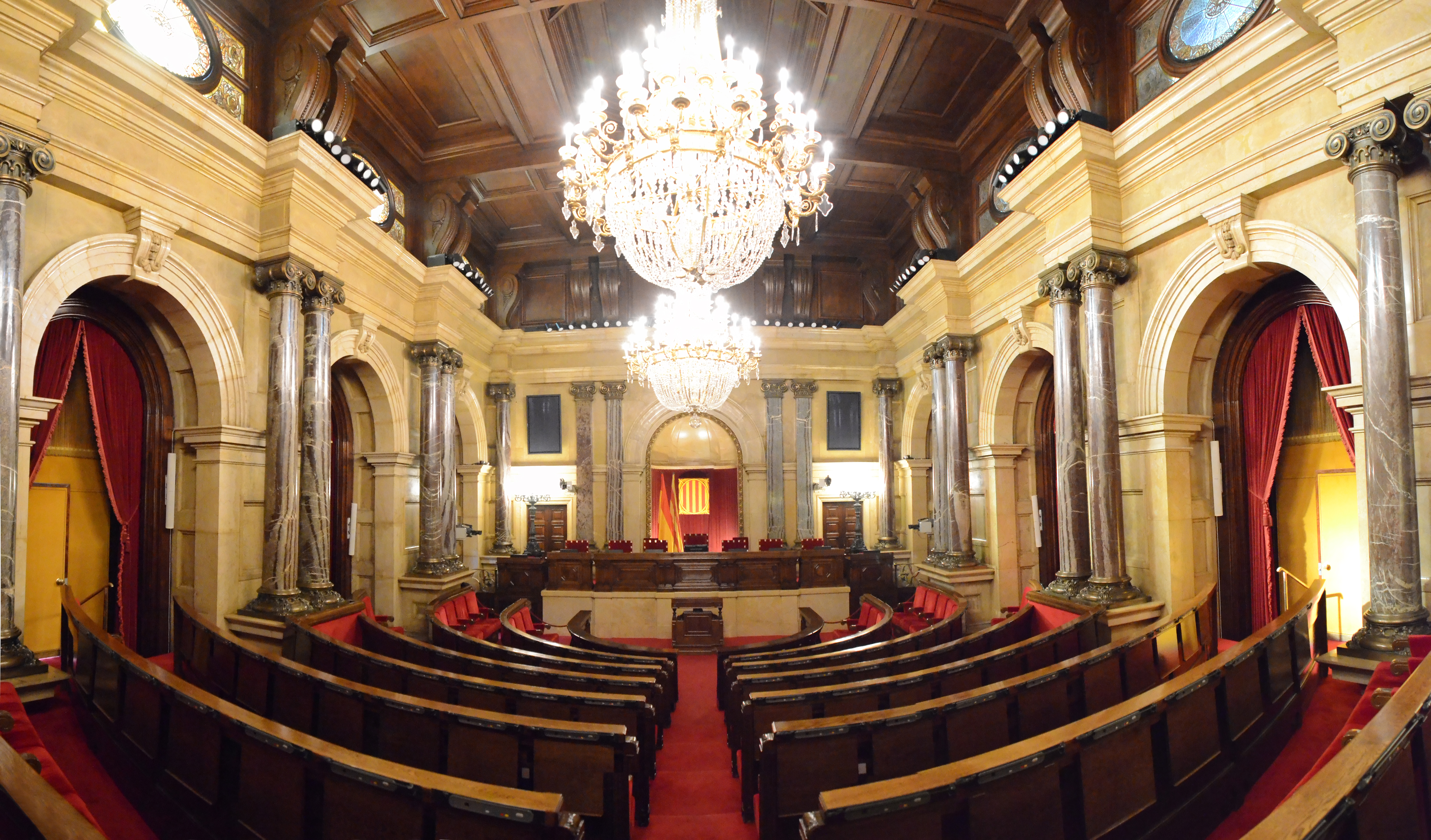
Salón de plenos del Parlamento de Cataluña.

El conflicto con la Generalidad de Cataluña (presidida por Lluís Companys, que había sustituido a Francesc Macià fallecido en la Navidad de 1933) fue a propósito de la promulgación el 14 de abril de 1934 de la Ley de Contratos de Cultivo aprobada por el Parlamento de Cataluña (con la oposición de la Lliga Regionalista, que se retiró antes de la votación), que daba facilidades a los arrendatarios (especialmente de viñedos: los rabassaires) para la compra de las parcelas que hubieran cultivado durante más de 15 años (si las partes no se ponían de acuerdo el precio lo fijaría una Junta Arbitral). Los propietarios, agrupados en el Instituto Agrícola Catalán de San Isidro, protestaron —el 29 de abril tuvo lugar en Barcelona una gran manifestación que reunió a unas doscientas mil personas— y consiguieron con el apoyo de la Lliga (para la que la norma suponía «la sovietización del campo catalán») que el Gobierno Samper llevara la ley ante el Tribunal de Garantías Constitucionales. El 8 de junio la declaró anticonstitucional, por trece votos contra diez (tres de ellos radicales), argumentando que el parlamento catalán se había excedido en las competencias que le atribuía el Estatuto de Autonomía de Cataluña de 1932.

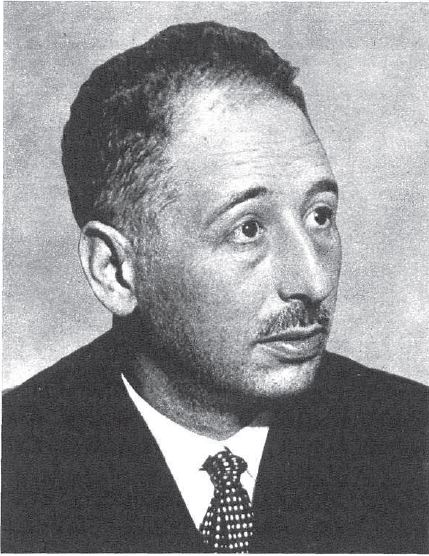
Lluís Companys, president de la Generalidad de Cataluña desde diciembre de 1933.

La respuesta de la Generalidad de Cataluña fue retirar de las Cortes Generales a los dieciocho diputados de Esquerra Republicana de Cataluña (uno de ellos afirmó que «Cataluña, al amparo de la Constitución, continuará su obra por las propias libertades y para la libertades españolas»), acompañados de los doce del PNV, y proponer al Parlamento de Cataluña una ley idéntica que fue aprobada entre gritos en favor de la libertad de Cataluña el 12 de junio, lo que constituía un grave desafió al gobierno y al Tribunal de Garantías Constitucionales. Los socialistas y los republicanos de izquierda apoyaron a la Generalitat. Indalecio Prieto afirmó en las Cortes que los socialistas nunca dejarían sola a Cataluña, «porque con ella estará todo del proletariado español». Por su parte Manuel Azaña se refirió al «pueblo catalán herido en sus íntimos sentimientos de nacionalidad, de tierra y de lengua» por la sentencia y proclamó que Cataluña era «el último bastión que la queda a la República» y la Generalitat «el último poder republicano que queda en pie en España». El president Macià en octubre de 1933, dos meses antes de morir, ya había advertido que «si la República cau allà, la Respública es mantindrà ací» ('Si la República cae allí, la República se mantendrá aquí'), lo que fue remachado por su sucesor Lluís Companys: «Si en algun lloc fracassés la República, Catalynya seria el baluard més fort de la República» ('Si en algún lugar fracasara la República, Cataluña sería el baluarte más fuerte de la República').
A partir de ese momento el gobierno Samper intentó negociar con el de la Generalidad a lo largo del verano alcanzando una solución de compromiso (en la que el presidente de la República Alcalá-Zamora actuó discretamente de intermediario), pero la CEDA, con el apoyo del Instituto Catalán de San Isidro (que organizó un gran mitin en Madrid el 8 de septiembre, que fue contestado con la declaración de una huelga general), lo acusó de falta de energía en la «cuestión rabassaire» y acabó retirándole su apoyo, lo que abriría la crisis de octubre de 1934. Un signo de que se había alcanzado cierta distensión entre el gobierno de Madrid y la Generalidad catalana fue que los diputados del PNV volvieron a las Cortes el 28 de septiembre tras la entrevista que mantuvo en Barcelona días antes el líder del PNV José Antonio Aguirre con Companys en la que este le confirmó que el conflicto de la Ley de Contratos de Cultivo estaba en vías de solución.

## Revolución de octubre de 1934
Según González Calleja y otros historiadores «Octubre de 1934» fue «la mayor insurrección obrera de la historia de España» y marcó «un antes y un después» en «la dinámica sociopolítica de la República». Como ha señalado Casanova, «nada sería igual después de octubre de 1934». Para Gabriele Ranzato con la Revolución de octubre de 1934 «la frágil democracia española sufrió un durísimo golpe. Y el aspecto más indicativo de su fragilidad es que quienes la agredieron, poniéndola en grave peligro, fueron en gran medida las mismas fuerzas políticas que habían contribuido a echar sus bases fundando la II República y dotándola de una Constitución que, a pesar de algunas limitaciones, podía representar una garantía de convivencia democrática». «Los principales protagonistas de aquel ataque a la democracia fueron los socialistas», añade Ranzato. Ángel Luis López Villaverde coincide con Ranzato: «Provocó un desgaste brutal de la República y de la credibilidad del sistema democrático, por ser sus propios artífices, que habían gobernado poco antes, quienes la violentaron». Según Álvarez Tardío y Villa García, «la revolución de octubre envenenó la vida política y añadió una dosis de incertidumbre todavía mayor sobre la viabilidad del régimen. Justo lo contrario de lo que una democracia incipiente necesitaba para consolidarse». En la misma línea Nigel Townson ha señalado que «la huelga revolucionaria declarada en la nación entera, la proclamación por parte de la Generalitat de un Estado catalán dentro de la “República Federal Española” y el levantamiento de los trabajadores en Asturias cambiaron el régimen republicano para siempre». Partiendo de su estudio de lo sucedido en la provincia de Ciudad Real, Rey Reguillo advierte asimismo que «octubre hizo de punto de no retorno en las comunidades rurales, implicando la ruptura definitiva de la convivencia, de por sí muy vapuleada desde bastante antes en numerosas localidades».
Por otro lado:

...los acontecimientos que siguieron a la «revolución de octubre» privaron a posteriori de cualquier justificación no solo los métodos a los se había acudido para defender la República, sino también la exaltada convicción de que estaba en extremo peligro. Porque no solo la Constitución, sino también las instituciones y la praxis democrática quedaron esencialmente inalteradas. Hasta el punto de ofrecer, dentro de un plazo mucho más breve del que un régimen de excepción —más que posible en vista de lo ocurrido— habría permitido, la oportunidad a las fuerzas derrotadas en aquella circunstancia de volver al poder por la vía electoral.
Gabriele Ranzato.

Una valoración que comparten Álvarez Tardío y Villa García. Y también Nigel Townson, aunque matiza que en algunos aspectos «la represión fue excesiva».
Poco después del fracaso de la «Revolución de Octubre» y de la represión que le siguió el periodista catalán Agustí Calvet, Gaziel, escribió en el diario barcelonés La Vanguardia:

Si de la República han de estar ausentes las derechas, cuando mandan las izquierdas, y luego, cuando son las derechas las que gobiernan, las izquierdas han de enloquecer y lanzarse a la revolución, no habrá, no ha habido todavía, verdadera democracia en España. Como tantas otras cosas, la democracia no es más que un nombre de raíces clásicas y de contenido extranjero.

### Factor desencadenante: entrada de la CEDA en el gobierno

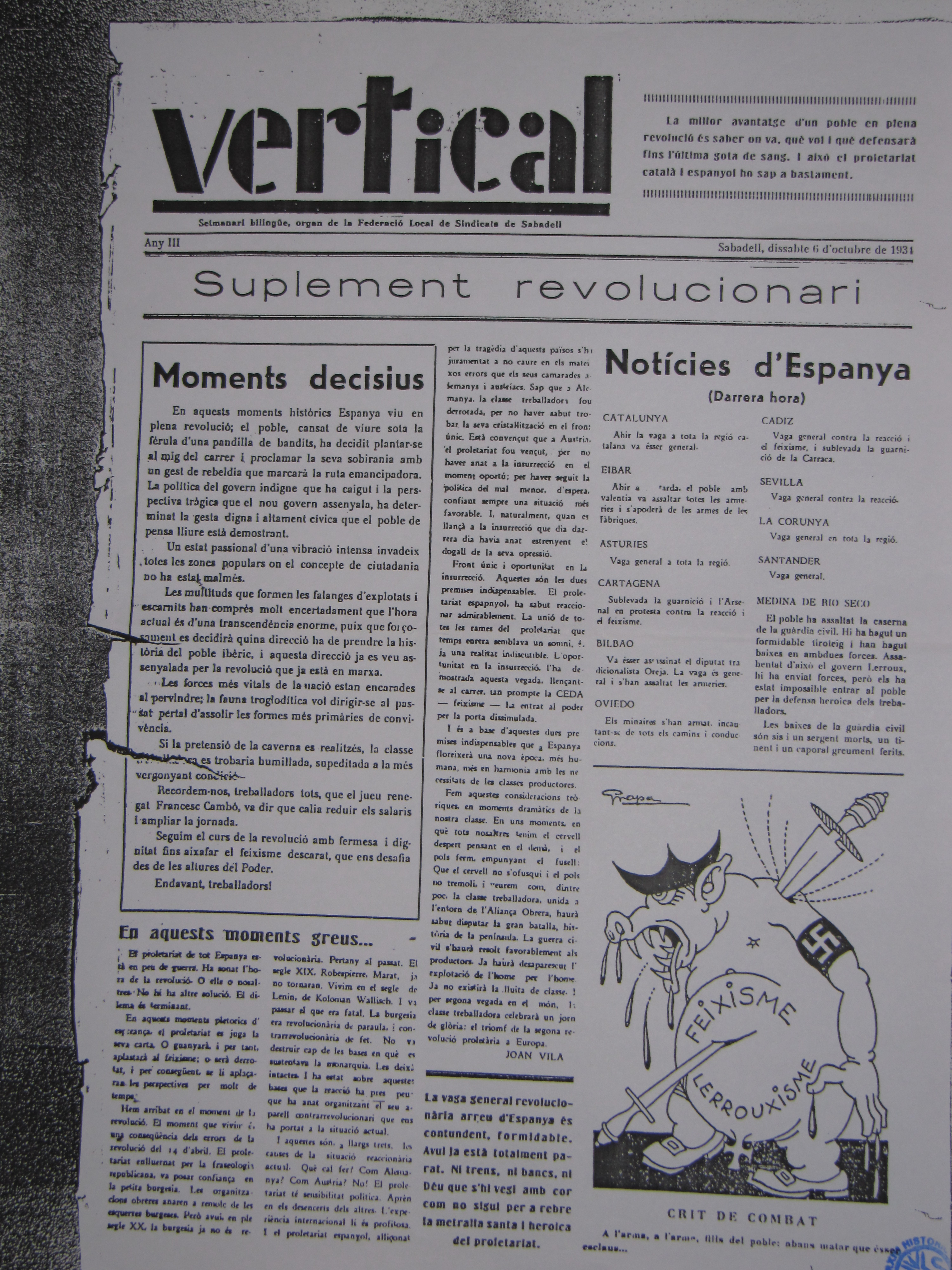
Primera página del «Suplemento revolucionario» del periódico de Sabadell Vertical publicado el sábado 6 de octubre de 1934, al día siguiente de la entrada en el Gobierno presidido por Alejandro Lerroux de tres ministros de la CEDA. En la parte inferior derecha aparece una caricatura de un cerdo tocado con un birrete de sacerdote que lleva un brazalete con la esvástica nazi y un escudo con las palabras «Fascismo» y «Lerrouxismo». Está siendo abatido por dos espadas. El pie de la imagen dice (en catalán): «Al arma, al arma, hijos del pueblo, antes matar que ser esclavos...».

A la vuelta de las vacaciones parlamentarias del verano de 1934, y antes de que se reunieran las Cortes, la CEDA anunció que retiraba su apoyo al gobierno de Ricardo Samper y exigía la entrada en el mismo. En la sesión de apertura del 1 de octubre Samper intentó defender su gestión (anunció que había llegado a un principio de acuerdo en el conflicto de la Ley de Contratos de Cultivo), pero la CEDA no lo apoyó, por lo que tuvo que presentar su dimisión. Entonces el presidente de la República se encontró con un grave problema político, pues los republicanos de izquierda (la Unión Republicana de Martínez Barrio e Izquierda Republicana de Manuel Azaña) le presionaron para que disolviera las Cortes, convocara nuevas elecciones y no consumara la «traición» que suponía «el hecho monstruoso de entregar el gobierno de la República a sus enemigos», en palabras de Azaña. También el republicano conservador Miguel Maura protestó contra «la entrega del régimen en las manos de quienes representan la negación de los postulados y principios del 14 de Abril». Pero Alcalá Zamora, aunque era hostil al líder de la CEDA Gil Robles, se atuvo a las reglas de los sistemas democráticos y propuso a Alejandro Lerroux de nuevo como presidente de un gobierno que incluiría a tres ministros de la CEDA (Manuel Giménez Fernández en Agricultura, José Oriol Anguera de Sojo en Trabajo y Rafael Aizpún en Justicia; tres ministerios muy significativos para la «cuestión social», los dos primeros, y para la «cuestión religiosa», el tercero ). La composición del nuevo gobierno se hizo pública el día 4 de octubre y el diario de izquierdas Heraldo de Madrid publicó ese mismo día: «La República del 14 de abril se ha perdido tal vez para siempre. La que hoy inicia su vida no nos interesa». Rafael Guerra del Río, un radical histórico y ministro de Obras Públicas, reclamó que se pusiera como condición para que la CEDA entrara en el gobierno que proclamara su fidelidad a la República, pero no fue escuchado (y no fue renovado en el cargo). Por su parte los socialistas cumplieron su amenaza de que desencadenarían la «revolución» si la CEDA accedía al gobierno y convocaron la «huelga general revolucionaria» que comenzaría en la medianoche del día 5 de octubre. «Una acción revolucionaria cuyas consecuencias fueron desastrosas», ha afirmado Gabriele Ranzato.
Como ha señalado José Manuel Macarro Vera:

...en el momento en que tres ministros de la CEDA formaron parte del gobierno se destapó la caja de los truenos en la Segunda República. A excepción de los radicales, todos los republicanos rompieron con esa República desfigurada, desde Azaña a Diego Martínez Barrio, pasando por los conservadores Sánchez Román y Miguel Maura. Los socialistas salieron a la calle donde pudieron y cosecharon una catástrofe.
José Manuel Macarro Vera (2012).

### Radicalización de los socialistas

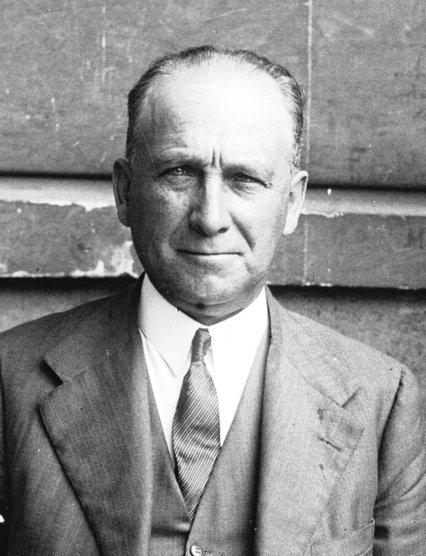
Francisco Largo Caballero

#### Abandono de la «vía parlamentaria» para alcanzar el socialismo
Los socialistas españoles, como la mayoría de la socialdemocracia en la Europa continental de entreguerras, creían que llegaría el día de la sociedad socialista, y a ese proceso le llamaban «revolución», recurso retórico y futurible al que se acudía con frecuencia y al que no renunciaban, pero que era visto como un cambio social a largo plazo. Por eso no se dedicaban a preparar insurrecciones armadas (ni a preparar a sus afiliados para esta eventualidad), sino a intentar hacerse con el poder por la vía pacífica/electoral y buscar mejores leyes, medidas, salarios y condiciones vitales y laborales.
Eduardo González Calleja y otros (2015).

Esta estrategia para alcanzar el socialismo, la «vía parlamentaria», fue abandonada por los socialistas tras su exclusión del gobierno en septiembre de 1933 y su ruptura con los republicanos (aunque ya se lo comenzaron a plantear con la formación del último gobierno de Azaña en junio y de hecho los primeros discursos «rupturistas» de Largo Caballero los pronunció en julio), y fue sustituida por la vía insurreccional para la toma del poder.
En ese mismo mes de septiembre de 1933 el Comité Nacional del PSOE aprobó una resolución en la que se comprometía a «defender la República contra toda agresión reaccionaria y [afirmaba] su convicción de la necesidad de conquistar el Poder político como medio indispensable para implantar el socialismo». La resolución solo obtuvo tres votos negativos, uno de ellos el de Indalecio Prieto, pero no porque estuviera en contra de preparar una posible insurrección armada, sino porque no estaba de acuerdo con la coletilla final («como medio indispensable para implantar el socialismo»).
Asimismo los socialistas anunciaron que no consentirían que fueran corregidas las leyes sociales aprobadas cuando estaban en el gobierno ni que se pusiera en riesgo el control que tenía la «clase obrera» —en realidad la UGT— sobre los mecanismos de arbitraje, como los Jurados Mixtos, precisamente las medidas que habían levantado una «marea antisocialista» (en palabras del historiador José Manuel Macarro Vera) en el medio rural (incluido el Decreto de Términos Municipales que la propia UGT había denunciado porque había perjudicado a los jornaleros que tradicionalmente trabajaban fuera de su localidad en determinadas épocas del año, especialmente durante la cosecha, pero que no había conseguido que su impulsor, Largo Caballero, reconociera su error y lo derogara).
De acuerdo con la nueva estrategia el PSOE decidió presentarse en solitario a las elecciones generales de noviembre rompiendo su alianza con los republicanos de izquierda, a los que hacía en parte responsables de la «expulsión ignominiosa» del Gobierno en septiembre. Durante la campaña electoral Largo Caballero, convertido en el líder socialista que encarnaba la nueva orientación, reiteró que «el Partido Socialista va a la conquista del poder» y tras la derrota electoral dijo: «Nosotros fuimos a una revolución y el poder cayó en manos de los republicanos y hoy hay en el poder un Gobierno republicano y ya destruye lo que hicimos nosotros». Más explícito fue Largo Caballero en un discurso pronunciado en Madrid en enero de 1934:

Yo declaro que habría que ir a ello [armarse], y que la clase trabajadora no cumplirá con su deber si no se prepara para ello. [...] Hay que dejar grabado en la conciencia de la clase trabajadora que, para lograr el triunfo, es preciso luchar en las calles con la burguesía, sin lo cual no se podrá conquistar el poder.

El 1 de mayo de 1934 Luis Araquistáin, principal ideólogo de la radicalización socialista, escribía en la revista Leviatán que él mismo dirigía:

La República es un accidente... el socialismo reformista está fracasado... No fiemos únicamente en la democracia parlamentaria, incluso si una vez el socialismo logra una mayoría: sin no emplea la violencia, el capitalismo le derrotará en otros frentes con sus formidables armas económicas.

Pero para que la vía insurreccional fuera legítima, según los socialistas, debía mediar una «provocación reaccionaria», que enseguida relacionaron con la entrada de la CEDA en el gobierno. Ya al día siguiente de las elecciones Indalecio Prieto había dicho que si la CEDA ingresaba en el gobierno, «públicamente [contraía] el Partido Socialista el compromiso de desencadenar... la revolución». Paradójicamente, este cambio de orientación coincidió con el cierre del ciclo insurreccional de la CNT, tras el fracaso de la insurrección anarquista de diciembre de 1933. «Justo cuando los anarquistas agotaban la vía insurreccional y aparecían en el seno del movimiento las críticas de esas acciones de “minoría audaces”, los socialistas anunciaban la revolución», ha destacado Casanova.
En un artículo publicado en El Socialista poco después de la formación del primer gobierno de Lerroux en diciembre de 1933 se decía:

Queremos el Poder para nuestro Partido. Queremos la victoria para el Socialismo. Antes de ahora hemos avisado que nuestra obligación reside en no atarnos a la democracia y al parlamentarismo, obligación tanto más imperiosa cuanto la democracia y el parlamentarismo nos obstruyen el paso.

#### Debate interno: derrota del sector «besteirista»

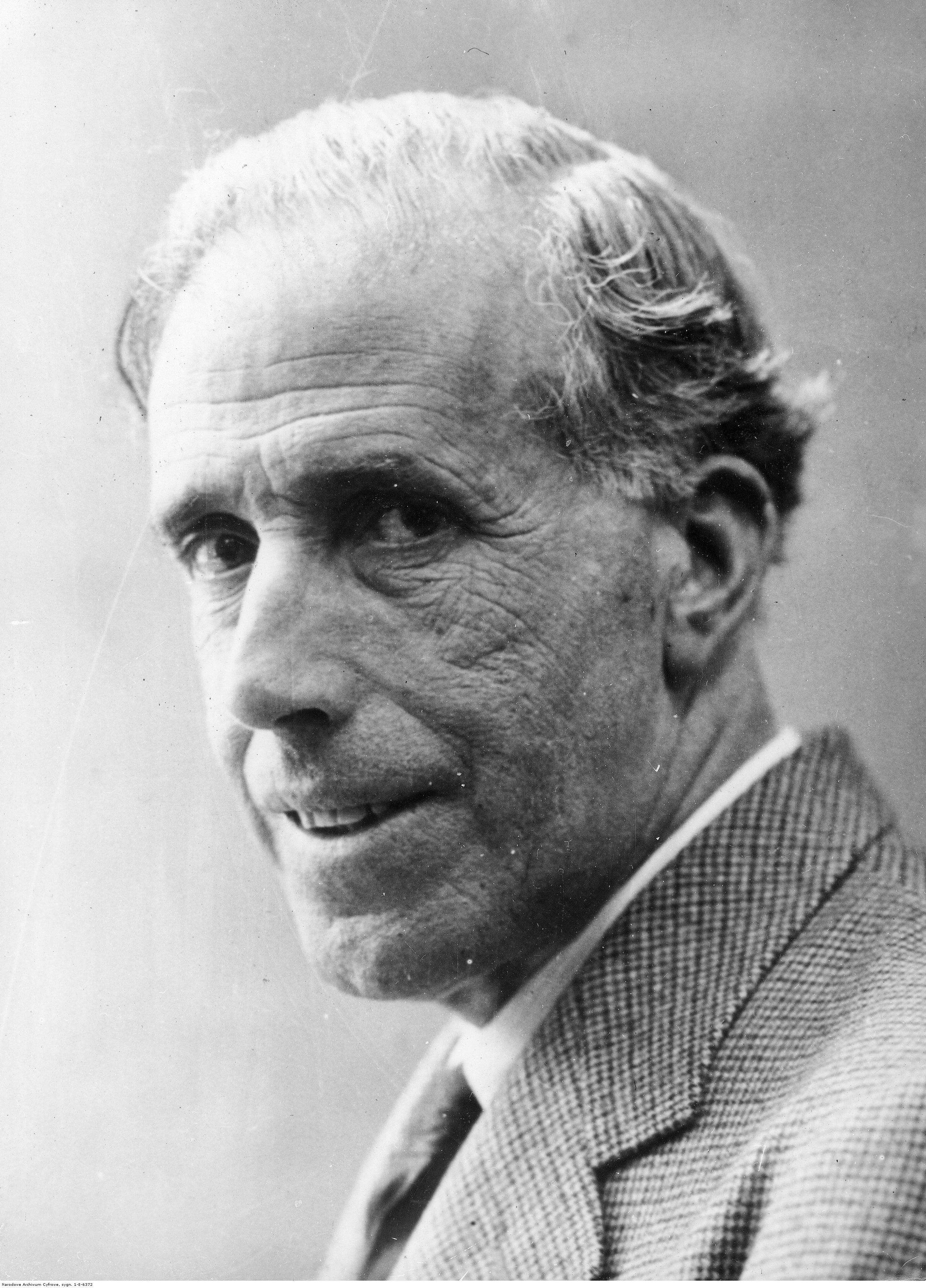
Julián Besteiro encabezó el sector socialista opuesto al abandono de la «vía parlamentaria». Al salir derrotado en una votación del Comité Nacional de UGT, tuvo que dimitir de su cargo de secretario general del sindicato.

El cambio de orientación política de los socialistas se produjo tras un intenso debate interno que se recrudeció nada más conocerse la victoria de la derecha en las elecciones. El 25 de noviembre tuvo lugar una reunión conjunta de las ejecutivas del PSOE y de la UGT en la que se planteó la necesidad de organizar alguna acción para impedir «una cosa de tipo fascista» (en palabras de Largo Caballero). Durante la misma quedó patente que existían dos posiciones antagónicas: la mantenida por Julián Besteiro, con el apoyo de Trifón Gómez y Andrés Saborit, partidario de seguir la «vía parlamentaria» con el objetivo de «defender la República y la democracia»; y la sostenida por Francisco Largo Caballero, con el apoyo de Indalecio Prieto que hasta entonces había mantenido posiciones más moderadas, partidario del viraje revolucionario. «Aquí comenzó a vivirse un momento determinante en la vida del socialismo», ha señalado José Manuel Macarro Vera. En la reunión conjunta del Comité Nacional de UGT y de la Ejecutiva del PSOE celebrada el 13 de diciembre Andrés Saborit afirmó que lo que ocurría era que les había cogido por sorpresa «el empuje de las derechas y eso nos amilana y nos oscurece el cerebro, pero de ahí a suponer que hay una preparación en España de fascismo» media un error. Lo que ha habido en España es una «coalición electoral terrible contra nosotros, no contra la República», concluyó. El 31 de diciembre el Comité Nacional de UGT rechazaba, tras un tumultuoso debate y por 28 votos contra 17, una proposición presentada por el «caballerista» Amaro del Rosal respecto a «la inmediata y urgente organización, de acuerdo con el Partido Socialista, de un movimiento nacional revolucionario para conquistar el poder político íntegramente para la clase obrera».
Con el propósito de que Julián Besteiro y sus seguidores, que controlaban la UGT, aceptaran el abandono de la «vía parlamentaria», la dirección del PSOE presentó un «Proyecto de bases» con diez puntos redactado por Indalecio Prieto en representación de la ejecutiva, al que Besteiro respondió con la presentación de una «Propuesta de bases». En el primer documento predominaban las medidas revolucionarias (como la nacionalización de la tierra o la disolución del ejército, como paso previo a su reorganización democrática) frente a las medidas reformistas (en la administración, hacienda e industria, que no sería socializada, aunque los trabajadores tendrían cierto grado de control sobre las empresas, junto con «medidas encaminadas a su mejoramiento moral y material»), mientras que el segundo documento lo que propugnaba era la continuidad de las reformas del primer bienio. Además, para aplicar el «Proyecto de bases», los «caballeristas» (como serían denominados los partidarios de abandonar la «vía parlamentaria») presentaron a discusión cinco «puntos concretos de la acción a desarrollar», en el primero de los cuales se exponía la voluntad de organizar «un movimiento francamente revolucionario con toda la intensidad posible y utilizando todos los medios de que se pueda disponer». Durante los debates Besteiro dirigiéndose a Prieto le dijo:

El programa que tú describiste ayer [un plan de acción inmediato para asaltar el poder] me parece a mí de una temeridad tan grande que si logra el proletariado asaltar el poder en esas condiciones..., si puede sostenerse en el poder tendrá que hacer tales cosas que no creo yo que las pueda resistir el país. Eso para mí constituye una verdadera pesadilla y me parece una obsesión en los demás, funesta verdaderamente para la UGT, para el Partido Socialista y para todo nuestro movimiento.
Julian Besteiro (1933).

Cuando el 27 de enero de 1934 el Comité Nacional de UGT votó abrumadoramente a favor del «Proyecto de bases», Besteiro no tuvo más remedio que dimitir de su cargo de secretario general de la UGT, siendo sustituido por Largo Caballero, que acumuló así la presidencia del partido y la secretaría general del sindicato (entraron a formar parte de la nueva ejecutiva jóvenes dirigentes que habían destacado por sus ataques radicales a los besteiristas, como Amaro del Rosal, un antiguo comunista; Carlos Hernández Zancajo, que en abril ocuparía la presidencia de las Juventudes socialistas; y Ricardo Zabalza, que inmediatamente pasaría a liderar la poderosa Federación Nacional de Trabajadores de la Tierra, FNTT). Fue el primer paso de la nueva estrategia revolucionaria. Así lo interpretó el propio Largo Caballero:

La suerte está echada, el Partido y la Unión General ya están de acuerdo en organizar un movimiento revolucionario con un programa concreto al objeto de salir al frente de manejos reaccionarios.

Sin embargo, en los meses siguientes Largo Caballero ignorará prácticamente el «Proyecto de bases» y se centrará en lo que él llamará el «programa sucinto» del movimiento revolucionario:

Con el poder político en las manos anularemos los privilegios capitalistas y antes que ninguno el derecho que les da explotar a los trabajadores. ¿Se quiere un programa más sucinto?

#### Factores de la radicalización socialista

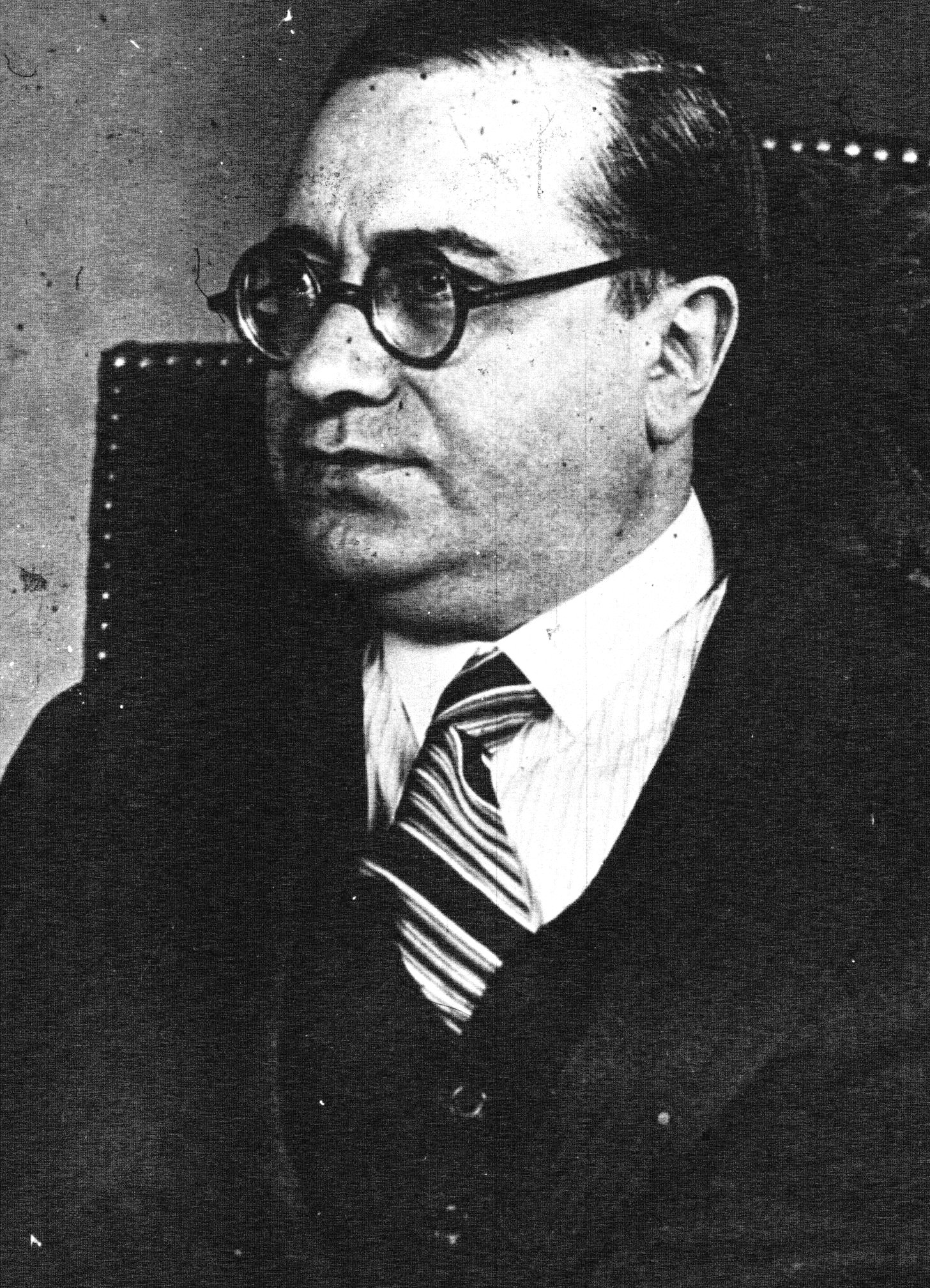
Luis Araquistain fue uno de los principales ideólogos de la radicalización socialista. Era embajador de España en Alemania cuando se produjo la toma del poder por los nazis el 30 de enero de 1933.

Según José Luis Martín Ramos el cambio de estrategia se debió fundamentalmente a que entre las bases socialistas había calado un «creciente desasosiego» «por el incumplimiento, o el retraso, de la legislación reformista [del primer bienio], y también por la crecida de la marea anti-reformista» (por lo que, según este historiador, «la radicalización del PSOE y la UGT, ni fue gratuita, ni procedió de arriba abajo»). González Calleja y otros historiadores comparten esta explicación —la radicalización de los socialistas «no se entiende sin la presión de las masas obreras», han afirmado—, pero añaden que también influyó lo sucedido pocos meses antes en Alemania, donde el SPD (el partido socialista de referencia en Europa y principal abanderado del «camino parlamentario al socialismo»), había sido suprimido tras la toma del poder por los nazis en enero de 1933 (de lo que había sido testigo directo Luis Araquistáin, entonces embajador de España en Alemania, y futuro ideólogo de la radicalización del PSOE), así como lo sucedido en Austria, donde en marzo el canciller socialcristiano Dollfuss había cerrado el Parlamento (en el que el partido socialdemócrata SDAPÖ era el grupo parlamentario con más diputados) y anunciado que a partir de entonces gobernaría por decreto, lo que suponía un golpe de Estado dado desde el gobierno.
A lo sucedido en Alemania y en Austria en 1933, Casanova añade como factor que influyó en la radicalización socialista, acontecimientos internos como la aparición de la violencia fascista de Falange Española (en enero de 1934 se produjo un asalto a los locales en Madrid de la izquierdista Federación Universitaria Escolar (FUE), en el que varios estudiantes fueron agredidos, por una milicia falangista al mando de Matías Montero, que sería asesinado el 9 de febrero; el asesinato de la socialista Juanita Rico en julio por pistoleros falangistas), y la agresividad verbal de Gil Robles con continuas declaraciones contra la democracia y a favor del «concepto totalitario del Estado», además de las demostraciones «fascistas» de las juventudes de la CEDA (las Juventudes de Acción Popular, JAP). Con esto último coincide Gabriele Ranzato que destaca también el papel desempeñado por la figura de Gil Robles en la decisión de los socialistas de preparar una insurrección revolucionaria. Durante la campaña electoral lo había dejado claro: «la democracia no es para nosotros un fin, sino un medio para ir a la conquista de un Estado nuevo. Llegado el momento, el Parlamento o se somete o lo hacemos desaparecer». Poco antes, tras asistir como observador al Congreso de Núremberg del Partido nazi celebrado en septiembre de 1933, Gil Robles había manifestado que existían elementos comunes entre ese partido y la CEDA como «su raíz y su actuación eminentemente populares; su exaltación de los valores patrios; su neta significación antimarxista; su enemistad con la democracia liberal y parlamentaria» —aunque rechazaba la «estadolatría nazi»—.

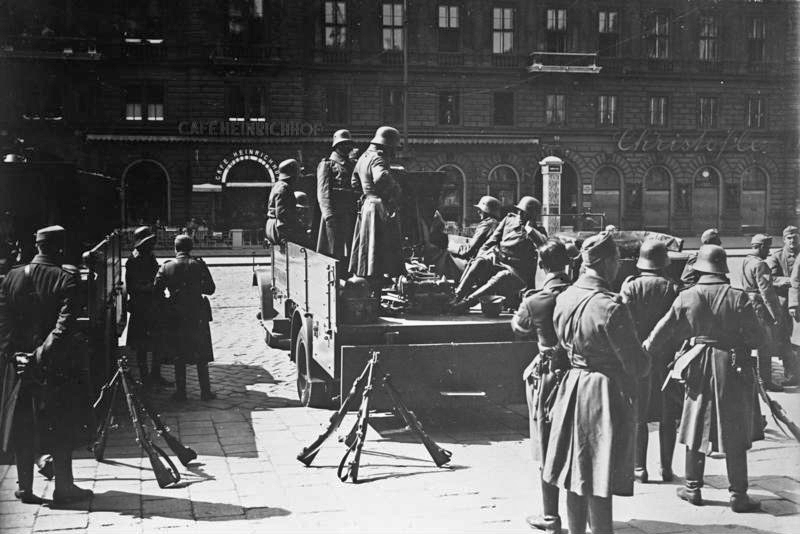
Tropas del Ejército federal austríaco desplegadas en Viena en febrero de 1934 para sofocar la rebelión de los socialistas contra la dictadura del socialcristiano Dollfuss. Para algunos historiadores lo sucedido en Austria sería uno de los factores que explicarían la radicalización de los socialistas españoles.

Los acontecimientos de febrero de 1934 en Austria vinieron a confirmar los temores de los socialistas españoles (también, aunque en menor medida, el intento de asalto de la Asamblea Nacional francesa el 6 de febrero por parte de las Ligas de extrema derecha). Para no correr la misma suerte que el SPD alemán, los socialistas austríacos se sublevaron en Viena, cuyo gobierno municipal ostentaban desde 1919 (de ahí que fuera conocida como la Roten Wien, la 'Viena roja'), pero fueron aplastados por el dictador socialcristiano Dollfuss. La prensa socialista publicó las fotos de los fusilamientos de los insurrectos vieneses y numerosos artículos que relacionaban estos hechos con el «fascismo indígena» (español). El Socialista escribió el 14 de febrero: «El frente fascista se ha formado en Austria contra el proletariado bajo la dirección del clericalismo jesuítico, exactamente como se está formando en España con la participación de Gil Robles y con idénticos fines». Los acontecimientos de Austria (como los de Alemania un año antes), según Santos Juliá, «fueron interpretados por los socialistas españoles como una advertencia de lo que podía esperarles en caso de que la CEDA llegara al gobierno». A partir de entonces la consigna de los socialistas españoles iba a ser «antes Viena que Berlín». Así lo explicó Largo Caballero:

Nosotros no podemos olvidar el ejemplo de Alemania y cómo la parte del proletariado europeo más consciente, mejor preparada y capacitada ha sido destruida. Que la CEDA va a seguir el mismo procedimiento táctico que las derechas alemanas, es evidente. Y debemos adelantarnos a los acontecimientos... No tenemos más camino que el de la revolución, y nuestro deber es prepararla rápidamente, sin pérdida de tiempo, no sea que los acontecimientos nos sobrepasen y tengamos que lamentar toda nuestra vida una pasividad como la de Otto Bauer.

Frente a este tipo de explicaciones de las causas de la radicalización de los socialistas, que Rey Reguillo denomina como «exógenas» al movimiento socialista (que habría reaccionado ante situaciones «externas» a él), este mismo historiador se decanta por las explicaciones «endógenas» al propio movimiento. «Desde este enfoque, el cambio de estrategia fue una opción plenamente consciente, apreciable incluso antes de su salida del Gobierno, cuando los socialistas intuyeron que su presencia en el mismo empezaba a verse amenazada. La resistencia a ultranza ante la eventualidad de perder el poder sería, por tanto, la clave explicativa esencial para entender el brusco salto hacia posiciones antidemocráticas». Del Rey Reguillo coincide con José Manuel Macarro Vera quien ya había destacado que tras su salida del gobierno «los socialistas veían amenazada su legislación social» y el «monopolio del que habían gozado en las instituciones de arbitraje laboral, junto con el control arbitrario de muchos ayuntamientos», por lo que la República «ya no era una estación de tránsito hacia el socialismo, sino un impedimento para alcanzarlo». Así pues, según Del Rey Reguillo, en el cambio de postura de los socialistas:

El ascenso del fascismo en Europa y sus potenciales efectos miméticos en la realidad política nacional desempeñaban un papel secundario... En realidad, la política internacional mediatizaba más bien poco a la elite dirigente de la República. Y en cuanto a la pretendida amenaza del fascismo autóctono, todo apunta a que lo que en realidad hizo la izquierda obrera fue forjar un mito movilizador cuando se vio desplazada del Gobierno.
Fernando del Rey Reguillo (2011).

### Camino a la insurrección
Nada más producirse la derrota de los moderados «besteiristas» se formó una Comisión Mixta (o «comisión de enlace») presidida por Largo Caballero e integrada por dos representantes del PSOE, dos de la UGT y dos de las Juventudes Socialistas, cuya misión era organizar la huelga general revolucionaria y el movimiento insurreccional armado que estaría protagonizado por las milicias socialistas y que contaría con la complicidad de algunos mandos militares.
Inmediatamente la Comisión Mixta convocó en Madrid a delegaciones de las provincias que recibieron instrucciones de formar «comités revolucionarios» a nivel local coordinados por las «Juntas Provinciales», y a las que se les dijo que «el triunfo de la revolución descansará en la extensión que alcance y la violencia con que se produzca». Asimismo deberían constituirse, además de grupos de sabotaje de los servicios como electricidad, gas o teléfonos, milicias integradas por «los individuos más decididos» y que recibirían instrucción militar de los «jefes» a los que deberían obedecer. Las armas las obtendrían apoderándose de los depósitos militares. Sin embargo, la organización y el control del proceso conspirativo no corrió a cargo de la «comisión de enlace», que se limitó a ser un órgano coordinador, sino que «quedó en manos de las organizaciones locales y determinados cuadros individuales».

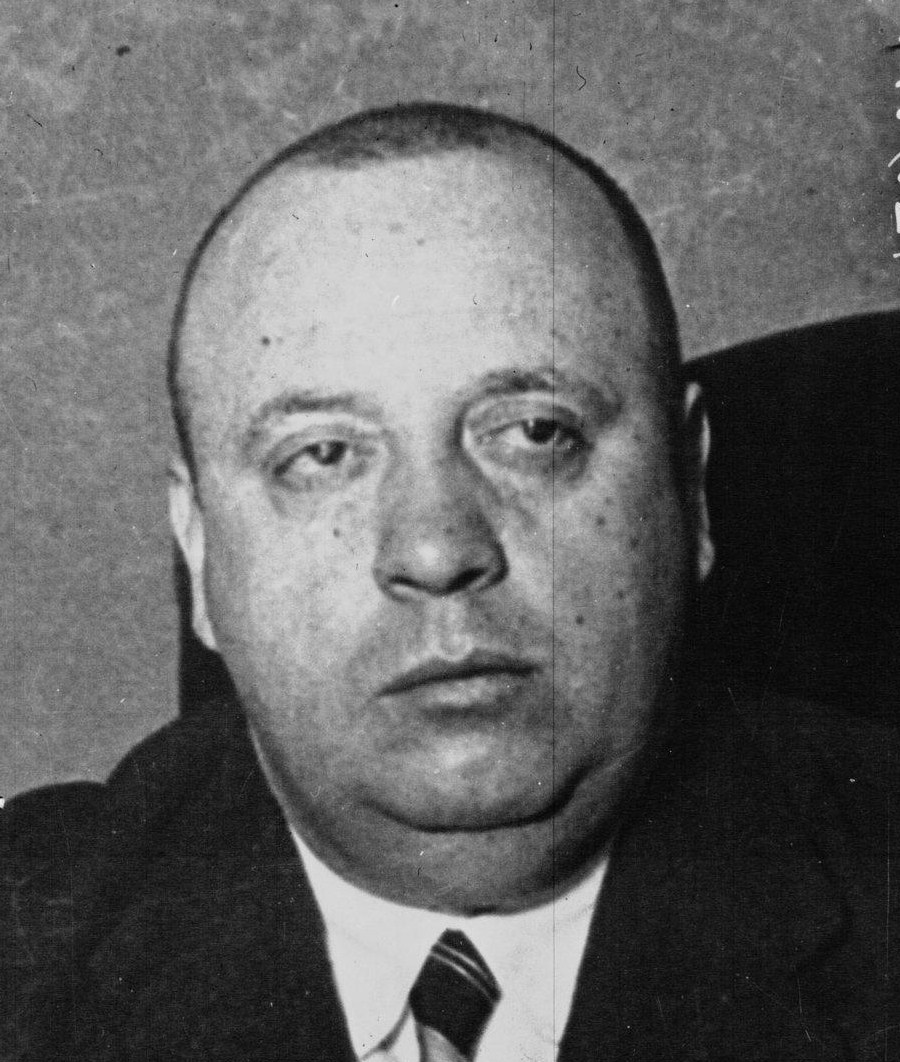
Indalecio Prieto fue el encargado de la preparación militar de la insurrección socialista.

La Comisión Mixta encargó a Indalecio Prieto la preparación militar del movimiento, con el avituallamiento de armas y la captación de la oficialidad en los cuarteles como principales cometidos. «La reconocida capacidad de trabajo y, en especial, la tupida red de relaciones personales que su polifacética actividad —periodista, diputado, ministro—- le había permitido urdir a Indalecio Prieto, le deparó cierto éxito inicial en la captación de recursos financieros y en la adquisición de armas. Aquéllos, a través de la decisiva colaboración de jóvenes sindicalistas bancarios radicalizados; éstas, con el concurso de viejas lealtades personales de procedencia burguesa y trayectoria liberal». Pero la actividad de Prieto se saldó finalmente con un rotundo fracaso, pues ni consiguió atraer a la oficialidad del ejército a la insurrección, ni consiguió hacer llegar las armas adquiridas a los «comités revolucionarios». Según José Luis Martín Ramos, «la preparación del levantamiento acumuló un desatino tras otro» y en su aspecto militar:

...resultó un mal sainete, con repetidas incautaciones por parte de la policía de las escasas partidas de armas que se conseguían, anécdotas de aficionados, caídas en las trampas de los estafadores y el episodio mayor del incidente del Turquesa en las playas de Asturias. El desembarco del cargamento de dicho barco —un bou de pesca adaptado— con sus quinientos fusiles máuser y 24 ametralladoras, además de abundante munición, fue interrumpido por los carabineros evitando que casi las tres cuartas partes del arsenal llegaran a Madrid.
José Luis Martín Ramos (2015).

Tampoco la preparación política y estratégica del levantamiento fue mejor, como puso de manifiesto que la FNTT dirigida por Ricardo Zabalza convocara una huelga campesina en junio de 1934, a pesar de la oposición del propio Largo Caballero que no consiguió que Zabalza desistiera. Sirvió para que el ministro de la Gobernación Salazar Alonso desencadenara una fuerte represión «que desarticuló el sindicalismo socialista campesino» por lo que «el campo no estaría al lado de la ciudad en el momento del movimiento revolucionario [y] las fuerzas de orden público tendrían un frente menos que atender», ha señalado José Luis Martín Ramos. Una situación similar se volvió a repetir tres meses después cuando el 8 de septiembre la federación madrileña de la UGT, de nuevo sin la autorización de la dirección nacional, convocó una huelga general en protesta por el mitin que iban a celebrar ese día los propietarios agrarios catalanes agrupados en el Instituto Agrícola Catalán de San Isidro y contrarios a la Ley de Contratos de Cultivo aprobada por el Parlamento de Cataluña, y que las organizaciones obreras de la capital consideraron una «provocación fascista». Como el paro era claramente ilegal y sin aviso previo el Gobierno de Ricardo Samper clausuró la Casa del Pueblo y detuvo a varios dirigentes obreros, incluida la Ejecutiva de la UGT en pleno, excepto a Largo Caballero, por su inmunidad parlamentaria. Tres días después en el curso de un registro de la Casa del Pueblo la policía encontró un importante depósito de armas, lo que acarreó más detenciones de ugetistas. Según González Calleja y otros historiadores, «el balance abreviado de la huelga fue sencillamente calamitoso: un auténtico disparate que perjudicó al movimiento que estaba organizándose... logró desarticular la UGT de Madrid ya antes de octubre».
Por otro lado existían discrepancias sobre algunas cuestiones importantes. En la reunión conjunta de las Ejecutivas del PSOE y de la UGT celebrada el 2 de julio Indalecio Prieto y Fernando de los Ríos votaron en contra de la mayoría que aprobó que tras el movimiento revolucionario se formaría un Gobierno «exclusivamente del Partido Socialista». Tampoco hubo acuerdo sobre lo que debían hacer los diputados socialistas cuando comenzara la insurrección, si debían seguir en las Cortes o abandonarlas, y finalmente no se decidió nada. Según González Calleja y otros historiadores estas discrepancias responderían:

...a la coexistencia de dos estrategias divergentes y difícilmente conciliables: la que entendía la rebelión como un medio de presión y de negociación sobre el Gobierno y la Jefatura del Estado para evitar el repliegue autoritario de la República, y la que admitía la posibilidad de una ruptura violenta de tono abiertamente revolucionario». La primera sería la que defendía Indalecio Prieto, la segunda la que encarnaba Francisco Largo Caballero.
Eduardo González Calleja y otros (2015).

En cuanto a la búsqueda de alianzas, el único paso que dio Largo Caballero fue apoyar las Alianzas Obreras promovidas por pequeñas organizaciones proletarias, como Izquierda Comunista o el Bloque Obrero y Campesino (BOC), que las entendían como «alianzas antifascistas» —de hecho en febrero de 1934 Largo Caballero se entrevistó en Barcelona con Joaquín Maurín, líder del BOC—. Sin embargo, nunca las contempló «como plataformas vertebradoras del movimiento revolucionario, sino simplemente como instancias de relación entre las organizaciones que pudieran facilitar el apoyo a la iniciativa socialista», ha puntualizado José Luis Martín Ramos. Por otro lado, Largo Caballero nunca buscó el apoyo de los republicanos de izquierda. El «caballerista» Amaro del Rosal llegó a afirmar que «los republicanos producían ya aversión».
La ocasión para el levantamiento se planteó a la vuelta de las vacaciones parlamentarias que finalizaban el 1 de octubre de 1934 cuando la CEDA hizo saber que retiraba su apoyo al gobierno de centro-derecha de Samper y que exigía formar parte del gobierno. Alcalá Zamora encargó la resolución de la crisis al líder del Partido Radical Alejandro Lerroux que accedió a la demanda cedista y formó el nuevo gobierno el 4 de octubre con la inclusión de tres ministros de la CEDA. Ese mismo día el comité revolucionario socialista convocó la huelga general revolucionaria que se iniciaría a las 0 horas del día 5 de octubre. La CNT se abstuvo de apoyar la convocatoria, salvo en Asturias.
El ingreso de la CEDA en el gobierno, según Ranzato:

...no fue un pretexto, sino la causa principal del desatinado intento de revolución que, de otro modo, no es seguro que en algún momento se hubiera realizado de verdad. Ellos [los socialistas] lo preparaban y lo anunciaban, pero no pensaban que iban a tener que llevarlo a cabo de inmediato. Y, como se vería, estaban muy lejos de poder realizarlo con éxito. Fuera de una circunstancia emocionalmente arrolladora, como el miedo del ascenso al poder de un Gil Robles/Dollfuss, es improbable que se hubieran lanzado a semejante aventura, sobre todo con medios tan inadecuados para alcanzar sus objetivos. [...] Se habían limitado a amenazar con hacer la revolución si la CEDA entraba en el gobierno, con la idea de que esto bastaba para impedirlo. Muchos testimonios indican que tal era la convicción de los principales líderes del PSOE. Quedaron así atrapados en su misma amenaza y se vieron obligados a actuar cuando sus adversarios, puestos en alerta, ya estaban preparados para sofocar sus tentativas.
Gabriel Ranzato (2014).

Así, los socialistas presentarán el movimiento revolucionario como una forma de «defensa de la legitimidad republicana frente a la legalidad detentada por el Gabinete radical-cedista [cuando éste se formara], de insurrección defensiva destinada tanto a proteger a las masas trabajadoras del fascismo como a corregir el rumbo de la República burguesa hacia la orientación revolucionaria a la que nunca había renunciado el movimiento obrero español», ha constatado Julio Gil Pecharromán. En efecto, como también ha señalado Santos Juliá, «los socialistas no pretendían con sus anuncios de revolución defender la legalidad republicana contra un ataque de la CEDA, sino responder a una supuesta provocación con objeto de avanzar hacia el socialismo. En parte por ese motivo y en parte porque nunca creyeron que el presidente de la República y el propio Partido Radical permitieran el acceso de la CEDA al gobierno, se comprometieron solemnemente, desde las Cortes y desde la prensa, a que en el caso de que ésta se produjera, desencadenarían una revolución». De esta forma «los socialistas demostraron idéntico repudio del sistema institucional representativo que habían practicado los anarquistas en los años anteriores», ha señalado Casanova. Sin embargo, González Calleja y otros historiadores han puntualizado que:

...el argumento de que con una insurrección armada se vulneraba la legalidad democrática republicana vigente (argumento tan poderoso entonces como lo es ahora) se contrarrestaba fuertemente con lo que ofrecía la realidad internacional de los años treinta, pues dicho argumento hacía caso omiso de lo muy evidente en la Europa continental de entonces: era a través de la legalidad democrática republicana cómo se habían creado los regímenes de Hitler y de Dollfuss, y muy en particular el último, y a través de esa legalidad era cómo se había acabado con el socialismo en esos países y no solo con él».
Eduardo González Calleja y otros (2015).

### Huelga insurreccional
La anunciada «huelga general revolucionaria» se inició el día 5 de octubre y fue seguida prácticamente en casi todas las ciudades (no así en el campo, que acababa de salir de su propia huelga), pero la insurrección armada quedó reducida, salvo en Asturias, a algunos tiroteos y ninguna población importante quedó en poder de los revolucionarlos, debido fundamentalmente a la inadecuada preparación. Y a que la insurrección fracasó completamente en Madrid.

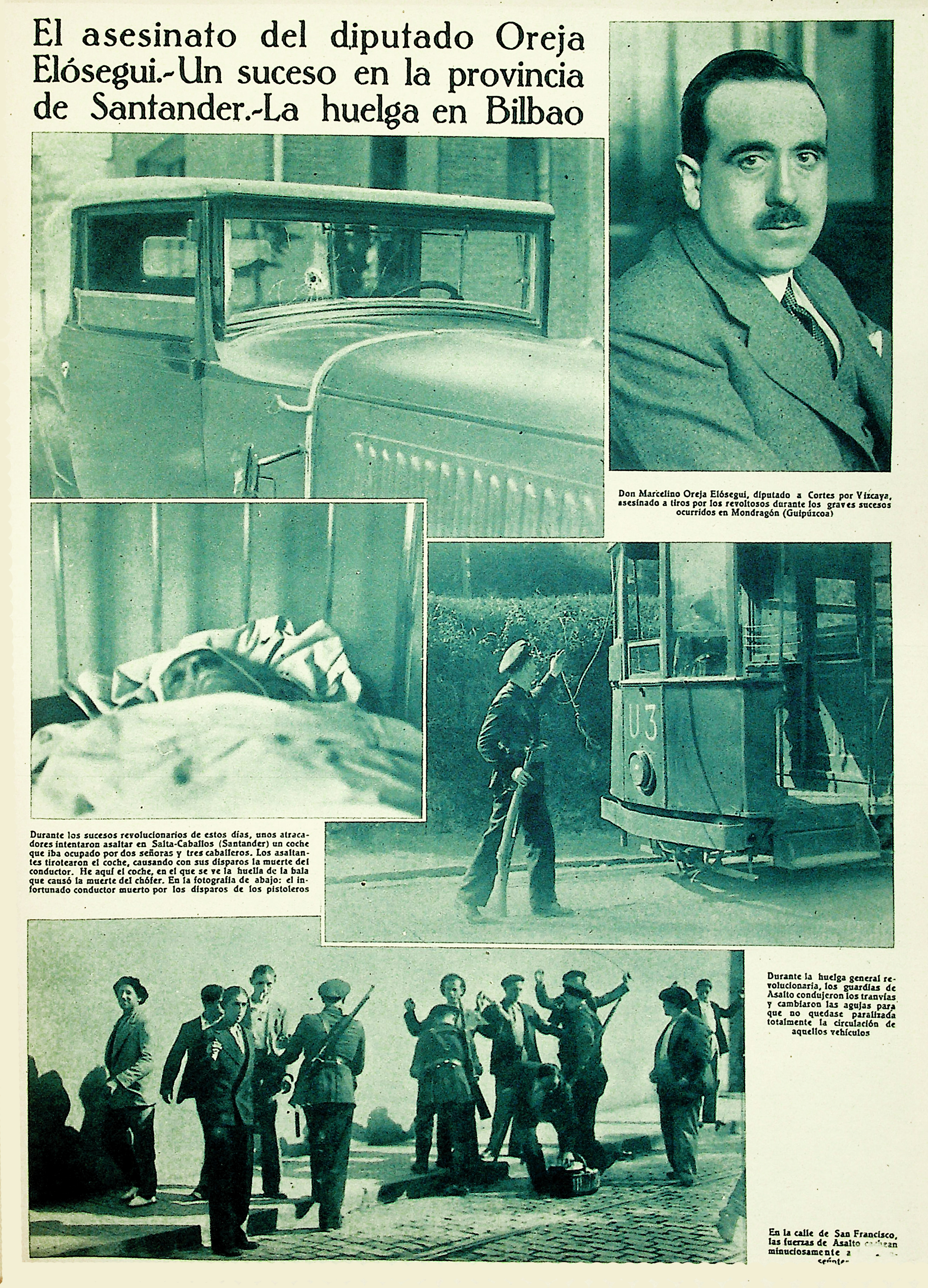
Página de la revista Mundo Gráfico del 17 de octubre de 1934 con diversas fotografías sobre lo sucedido durante la insurrección. Arriba a la derecha el dirigente tradicionalista y diputado Marcelino Oreja, una de las víctimas de la Revolución de 1934 en el País Vasco.

En Madrid, donde la huelga general tuvo un amplio seguimiento, cinco grupos de milicianos insurrectos no demasiado numerosos, uno de ellos comandado por Fernando de Rosa Lenccini (un antifascista italiano, estrecho colaborador de Largo Caballero), intentaron ocupar el Ministerio de la Gobernación y algunas instalaciones militares, pero no lo consiguieron, aunque los tiroteos, algunos de cierta intensidad, se mantuvieron hasta el día 8 de octubre, en que fueron detenidos casi todos los miembros del Comité revolucionario socialista. Uno de los propósitos de los sublevados era detener al presidente de la República Niceto Alcalá Zamora, una misión encomendada a Fernando de Rosa.
En el País Vasco, donde los nacionalistas vascos no secundaron el alzamiento, la huelga se mantuvo en algunos puntos hasta el 12 de octubre. Los enfrentamientos armados más duros se produjeron en la zona minera de Vizcaya donde el Ejército y la Guardia Civil tuvieron que combatir contra los insurrectos. Murieron al menos cuarenta personas, en su mayoría huelguistas abatidos por los guardias. En Éibar y Mondragón las acciones violentas de los insurrectos causaron varias víctimas, entre ellas el destacado dirigente tradicionalista y diputado Marcelino Oreja.
En todos los lugares, excepto en Asturias, fracasó la insurrección porque los militantes socialistas comprometidos estuvieron a la espera de que se abrieran las puertas de los cuarteles y los soldados se unieran al «pueblo revolucionario», pero eso no se produjo nunca. Al contrario, el Ejército al proclamar el gobierno el «estado de guerra» fue el que protagonizó el restablecimiento del orden. En realidad la insurrección careció de una auténtica planificación, política y militar. La revolución también fracasó porque no contó con el apoyo de la CNT, salvo en Asturias, y porque tampoco pudo contar con los jornaleros del campo, «exhaustos y desorganizados tras las desastrosas movilizaciones de la primavera», ha señalado Julio Gil Pecharromán.

### Proclamación del Estado Catalán dentro de la República Federal Española
Hacia las 8 de la tarde del sábado 6 de octubre, al día siguiente del inicio de la huelga general revolucionaria en Cataluña convocada por la Alianza Obrera, el gobierno de la Generalidad presidido por Lluís Companys anunció que rompía toda relación con «las instituciones falseadas» de la República (como habían hecho ya todos los partidos republicanos de izquierdas al conocerse la entrada en el gobierno de la CEDA) y a continuación proclamó, como en el 14 de abril de 1931, «el Estado catalán en la República Federal Española» como una medida contra «las fuerzas monárquicas y fascistas... que habían asaltado el poder». A continuación Companys invitaba a los «dirigentes de la protesta general contra el fascismo» a «establecer en Cataluña el Gobierno Provisional de la República». Sin embargo, esta ruptura de la legalidad no tenía ninguna conexión con la revolución obrera que estaba en marcha, como lo prueba el hecho de que la Generalidad se negó a armar a los revolucionarios e incluso actuó contra ellos.
Pero la falta de planificación (a pesar de que el conseller de Gobernació, Josep Dencàs, movilizó los escamots, las milicias de la Esquerra, y a los Mozos de Escuadra) y la pasividad con que respondió la principal fuerza obrera de Cataluña, la CNT, hizo que la rebelión catalana se terminara rápidamente el día 7 de octubre por la intervención del Ejército encabezado por el general Domingo Batet, cuya moderada actuación evitó que hubiera muchas más víctimas (murieron ocho soldados y treinta y ocho civiles).

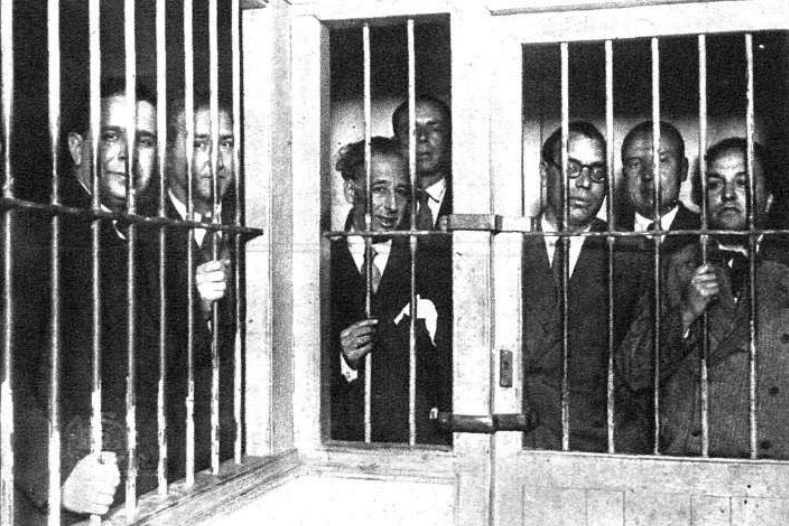
El president de la Generalidad de Cataluña Lluís Companys (en el centro) y los consellers de su gobierno encarcelados.

El president y los consellers de la Generalidad fueron encarcelados (menos Dencàs que consiguió escapar). También fue detenido Manuel Azaña que se encontraba casualmente en Barcelona y que no había tenido nada que ver con los hechos (pero no fue puesto en libertad hasta casi tres meses después). A continuación el Estatuto de Autonomía de Cataluña de 1932 fue dejado sin efecto y todos los órganos de la administración autonómica fueron suspendidos y sustituidos temporalmente por un gobernador militar, el coronel Francisco Jiménez Arenas, «hecho considerado como una humillación por los catalanistas», según Luis Palacios Bañuelos. Además las competencias de Orden Público retornaron al Gobierno central, así como otros servicios transferidos en trabajo, sanidad y previsión, «mientras dure la grave anormalidad y perturbación producida en la región autónoma». Finalmente, las Cortes aprobaron una ley el 2 de enero de 1935 que acordaba la suspensión indefinida del Estatuto (la derecha monárquica exigía su derogación definitiva) por lo que Cataluña pasó a estar bajo la autoridad de un gobernador general nombrado por el gobierno central: el primero fue el liberal Manuel Portela Valladares, al que siguió, a partir del 23 de abril, el radical Juan Pich y Pon. Francesc Cambó, líder de la Lliga Regionalista, aliada del gobierno, se quejó de que la suspensión del Estatuto era «un castigo para todo un pueblo».

### Revolución de Asturias
En Asturias, a diferencia del resto de España donde el movimiento insurreccional fracasó, sí se produjo un auténtico conato de revolución social: el «Octubre Rojo». Las razones de la «diferencia asturiana» hay que buscarlas en que allí la CNT sí se sumó a la Alianza Obrera junto con la organización obrera hegemónica la UGT (el Partido Comunista de España se incorporó muy tardíamente después de haber combatido la Alianza durante meses), y, sobre todo, en que la insurrección fue preparada minuciosamente, con convocatorias de huelgas generales previas, y el aprovisionamiento de armas y de dinamita obtenidas mediante pequeños robos en las fábricas y en las minas, además del adiestramiento de grupos de milicias. Una prueba de que la Alianza Obrera estaba muy madura en Asturias fue la huelga general convocada en el Principado los días 8 y 9 de septiembre con motivo de la gran concentración en Covadonga de las Juventudes de Acción Popular. Durante la misma el líder de la CEDA José María Gil Robles pronunció «un discurso plagado de amenazas», según Ángeles Barrio Alonso.

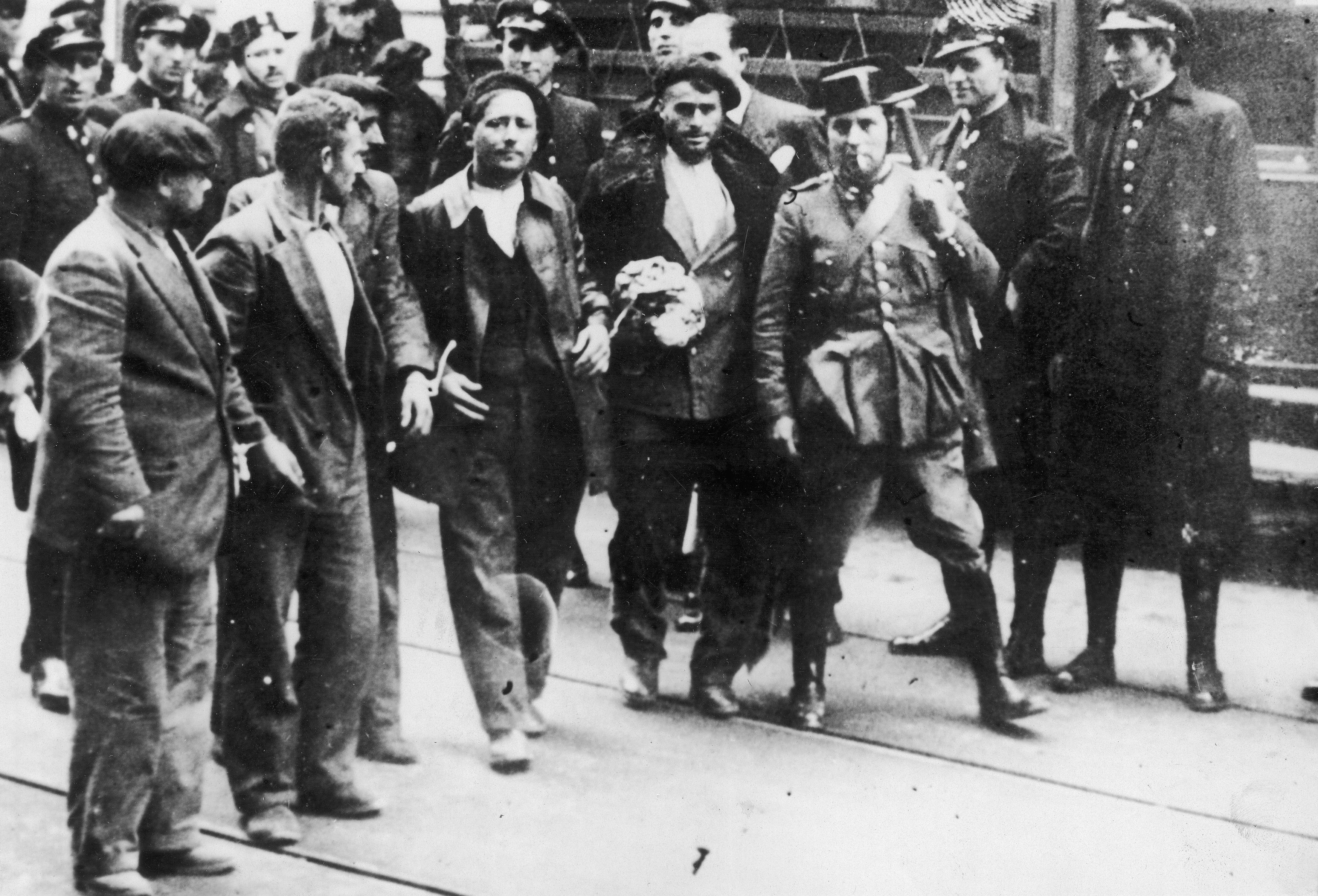
Trabajadores detenidos por guardias civiles y guardias de asalto durante la Revolución de Asturias.

La insurrección comenzó en la noche del 5 al 6 de octubre cuando las milicias obreras integradas por unos veintemil obreros, en su mayoría mineros, se hicieron rápidamente con el control de las cuencas del Nalón y del Caudal y a continuación se apoderaron de Gijón y de Avilés y entraron en la capital Oviedo, aunque no pudieron ocuparla completamente (en el centro de la ciudad se produjeron violentos combates entre las fuerzas del orden y los revolucionarios). Un «comité revolucionario», dirigido por el diputado socialista Ramón González Peña coordinó los comités locales que surgieron en todos los pueblos y trató de mantener el «orden revolucionario» (en algunos sitios se llegó a suprimir el dinero), aunque no pudo impedir la ola de violencia que se desató contra propietarios, personas de derechas y religiosos. De estos últimos fueron asesinados treinta y cuatro (algo que no ocurría en España desde 1834-1835), además de ser incendiadas cincuenta y ocho iglesias y conventos, el palacio episcopal, el Seminario y la Cámara Santa de la Catedral de Oviedo, que fue dinamitada. También fueron asesinados treinta agentes de la Guardia Civil inmediatamente después de haber sido hecho prisioneros en Sama de Langreo.

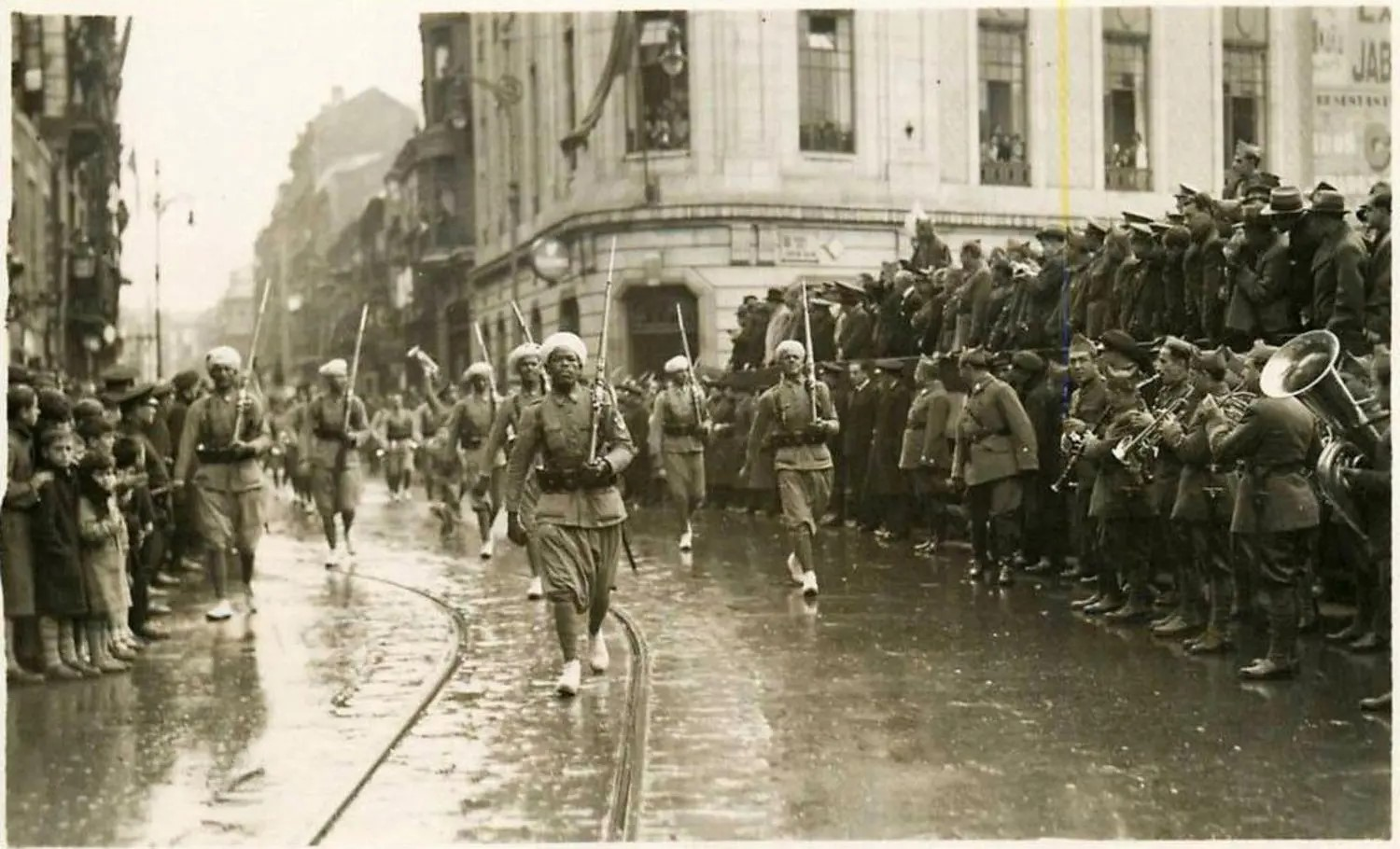
Tropas coloniales entrando en Gijón.

El 10 de octubre desembarcaban en Gijón tropas coloniales (dos batallones de legionarios y dos de regulares procedentes de África, al mando del coronel Yagüe), mientras que desde Galicia alcanzaba Oviedo una columna al mando el general Eduardo López Ochoa. Toda la operación estaba siendo dirigida desde Madrid por el general Franco, por encargo expreso del ministro de la guerra Diego Hidalgo. El día 14 ante el avance de las tropas gubernamentales Ramón González Peña ordenó la retirada hacia las montañas, aunque algunos grupos de milicianos se negaron a obedecer y siguieron combatiendo en las calles de Oviedo. El día 18 de octubre los insurrectos se rendían, tras las negociaciones entre el nuevo dirigente de la rebelión Belarmino Tomás y el general López Ochoa. El balance de víctimas fue de mil cien muertos y dos mil heridos entre los insurrectos, y unos trescientos muertos entre las fuerzas de seguridad y el ejército. «La lucha había sido encarnizada, sin piedad, y la acción represiva desarrollada por los militares y por la Guardia Civil asumió muchas veces caracteres vengativos, con duros maltratos, torturas y expeditivas ejecuciones de prisioneros», ha afirmado Gabriele Ranzato.
Como ha destacado Ranzato, en la historia de los movimientos insurreccionales en España «nunca había sucedido nada comparable». «Por una y otra parte se ejerció la violencia sobre hombres inermes y se provocaron muertes fuera de la lucha. Y es evidente la mayor gravedad de tal conducta por parte de aquellos que habrían debido representar la ley y el orden. El hecho, además, de que el gobierno y gran parte de la clase dirigente del país reaccionaran ante la agresión revolucionaria inmediatamente después de los sucesos con más espíritu de venganza y represalia que con severa justicia, acarreó la más nefastas consecuencias. Los conflictos, en vez de apagarse, volverían a prenderse de forma cada vez más aguda hasta desembocar en la Guerra Civil». El historiador norteamericano Gabriel Jackson también caracterizó la Revolución de Asturias como el «trágico prólogo de la guerra civil», lo que no implica que, como hizo la propaganda de la dictadura franquista a posteriori para justificar la sublevación militar contra la República, la «Revolución de 1934» constituyera «el primer acto de la Guerra Civil». Como ya señaló Alberto Reig Tapia, en 1999, citado por González Calleja y otros historiadores:

...por mucha que fuera la pretendida bipolarización [sic] política, si el Estado no es puesto en cuestión por una facción de militares rebeldes, no hay guerra civil. Podrá haber motines, revueltas, terrorismo, insurgencia urbana o rural más o menos duradera, mayor o menor número de muertos..., pero no guerra civil.
Eduardo González Calleja y otros (2015).

### Interpretaciones de la «Revolución de Octubre» por parte de la derecha y de la izquierda
El elemento esencial sobre el que giró la interpretación derechista de la «Revolución de Octubre» fue el considerarla como obra de la «Anti-España», de la «Anti-Patria», en una visión «mítico-simbólica» en la que se identificaba la Patria, España, con los valores y las ideas de la derecha.
Los diarios conservadores (como ABC, portavoz de la derecha antirrepublicana y antidemocrática de Renovación Española, o El Debate, vinculado a la derecha católica «accidentalista» de la CEDA), calificaron a los revolucionarios como «fieras», como seres no humanos cuyo único instinto era solo matar y destruir, por lo que su destino final era estar muertos o presos. Honorio Maura Gamazo en el diario ABC del 16 de octubre calificaba a los insurrectos asturianos de «chacales repugnantes que no merecen ser ni españoles ni seres humanos».
Esta idea de España de la derecha se concretó en la relación de la Patria con el Ejército, como lo expresó José Calvo Sotelo, líder de la extrema derecha monárquica, en un discurso célebre en el que definió al Ejército como la «columna vertebral de la Patria, [que] si se quiebra, si se dobla, si cruje, se quiebra, se dobla o cruje con él España». Honorio Maura escribió en ABC: «Hoy en día, España entera está de uniforme». Y Ramiro de Maeztu también en ABC: «El Ejército es la civilización... el Ejército es España». En cambio la acción represiva de las tropas que sofocaron la sublevación es apenas mencionada. Las destrucciones en «Asturias, la mártir», y sobre todo en «Oviedo, la mártir» se atribuían exclusivamente a los revolucionarios.
Por último, la derecha antirrepublicana aprovechó la insurrección para incitar a una «revolución auténtica y salvadora para España». Para ella la revolución «rojo-separatista» de Octubre, como la llamaron, fue la comprobación de que la «revolución antiespañola» estaba en marcha y de que solo podía ser vencida por la fuerza. Ya el 8 de octubre Calvo Sotelo escribió en La Época: «El país exige bisturí, poda, cirugía implacable... Y España demanda duro castigo a fin de que en mucho tiempo no vuelvan a resonar en nuestro suelo esas plantas venenosas y fratricidas que tanta sangre han hecho correr ya». Un mes después Calvo Sotelo concretó su propuesta en un discurso en las Cortes. Propuso la «desaparición del sistema democrático, sustituido por una dictadura cívico-militar». Ese mismo mes de noviembre se hacía público el Manifiesto del Bloque Nacional, encabezado por el propio Calvo Sotelo, que comenzaba diciendo: «La Revolución de Octubre ha sacudido nuestras fibras más sensibles con el ramalazo de su barbarie».
En conclusión, como ha señalado el historiador Julio Gil Pecharromán, «Octubre reafirmó en la derecha, y especialmente en los monárquicos, la convicción de que si el Estado había reaccionado esta vez a tiempo, no había sido por la eficacia de las instituciones políticas [democráticas republicanas], sino por la determinación de las Fuerzas Armadas de actuar rápida y contundentemente. El Ejército constituía así la última garantía, la reserva de las fuerzas tradicionales frente al cambio revolucionario, que el régimen parlamentario parecía incapaz de conjurar».

Aquel fulminante ensayo de revolución, breve pero extraordinariamente cruento, siguió obsesionando, con todas sus imágenes de atrocidades, verdaderas o inventadas, a todos los que, por posición económica y social, convicciones políticas y sentimientos religiosos, podían temer ser víctimas de su réplica»
Gabriele Ranzato.

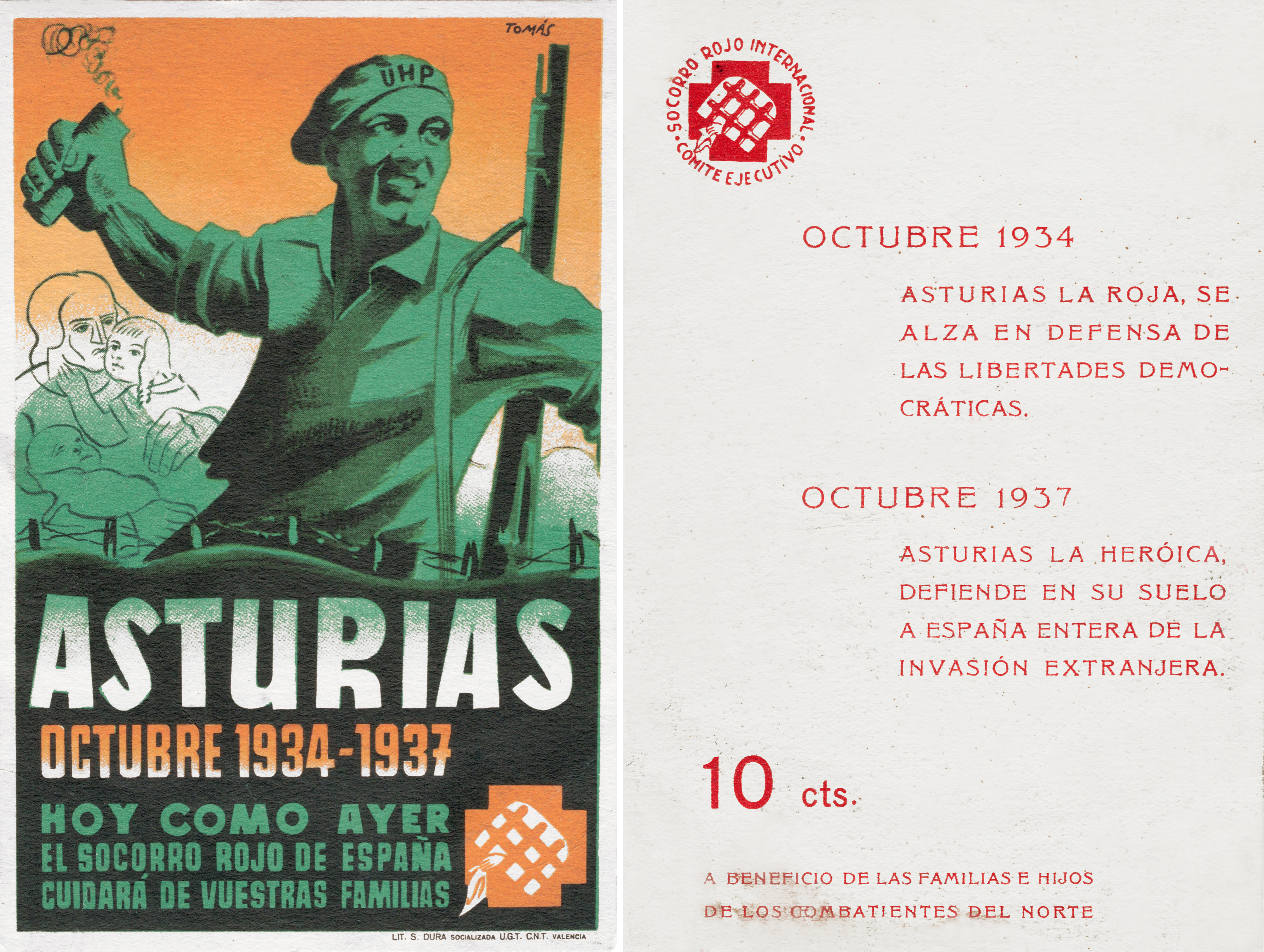
Postal del Socorro Rojo Internacional de 1937 para recabar fondos para el bando republicano durante la guerra civil española apelando al «mito de Asturias» de 1934 («Asturias la roja») revivido en 1937 («Asturias la heroica») dispuesta a frenar el avance hacia el Principado del bando franquista.

Por su parte, las izquierdas no condenaron la insurrección, sino que la justificaron alegando que se había permitido la llegada de «los enemigos de la República» al Gobierno. No había sido un error (ni un fracaso), sino un acto de legítima defensa. «Octubre» fue considerado como una empresa «heroica» convertida en mito «gracias al apéndice sacrificial de la dura y larga represión», lo que «continuaría alimentando esperanzas de redención y espíritu de venganza», ha señalado Ranzato.

Excepto Julián Besteiro y sus seguidores, los dirigentes y cuadros del PSOE hablaron de «octubre» en términos de justificación y glorificación, como una gesta que había mostrado la vitalidad del proletariado español en la lucha contra sus enemigos «de clase»... Ciertamente «octubre» acabó convirtiéndose en un mito que reforzaba el victimismo y justificaba el alto precio pagado por la organización y sus cuadros. De ahí que continuara siendo alimentado por una propaganda que resaltaba la ferocidad de la «represión» practicada bajo la jurisdicción militar y de los tribunales civiles de urgencia.
Manuel Álvarez Tardío y Roberto Villa García (2017).

Estos historiadores también han destacado la gravedad del hecho de que «las izquierdas republicanas no condenaran rotundamente esa insurrección» porque:

...esa decisión dotó a la acción de los socialistas de un respaldo moral que fue fundamental a medio plazo y sirvió para deslegitimar ante el electorado de centro-izquierda la opción que habían planteado los lerrouxistas: centrar la República y atraer a una parte de la derecha católica al sistema, sentando las bases para una posterior revisión de la República de 1931.
Manuel Álvarez Tardío y Roberto Villa García (2017).

Después de la guerra civil, ya en el exilio, el propio Indalecio Prieto reconoció que la revolución solo había servido para «hacer más profundo el abismo político que dividía a España». Y en un discurso pronunciado en la Ciudad de México en 1942 se declaró «culpable ante mi conciencia, ante el Partido Socialista y ante España entera, de mi participación de aquel movimiento revolucionario. Lo declaro como culpa, como pecado; no como gloria».

### Represión gubernamental

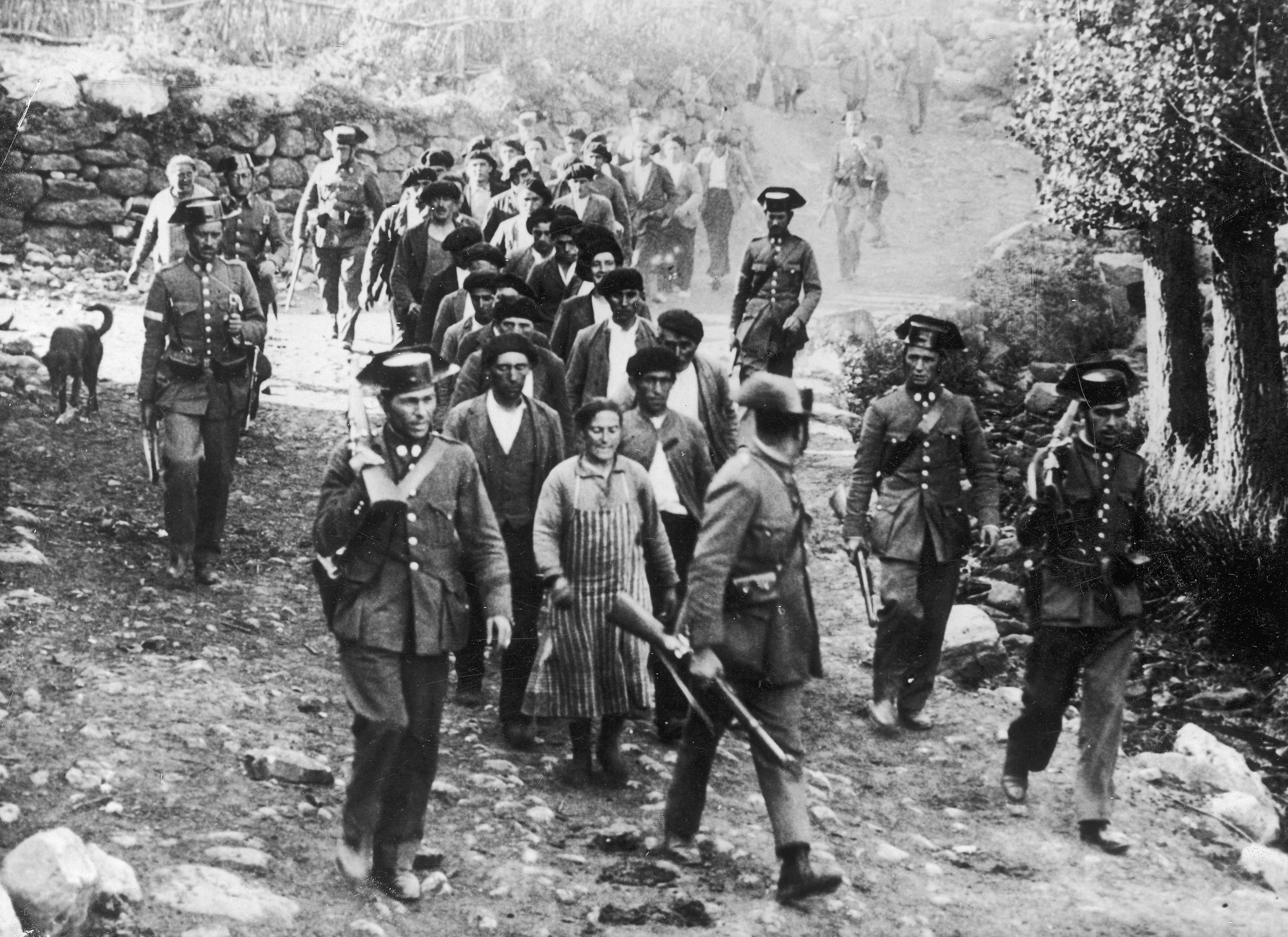
Columna de detenidos custodiados por la Guardia Civil en Brañosera, al norte de la provincia de Palencia.

Se hicieron unos treinta mil prisioneros en toda España, y un año después unos ocho mil seguían en prisión (aunque la izquierda mantendrá la cifra de «los 30 000» como eslogan en las elecciones de febrero de 1936). Las cuencas mineras asturianas fueron sometidas a una durísima represión del Ejército (hubo ejecuciones sumarias de presuntos insurrectos) y de la Guardia Civil, encabezada esta última por el comandante Lisardo Doval. Hubo torturas a los detenidos a causa de las cuales murieron varios de ellos. La dura represión fue alentada por una intensa campaña de la prensa de derechas, especialmente el diario antirrepublicano ABC y el católico «accidentalista» El Debate, exigiendo represalias especialmente por el asesinato a manos de los insurrectos de treinta y cuatro religiosos (entre ellos los mártires de Turón) y de varios guardias civiles y de paisanos de ideología conservadora. Asimismo fueron detenidos numerosos dirigentes de izquierdas, entre ellos el comité revolucionario socialista encabezado por Francisco Largo Caballero, y los tribunales militares dictaron veinte penas de muerte aunque solo se ejecutaron dos, gracias a que el presidente de la República Niceto Alcalá Zamora las conmutó por cadena perpetua, resistiendo la presión de la CEDA y de Renovación Española que reclamaban una represión mucho más dura. El líder de centro-derecha Melquiades Álvarez llegó pedir que se siguiera la política de Adolphe Thiers en la represión de la Comuna de París durante la cual miles de communnards fueron fusilados. Lo mismo hizo el líder de la extrema derecha José Calvo Sotelo que en un discurso en las Cortes afirmó que «los 40 000 fusilamientos de la Comuna aseguraron sesenta años de paz social». (En la actualidad el historiador Stanley G. Payne ha vuelto a esgrimir el mismo «argumento» de Calvo Sotelo tras calificar como «débil» la represión de la Revolución de Octubre: «Terrible como fue la represión de los comuneros parisinos en 1871, por ejemplo, pudo haber contribuido a la temprana estabilización de la República Francesa de las clases medias durante los años setenta y ochenta (del siglo XIX)»).
Los primeros en ser sometidos a juicio por los tribunales militares fueron el comandante Enrique Pérez Farrás y los capitanes Frederic Escofet y Ricart, quienes habían estado al mando de los Mozos de Escuadra implicados en la insurrección catalana. Fueron condenados a muerte y el gobierno ratificó la sentencia el 17 de octubre, pero el presidente de la República Niceto Alcalá-Zamora logró que el presidente del gobierno Lerroux, después de recordarle que los implicados en la Sanjurjada habían sido amnistiados, refrendara el 31 de octubre la conmutación de las penas de muerte (medida de gracia que se extendió a otros veinte condenados a la última pena), a pesar de la fuerte oposición de la CEDA (Gil Robles llegó a sondear la posibilidad de una solución de fuerza» por parte del ejército para restaurar la «legalidad violada por el presidente» de la República) y del partido de Melquiades Álvarez. Los siguientes en ser procesados fueron el presidente de la Generalidad Catalana Lluís Companys y el resto de consellers que fueron condenados a 30 años de cárcel cada uno por «rebelión militar». En cuanto a los revolucionarios de Asturias se dictaron 17 sentencias de muerte, de las que solo se cumplieron dos (un sargento del ejército que se había pasado al lado de los insurrectos y un obrero acusado de varios asesinatos). Precisamente la conmutación de la pena de muerte a dos de los dirigentes socialistas de la «Revolución de Asturias», Ramón González Peña y Teodomiro Menéndez el 29 de marzo de 1935 provocó una grave crisis en el seno del gobierno pues los tres ministros de la CEDA, el agrario y el liberal-demócrata votaron en contra, y presentaron su dimisión.
Luis Palacios Bañuelos ha señalado que la reacción de las derechas «nada tuvo que ver con lo presagiado por la izquierda: ni el Partido Socialista fue suspendido legalmente, como había ocurrido en Austria, ni el Estatuto de Cataluña fue abolido, aunque sí suspendido temporalmente. Total, que el preconizado y temido fascismo que había sido la justificación del movimiento revolucionario no estaba esperando a la vuelta de la esquina». En efecto ni el PSOE ni la UGT fueron ilegalizados (como tampoco Esquerra Republicana de Cataluña, el partido de Companys), pero, como han señalado Álvarez Tardío y Villa García, «la propia organización socialista quedó desmantelada. Una buena porción de sus alcaldes y diputados provinciales fueron destituidos por su implicación en los sucesos. No pocas de sus sedes políticas, las Casas del Pueblo, fueron clausuradas y su prensa acallada por meses. Parte de sus dirigentes nacionales y de sus cuadros políticos y sindicales ingresó en prisión a la espera de juicio; otros eludieron los tribunales escapando al extranjero. La UGT perdió afiliados y vio disminuir notablemente su presencia en jurados mixtos o en acciones sindicales». Por su parte Nigel Townson ha señalado que «a los simpatizantes de la izquierda se los persiguió y se los demonizó indiscriminadamente en toda España», lo que ha confirmado Rey Reguillo en su estudio sobre la provincia de Ciudad Real. Ciertamente, afirma Rey Reguillo, «hasta donde se tiene constancia, no parece que la represión fuera ni cruenta ni brutal en esta provincia» (centenares de socialistas fueron encarcelados, los concejales y alcaldes de este signo político fueron destituidos y se celebraron unos setenta juicios en los que la mayoría de los condenados recibieron condenas leves), pero si atendemos a la «intrahistoria represiva» se constata que:

...en los meses que siguieron a la frustrada insurrección, los socialistas lo pasaron muy mal en muchos pueblos (represalias contra los militantes más significados, carencia de trabajo a causa del cerco levantado contra ellos por los patronos, palizas a manos de la policía municipal o de la Guardia Civil...). Los cuerpos de seguridad dependientes de los ayuntamientos, convenientemente depurados, se convirtieron en una especie de «policía política» local bajo los dictados de las comisiones gestoras conservadoras constituidas tras la insurrección.
Fernando del Rey Reguillo (2012).

Por otro lado, el gobierno no se planteó en ningún momento amnistiar a los miles de encarcelados, muchos de los cuales habían sido condenados por el mero hecho de haber secundado la huelga, pero sin haber participado en la insurrección armada. Muchos intelectuales, como Miguel de Unamuno, denunciaron las violencias y las torturas que habían sufrido los prisioneros, alcanzando una amplia repercusión en la prensa internacional. El socialista francés Vincent Auriol entregó a Lerroux miles de firmas recogidas en Francia solicitando la amnistía y el escritor Albert Camus escribió el drama Révolte dans les Asturies. Aunque «quizá lo que más impactó a la opinión pública fue la persecución a la que fue sometido Azaña», ha afirmado Gabriele Ranzato. «Se le intentó implicar en un proceso en el que terminó demostrándose que no había intervenido y, con ello, solo se ayudó a que su popularidad aumentara», ha señalado Luis Palacios Bañuelos, coincidiendo con Ranzato.

#### Proceso a Manuel Azaña

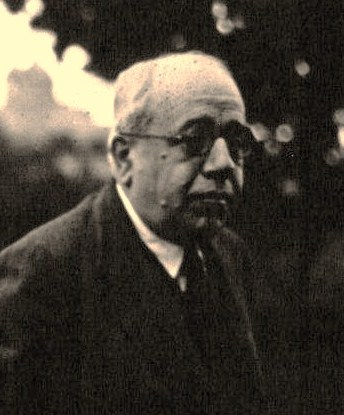
El expresidente del gobierno Manuel Azaña fue detenido en Barcelona por su presunta implicación en la revolución. Estuvo tres meses en prisión hasta que el 24 de diciembre el Tribunal Supremo ordenó su puesta en libertad por falta de pruebas.

El martes 9 de octubre, mientras en Madrid las derechas aclamaban en las Cortes al gobierno de Lerroux con gritos de «¡Viva España!», la policía detenía en Barcelona al expresidente del Gobierno Manuel Azaña, que al día siguiente era internado en el barco prisión «Ciudad de Cádiz» anclado en el puerto de Barcelona. Allí prestó su primera declaración ante el general Sebastián Pozas que quedó convencido de que Azaña no había participado en la rebelión de la Generalidad de Cataluña. A pesar de ello el presidente del Gobierno Lerroux, eufórico, afirmó ese mismo día 10 ante la prensa que se había intervenido a Azaña «una documentación muy extensa e interesante, la documentación de un hombre político que va a realizar una empresa tan importante como la que llevaba a Azaña a Barcelona» (lo que resultó completamente falso). El día 13 de octubre el fiscal general de la República presentó ante el Tribunal Supremo, que era el órgano competente para juzgar a un diputado como Azaña, una querella por delito de rebelión y pidió que se solicitara el suplicatorio a las Cortes para poder ser juzgado. El 31 de octubre se trasladó a Azaña a los buques de guerra «Alcalá Galiano», primero, y al «Sánchez Barcáiztegui» después, donde fue atendido con mayor consideración. Allí recibió cada día cientos de cartas y de telegramas de solidaridad y apoyo.
Mientras estuvo prisionero, un importante grupo de intelectuales dirigió una carta abierta al Gobierno el 14 de noviembre denunciando la «persecución» de que es objeto Azaña, pero la censura impidió que la carta apareciera en los periódicos. Era la primera vez que de forma pública se calificaba de «persecución» la acción emprendida contra Azaña. Firmaban la carta «A la opinión pública» entre otros Azorín, Luis Bagaria, José Bergamín, Alejandro Casona, Américo Castro, Antonio Espina, Oscar Esplá, León Felipe, García Mercadal, Juan Ramón Jiménez, Gregorio Marañón, Isabel de Palencia, Valle-Inclán y Luis de Zulueta. El diario católico «accidentalista» El Debate definió a los firmantes como «esa intelectualidad falsa y sin contenido español».
El 28 de noviembre las Cortes concedieron el suplicatorio por 172 votos (radicales, cedistas, agrarios y monárquicos) contra 20 (con los socialistas y la izquierda republicana ausentes). Pero un mes después, el 24 de diciembre, el Tribunal Supremo desestimó por falta de pruebas la querella y ordenó la inmediata puesta en libertad de Azaña. El 28 de diciembre Azaña recobró la libertad, tras una detención dudosamente legal que había durado noventa días. «Azaña, perseguido, se elevaba a figura simbólica de los oprimidos, adquiriendo una popularidad que nunca había tenido hasta entonces».

### Razones del fracaso de la Revolución de Octubre
El historiador Santos Juliá sintetizó así las razones del fracaso de la Revolución de Octubre:

Una revolución a fecha fija, pendiente de una provocación que el adversario podía administrar a su gusto y desligada de la anterior movilización obrera y campesina, basada en una deplorable organización armada, sin objetivos políticos precisos, con la abstención de un numeroso sector de la clase obrera sindicalmente organizada, proyectada como mezcla de conspiración de militares supuestamente adictos y de huelga general del gran día, frente a un Estado que mantenía intacta su capacidad de respuesta, no tenía ninguna posibilidad de prosperar.

Esta valoración es compartida por diversos historiadores. José Luis Martín Ramos coincide en señalar como causas del fracaso «la ausencia de una dirección política central, las deficiencias en la preparación política y militar, la carencia de un plan insurreccional explícito —que no podía confundirse con las lecturas de los manuales de técnicas insurreccionales—, la publicidad dada a la decisión insurreccional, la muy escasa discreción con que se actuó [y] el desaliño organizativo». Martín Ramos apunta como principal responsable al propio Largo Caballero por dejar «la mayor carga de responsabilidad a las organizaciones locales», por «su impericia combinada con el afán de controlarlo todo, sin poderlo», por «su confusión entre liderazgo y función dirigente» y por el «reduccionismo del movimiento insurreccional a la movilización de las organizaciones propias». Según Martín Ramos, la actuación de Largo Caballero en última instancia se explica porque se vio atrapado en el «oxímoron que había formulado, el de una “revolución defensiva”, sin estar convencido realmente de que ni los socialistas ni el movimiento obrero estuvieran todavía capacitados para una “revolución ofensiva”».
Por su parte Ranzato, destaca que los socialistas habían amenazado:

...con hacer la revolución si la CEDA entraba en el gobierno, con la idea de que esto bastaba para impedirlo. Muchos testimonios indican que tal era la convicción de los principales líderes del PSOE. Quedaron así atrapados en su misma amenaza y se vieron obligados a actuar cuando los adversarios, puestos en alerta, ya estaban preparados para sofocar sus tentativas. Su ruinoso fracaso era, entonces, inevitable...
Gabriele Ranzato (2014).

Para Ángel Luis López Villaverde, la insurrección:

...tuvo escasa preparación y le faltó el apoyo campesino y anarquista. Los preparativos socialistas fueron tan limitados como escasos los miembros de las fuerzas del orden en apoyarlos y rápida la acción gubernamental, que estaba preparada para la anunciada revolución. No hubo, por tanto, colapso ni división de los mecanismos de coerción y defensa del Estado, tan necesarios para el triunfo de una revolución.
Ángel Luis López Villaverde (2017).

Según José Manuel Macarro Vera, la insurrección fue la culminación de un «camino disparatado» producto de «la esquizofrenia política en la que habían entrado los socialistas, quienes sindicalmente querían seguir con sus tácticas evolutivas de siempre, pero acompañándolas de un discurso revolucionario que las negaba».

Si el proletariado español era como decía Largo Caballero, si estaba inerme, si hacía poco habían reconocido que no eran mayoría en ninguna región de España y además avisaban al gobierno públicamente de que se podían sublevar, todo les conducía al absurdo. Un sinsentido confirmado al llegar los informes de las provincias sobre la preparación del futuro movimiento revolucionario: quitando un par de ellas, en las demás no había nada.
José Manuel Macarro Vera (2012).

Tras destacar que «todos los testimonios concuerdan en que Largo Caballero mantuvo hasta el último momento su convicción de que Alcalá-Zamora no permitiría la entrada de la CEDA en el Gobierno, y por lo tanto no sería necesario cursar las órdenes de una huelga general revolucionaria», González Calleja y otros historiadores señalan que los socialistas, «ligados a su discurso tradicional de mantenimiento de las posiciones adquiridas, carecían de los recursos instrumentales (materiales y organizativos), de la teoría subversiva y de la estrategia política revolucionaria que les pudiera catapultar hacia el poder en solitario mediante una insurrección armada». Además «las múltiples amenazas proferidas desde el otoño de 1933... pusieron sobre aviso al Gobierno dimisionario de Samper, especialmente cuando se anunció a bombo y platillo la insurrección como respuesta automática a la previsible entrada de la CEDA en el Gabinete».

## Gobiernos radical-cedistas (octubre de 1934-septiembre de 1935)
A pesar de que los socialistas salieron de la «Revolución de Octubre» escindidos y muy debilitados, «Octubre» hizo aumentar en la derecha su temor a que en un próximo intento la «revolución bolchevique» acabara triunfando. El líder de los monárquicos José Calvo Sotelo propuso directamente como alternativa la «desaparición del sistema democrático, sustituido por una dictadura cívico-militar» que daría paso a «la instauración de la monarquía neotradicionalista y del Estado Nuevo totalitario». Pero el líder de la CEDA José María Gil Robles no secundó esta propuesta y mantuvo la «vía parlamentaria» que había emprendido tras su triunfo en las elecciones de noviembre de 1933, aunque acentuando la presión sobre su socio de gobierno, el Partido Republicano Radical, para llevar adelante una política más decididamente «antirreformista» («contrarrevolucionaria»), lo que no dejó de producir crecientes tensiones entre ellos y poner en cuestión la tentativa de los radicales de hacer una política de centro. Según Santos Juliá, la derrota de la «Revolución de Octubre» le había mostrado el camino a Gil Robles: bastaba con provocar continuas crisis de gobierno para avanzar posiciones. Una valoración que comparte Ángeles Barrio Alonso:

La CEDA, que había iniciado un proceso que tenía como objetivo final sustituir a Lerroux por Gil Robles, se enfrentó sistemáticamente a los ministros menos sumisos a su programa hasta provocar su destitución, un desgaste de sus socios de gobierno, en suma, para preparar su ascenso al poder.
Ángeles Barrio Alonso (2004).

«A diferencia de lo ocurrido en el periodo de los gobiernos radicales con el apoyo externo de la CEDA», durante esta segunda etapa del bienio de los gobiernos radical-cedistas, según Gabriele Ranzato, sí se produjo:

...un desmantelamiento sustancial de las reformas del primer bienio republicano. Conforme a este propósito se había comenzado destituyendo en todo el país a gran parte de las administraciones municipales —unas dos mil— controladas por los socialistas o por la izquierda republicana para sustituirlas por comisiones gestoras dirigidas en gran parte por representantes radicales, que de este modo reforzaron sus redes clientelares. De hecho, dejaron de funcionar, sobre todo en el ámbito rural, los instrumentos de protección de los trabajadores: los patronos despidieron en masa a todos aquellos de los que se conociera su adhesión a la izquierda, los jurados mixtos ya no fueron convocados o cayeron en manos de los representantes patronales, los salarios se vieron notablemente rebajados. El gobierno Lerroux promulgó, además, un decreto que limitaba el derecho de huelga, y en muchos sectores industriales reintrodujo la semana de cuarenta y ocho horas. Pero sobre todo fueron saboteadas las medidas del primer bienio a favor de los campesinos pobres. [...] Por otro lado, si bien se habían perdonado las penas capitales a los responsables de «octubre», las cárceles siguieron llenas de detenidos, de los que muchos habían sido condenados como autores de la tentativa insurreccional solo por haber participado en la huelga general.
Gabriele Ranzato.

Una valoración que comparte José Manuel Macarro Vera: la «catástrofe» de los socialistas «ahora sí, afectó a las condiciones de trabajo, y no por la actuación explícita del Ejecutivo, sino porque los patronos, sobre todo en el campo, empezaron a campar a sus anchas, irritando incluso al sector socialcristiano de la CEDA». También la comparten González Calleja y otros historiadores: «la política institucional en su conjunto se derechizó aún más, con la anulación completa de toda oposición» y la «pérdida total de iniciativa política e ideológica [de los radicales] ante la CEDA», aunque éstos «obstruyeron e hicieron naufragar proyectos de la CEDA en ámbitos tan variados como la reforma de la Constitución —que se mostró inviable—, una nueva Ley de Asociaciones de impulsada por Anguera de Sojo, una Ley de Prensa o la reforma electoral». «El tema estrella de las contrarreformas de 1935 fue el agrario», añaden estos historiadores.

### Tensiones entre el Partido Radical y la CEDA: entrada en el gobierno de Gil Robles
El primer momento de tensión entre radicales y cedistas fue inmediatamente posterior a la «Revolución de Octubre» cuando los partidos del centro-derecha republicano se negaron a adoptar las medidas de represión implacable de los «revolucionarios de octubre» que exigía la CEDA, y aun así estas fueron muy duras. El 7 de noviembre la CEDA obligó a Lerroux, bajo la amenaza de que le retiraría su apoyo al gobierno, a que cesara al ministro de la Guerra Diego Hidalgo y al ministro de Estado Ricardo Samper, a los que la derecha hacía responsables de lo sucedido, por no haber sabido frenar la Revolución. El propio Lerroux asumió la cartera de Guerra. En diciembre le tocó el turno al ministro de Educación, el liberal demócrata Filiberto Villalobos, que desde el principio había intentado que se mantuviera el gasto en educación para proseguir con la construcción de escuelas públicas y que había intentado poner en marcha algunas reformas educativas que conectaban con las propuestas en el primer bienio. Tuvo que dimitir porque, según la CEDA, su ministerio estaba todavía dominado por «una política marxista y revolucionaria».

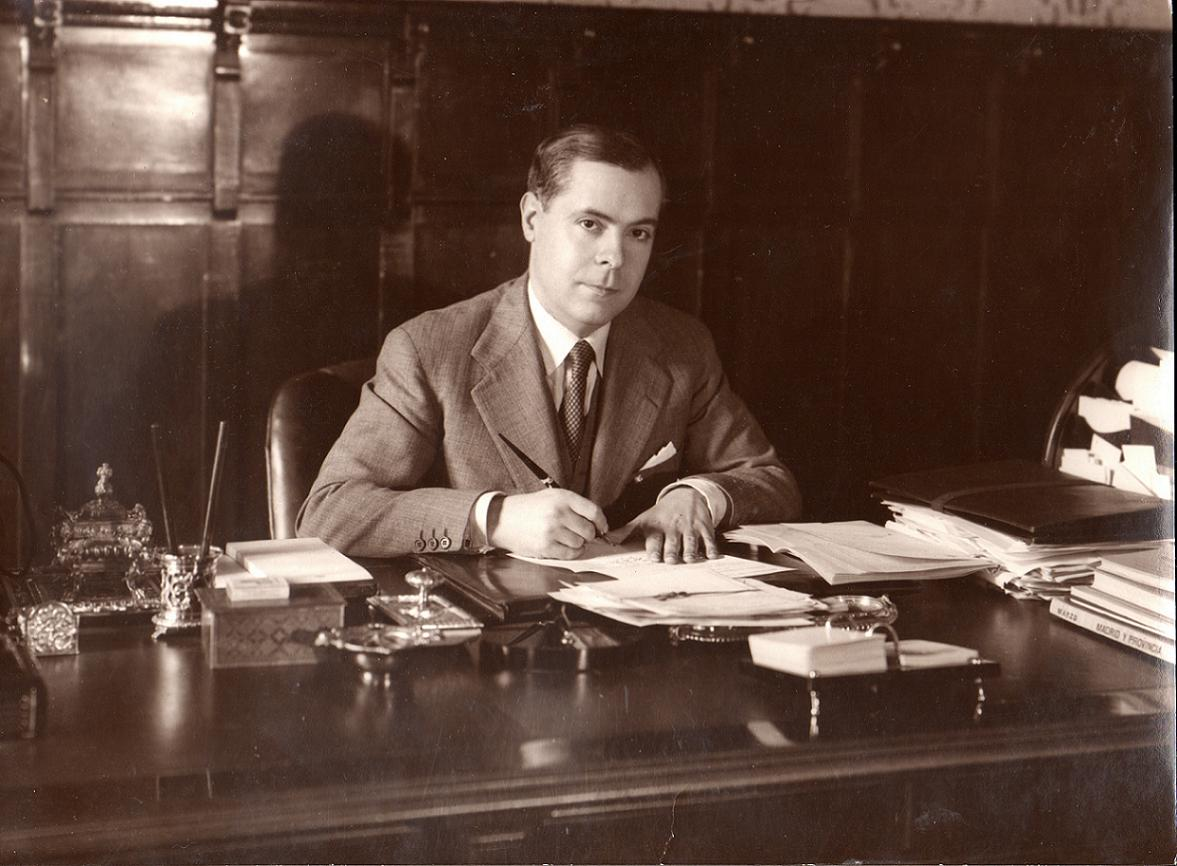
Federico Salmón en su despacho como nuevo ministro de Trabajo. Fue uno de los cinco ministros de la CEDA que entraron en el gobierno de Alejandro Lerroux a principios de mayo de 1935 tras la crisis provocada por las conmutación de la pena de muerte a dos dirigentes socialistas de la Revolución de Asturias.

La crisis más grave que provocó la CEDA, siguiendo su estrategia de erosionar a los radicales para acceder a la presidencia del gobierno, se produjo a principios de abril de 1935, cuando los tres ministros de su partido se negaron a aprobar la conmutación de la pena de muerte por la cárcel de dos de los dirigentes socialistas de la «Revolución de Asturias» (los diputados Ramón González Peña y Teodomiro Menéndez) y dimitieron por indicación de Gil Robles, a los que se unieron los ministros del Partido Agrario y del Liberral Demócrata (en un momento en que «la repercusión internacional del octubre asturiano se había convertido en un problema para el gobierno, por la difusión que habían alcanzado los testimonios y noticias de la represión»). Lerroux buscó una salida formando un gobierno que dejara fuera a la CEDA gracias a la confianza que le otorgó la Presidencia de la República que, en uso de sus prerrogativas, suspendió las sesiones de las Cortes por un mes. Pero este gobierno «doméstico», formado exclusivamente por radicales y liberales-demócratas (y dos militares, lo que ocurría por primera vez en la historia de la República: el general Carlos Masquelet en Guerra y el vicealmirante Francisco Javier de Salas González en Marina), en cuanto se reabrieron las Cortes en mayo no consiguió los apoyos parlamentarios necesarios para gobernar por la oposición de la CEDA (y del Partido Agrario), por lo que este efímero gabinete de Lerroux sería conocido como el «Gobierno de los Treinta Días» (aunque le dio tiempo para poner fin al estado de guerra y para restituir la Generalidad de Cataluña con un gobierno controlado por los radicales y la Lliga). Así que el líder radical se vio obligado a aceptar finalmente las exigencias de la derecha: la CEDA pasaría de tres a cinco ministros, uno de ellos el propio líder de la CEDA, José María Gil Robles, que exigió para sí mismo el Ministerio de la Guerra. Los otros cuatro ministros de la CEDA, seleccionados por Gil Robles y no por Lerroux, ocuparon las carteras de Justicia (Cándido Casanueva y Gorjón), Trabajo (Federico Salmón), Comunicaciones (Luis Lucia Lucia) e Industria y Comercio (Rafael Aizpún).

Quizá el viejo líder radical [al dar entrada en el gobierno a cinco ministros de la CEDA] tuviera la convicción de poder «domesticar» así a la derecha católica, haciéndole aceptar definitivamente la República y la alternancia democrática. Pero evidentemente la intención de Gil Robles era otra. Su principal objetivo era cambiar totalmente la Constitución en sentido autoritario, no conformándose, por tanto, con las más limitadas correcciones propuesta por Lerroux, que preveían la poda de sus artículos anticlericales.
Gabriele Ranzato (2014).

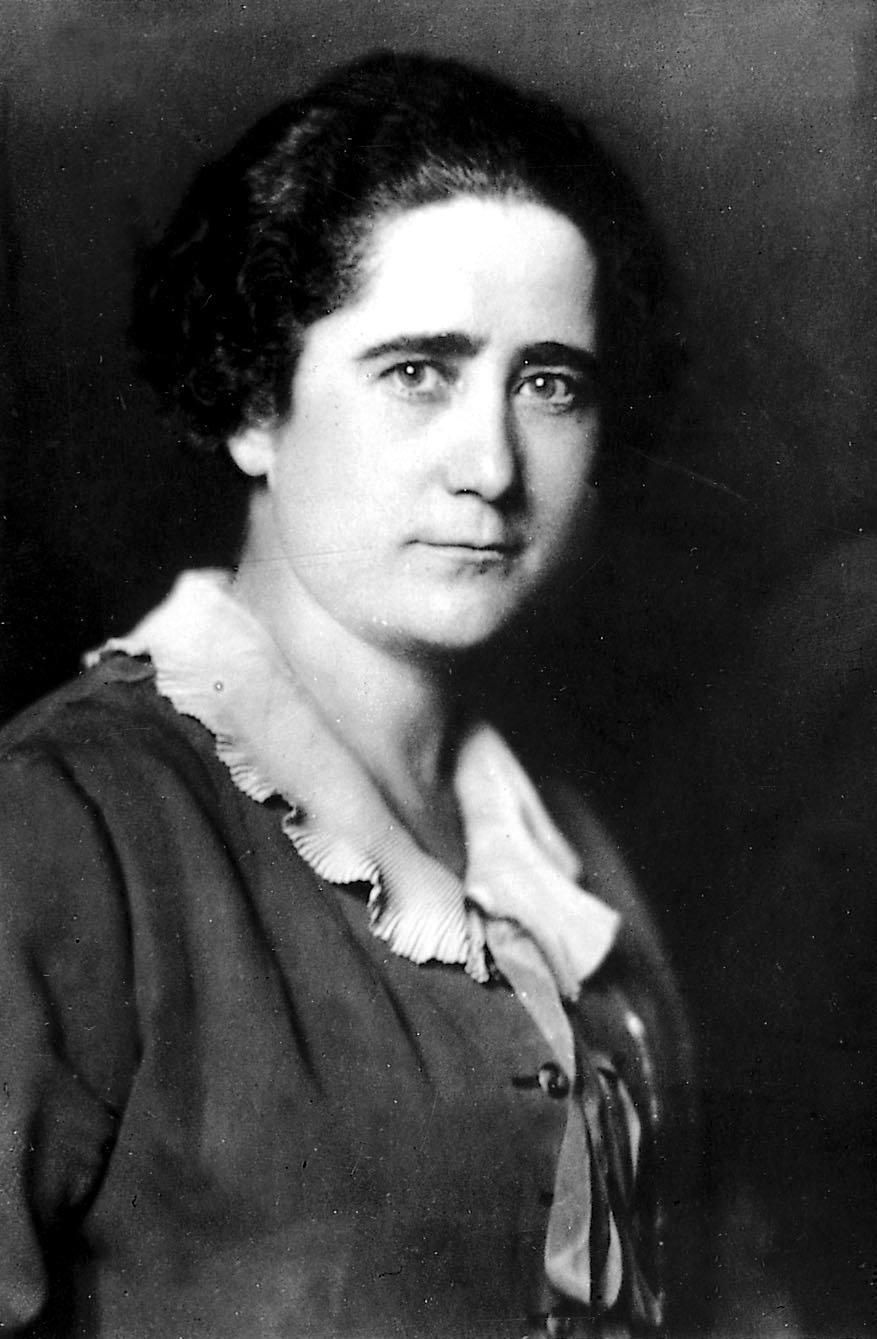
Clara Campoamor, principal artífice del reconocimiento del voto femenino en la Constitución de 1931, abandonó el Partido Republicano Radical en desacuerdo con la deriva «derechista» del partido.

Así pues, en el nuevo gobierno de Lerroux formado el 6 de mayo de 1935 la mayoría ya no la tenían los republicanos de centro-derecha, sino la derecha no republicana «accidentalista» de la CEDA (en una reunión de su Consejo Nacional se había acordado que en el caso de que «el partido hubiera de reintegrarse de nuevo al Gobierno, había de hacerlo obteniendo la preponderancia a que le da derecho su fuerza numérica parlamentaria, pero, además, con ponderación cualitativa, esto es, con carteras de influencia notoria dentro del Ministerio»), lo que se reflejó muy pronto en que su política fue aún más conservadora que la del gobierno radical-cedista anterior. Otra prueba de la «derechización» del nuevo gobierno fue la sustitución del cedista Manuel Giménez Fernández, que al frente del ministerio de Agricultura había desarrollado una política reformista moderada, por Nicasio Velayos Velayos (del Partido Agrario), que enseguida puso en marcha un programa de «contrarreforma» agraria (el segundo punto del «programa mínimo» de la CEDA). Así pues, con el nuevo gobierno de mayoría no-republicana, lo que sucedía por primera vez, «comenzó entonces de verdad la «rectificación» de la República, con los radicales, que habían roto todos los puentes posibles con los republicanos de izquierda y los socialistas, sometidos a la voluntad de la CEDA y a las exigencias revanchistas de los patronos y terratenientes». Un hecho simbólico lo constituyó la decisión de Clara Campoamor, la diputada que más había luchado por conseguir el sufragio femenino, de abandonar el Partido Republicano Radical, por discrepar sobre la política cada vez más derechista de su partido. Por su parte el blasquista PURA amenazó con separarse del Partido Radical.

### Política agraria de Giménez Fernández y «contrarreforma» de Nicasio Velayos

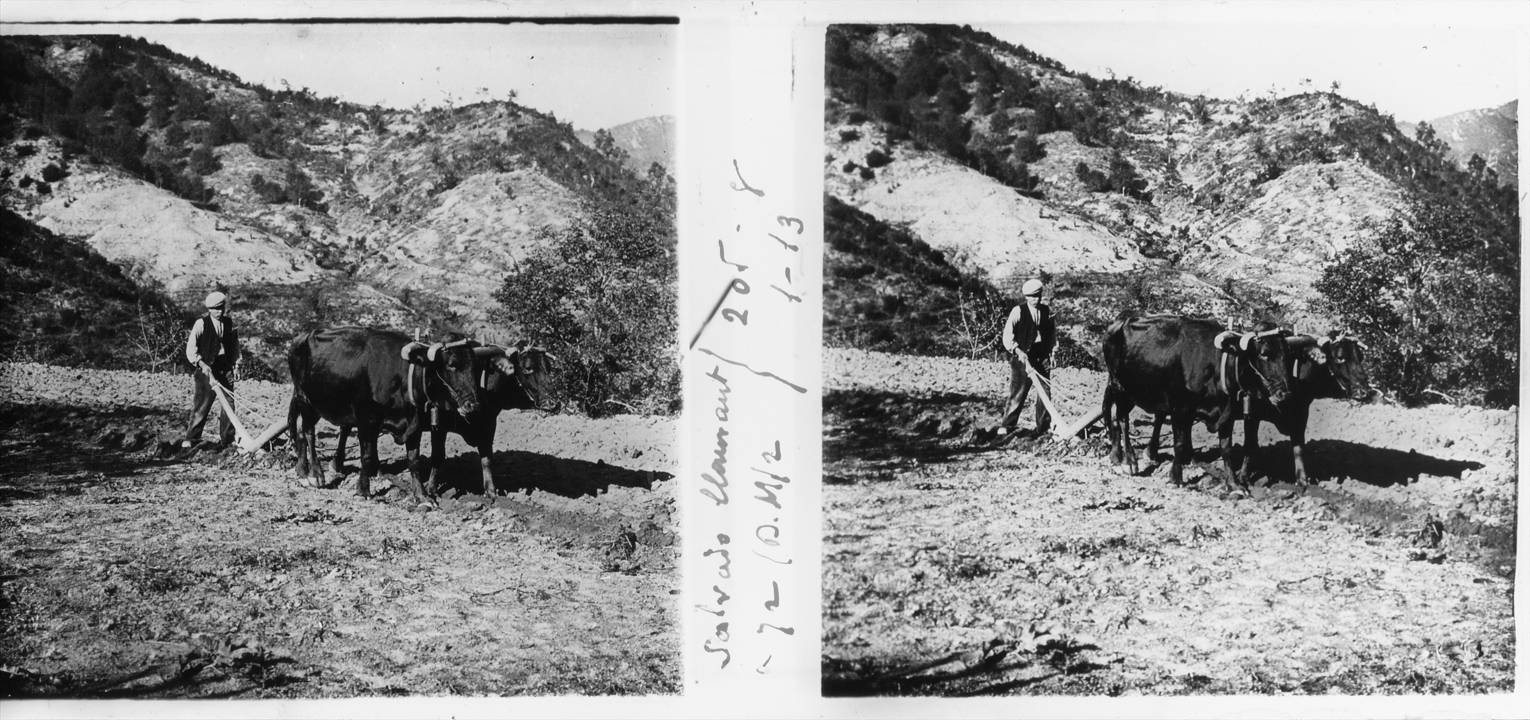
Yunta de bueyes arando (1911).

Entre octubre de 1934 hasta abril de 1935, fue el cedista moderado Manuel Giménez Fernández, que defendía el catolicismo social, quien ocupó el ministerio de Agricultura desde el cual (aunque suspendió temporalmente las expropiaciones que establecía la Ley de Reforma Agraria de 1932) amplió la legislación reformista con la Ley de Yunteros de 21 de diciembre de 1934 que prorrogaba la ocupación de tierras por los campesinos extremeños, poniendo así de nuevo en vigor, aunque solo fuera parcialmente, el Decreto de Intensificación de Cultivos que había derogado su antecesor Cirilo del Río, y poniendo fin asimismo a la amenaza que pesaba sobre ellos de ser desalojados de las tierras por los propietarios. Pero la aprobación de Ley de Yunteros se demoró dos meses debido a la obstrucción parlamentaria que encontró por lo que llegó tarde a la siembra del cereal y solo pudo aplicarse para el resiembro o siembra sobre rastrojos, allí donde no era antieconómico hacerlo. Cuando expiró el año agrícola en julio de 1935, con Giménez Fernández ya fuera del ministerio, la ley no se renovó por lo que:

...los yunteros extremeños, que venían a ser campesinos sin tierras que solo poseían una yunta con un par de bueyes, pero que tampoco eran jornaleros vulgares, fueron masivamente expulsados. Los afortunados que pudieron quedarse lo hicieron pagando rentas más elevadas.
Eduardo González Calleja y otros (2015).

Un segundo proyecto todavía más ambicioso de Giménez Fernández fue la Ley de Arrendamientos Rústicos, que pretendía amparar los derechos de los colonos, garantizándoles la compra de tierras a los doce años de su explotación a un precio razonable. Pero las Cortes cuando aprobaron la ley el 15 de marzo de 1935 la vaciaron del contenido social que tenía al establecer una libertad total de contratación de arrendamientos, derogando la legislación anterior sobre subarriendo, arrendamientos colectivos, desahucios y revisión de rentas. Una tercera ley, sobre incremento del pequeño cultivo, que habría permitido parcelar parte de las grandes fincas extremeñas (a los yunteros extremeños se les permitía la ocupación por dos años de hasta el 25 % de las fincas de más de 330 hectáreas) no prosperó.
Todas estas iniciativas le valieron a Giménez Fernández el sobrenombre de «marxista disfrazado» o de «bolchevique blanco» por parte de las organizaciones de propietarios que presionaron, junto con un sector importante de su propio partido, la CEDA, para que quedara fuera del gobierno. Un diputado le dijo: «Sí, sois abogados de las derechas y estáis al servicio de las izquierdas, Todos lo sabemos». Sobre la proyectada reforma de la Ley de Reforma Agraria de 1932 Giménez Fernández había manifestado en las Cortes que procuraría enfocarla «para que mediante una fórmula, sea la que sea, se tomen las tierras allí donde haga falta, con pleno respeto al derecho del propietario de percibir la renta; pero también con sumisión estricta de la propiedad rústica, como de toda la de España, al bien común de todos los españoles». González Calleja y otros historiadores comentan: «La derecha de la cámara ya estaba avisada, por lo que Giménez Fernández nunca haría tal reforma».
En efecto, en el nuevo gabinete del 6 de mayo, Giménez Fernández fue sustituido por el miembro del Partido Agrario y gran terrateniente Nicasio Velayos Velayos, que inició inmediatamente una política claramente «contrarreformista». Lo primero que hizo al ocupar el ministerio fue no renovar la Ley de Yunteros y a continuación presentó la Ley para la Reforma de la Reforma Agraria, cuya tramitación se hizo en menos de un mes (a diferencia de lo ocurrido con los proyectos de Giménez Fernández) y fue aprobada el 1 de agosto de 1935. Supuso la congelación definitiva de la reforma iniciada en el primer bienio. Entre otras cosas la nueva ley, que solo formalmente dejaba en vigor la de 1932, suprimió la expropiación sin indemnización (por lo que el IRA se vio obligado a pagar por las tierras confiscadas a la nobleza por su implicación en la Sanjurjada), y además otorgaba la potestad a los dueños de las fincas expropiables de intervenir en la tasación oficial de sus propiedades, negociando cada caso con el IRA, y además podían recurrir a los Tribunales (lo que en la práctica suponía aumentar el dinero que recibirían los propietarios en concepto de indemnización). Por otro lado se limitaron aún más los fondos del IRA para las indemnizaciones, con lo que solo podrían asentarse dos mil campesinos por año, y asimismo se detuvo la confección del Registro de la Propiedad Expropiable. Sin embargo, la ley introducía una novedad (gracias a una enmienda propuesta por el diputado radical José María Álvarez Mendizábal): la posibilidad de llevar a cabo expropiaciones por motivos de «utilidad social», un artículo que sería ampliamente utilizado por los gobiernos del Frente Popular en los primeros meses de 1936.
Las organizaciones socialistas de jornaleros quedaron completamente desmanteladas, los jurados mixtos en el campo dejaron de funcionar y más de dos mil ayuntamientos socialistas y republicanos de izquierda, el 20 % del total, fueron sustituidos por comisiones gestoras nombradas por el gobierno entre miembros del Partido Republicano Radical y la CEDA. Todo ello se tradujo en un notable deterioro de las condiciones de vida de los jornaleros, que tuvieron que aceptar salarios más bajos si querían tener trabajo.

### «Contrarreforma» sociolaboral

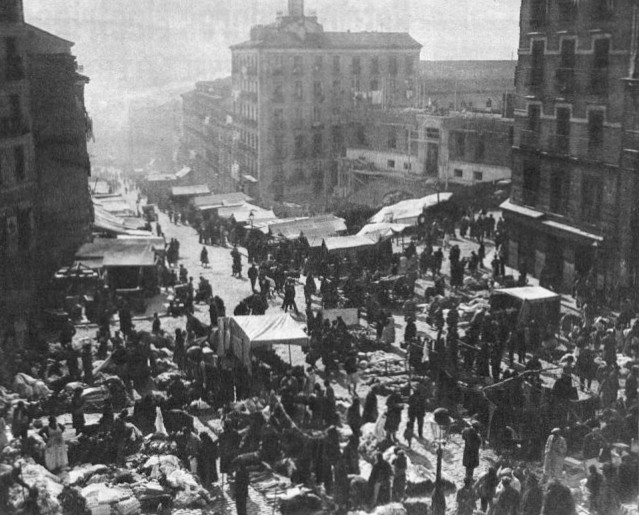
Fotografía de Mundo Gráfico de El Rastro de Madrid (julio de 1935).

Tras la «Revolución de Octubre» y la dura represión que la siguió, se suspendieron los plenos de los Jurados Mixtos, aunque su reforma definitiva no tuvo lugar hasta julio de 1935. Se les quitó su carácter universal pues la ley establecía que se autorizarían «a título excepcional» «para determinadas industrias» y para empresas de más de quinientos trabajadores, y solo si había una petición previa de patronos y de obreros. A pesar de todo, la reforma no satisfizo a los patronos que querían que los Jurados Mixtos fueran solo instancias de conciliación y arbitraje, pero voluntarias y sin facultades inspectoras y judiciales y sin capacidad de entrar en las bases de trabajo que serían acordados entre los interesados. Pero el hecho cierto fue que no hubo elecciones para renovar a los vocales de los Jurados Mixtos por lo que prácticamente a lo largo de 1935 dejaron de funcionar. Los plenos no fueron restablecidos hasta una fecha tan tardía como el 22 de enero de 1936, por el gobierno del centrista Manuel Portela Valladares y cuando ya estaban convocadas las elecciones generales para febrero.
En cuanto a los trabajadores, como ha señalado Ángeles Barrio Alonso, el desmantelamiento de «la estructura de arbitraje y negociación creada por Largo Caballero [ministro de Trabajo durante el primer bienio], incluidos los Jurados Mixtos», llevó al límite la situación de los sindicatos «por la persecución que inició la patronal contra ellos». «Los patronos, sobre todo en el campo, empezaron a campar a sus anchas», ha subrayado José Manuel Macarro Vera. La ofensiva contra los sindicatos se completó con la aprobación el 1 de diciembre de 1934 de un Decreto que declaraba ilegales las «huelgas abusivas» (las que no fueran estrictamente laborales o no contaran con autorización gubernativa). En enero de 1935 el ministro de Trabajo, el cedista José Oriol Anguera de Sojo, presentó un proyecto de ley que limitaba la acción de los sindicatos, aunque finalmente no sería aprobada por el rechazo de los radicales, sus socios de gobierno. De todas formas su política de no admitir la negociación en los conflictos laborales dio «alas al empresariado para los despidos». En efecto, miles de obreros perdieron su trabajo con el pretexto de haber participado en las huelgas de la «Revolución de Octubre» o simplemente por pertenecer a un sindicato. Más adelante los patronos se negaron a readmitirlos a pesar de las numerosas peticiones que recibieron.
Las consecuencias de la «contrarreforma sociolaboral» fueron la congelación de los salarios, e incluso su disminución en determinados sectores, y el aumento de la jornada laboral en otros (por ejemplo, Anguera de Sojo restableció las 48 horas semanales en el sector del metal de Madrid, cuando el año anterior se habían reducido a 44 tras una huelga). Si a esto se le une el incremento del paro como consecuencia de la depresión económica (la «crisis de trabajo», la llamaban los empresarios para justificar los despidos) se comprenderá la difícil situación que vivieron las clases trabajadoras. A finales de 1935 el número de desempleados alcanzó los setecientos ochenta mil.
Respecto del desempleo el gobierno intentó poner en marcha algunas medidas de alcance muy limitado, pero se estrellaron ante la restrictiva política presupuestaria que se adoptó, imposibilitando, por ejemplo, el «Plan de Obras Públicas Pequeñas» que intentó poner en marcha el cedista Luis Lucia para crear empleo.

### Política militar de Gil Robles
Tras la «Revolución de Octubre» se «abrió el camino a una verdadera regresión en la política militar», han afirmado González Calleja y otros historiadores, señalando además que «los sucesos [de Octubre] representaron un desprestigio de la República para la gran masa neutra de militares, partidarios del orden, pero deseosos de no complicarse en política», lo que «reactivó las maniobras derechistas de captación de voluntades militares» (fue entonces cuando el líder de la derecha monárquica José Calvo Sotelo dijo que el Ejército era «la columna vertebral de la patria»). El ministro de la Guerra Diego Hidalgo se vio obligado a dimitir por la presión de la CEDA, y su cartera la asumió el propio presidente del Gobierno Alejandro Lerroux, quien inmediatamente aprobó una orden por la que se concedía el reingreso en el Ejército a destacados generales monárquicos. Entre ellos se encontraba el general Severiano Martínez Anido, exministro de la Dictadura de Primo de Rivera.

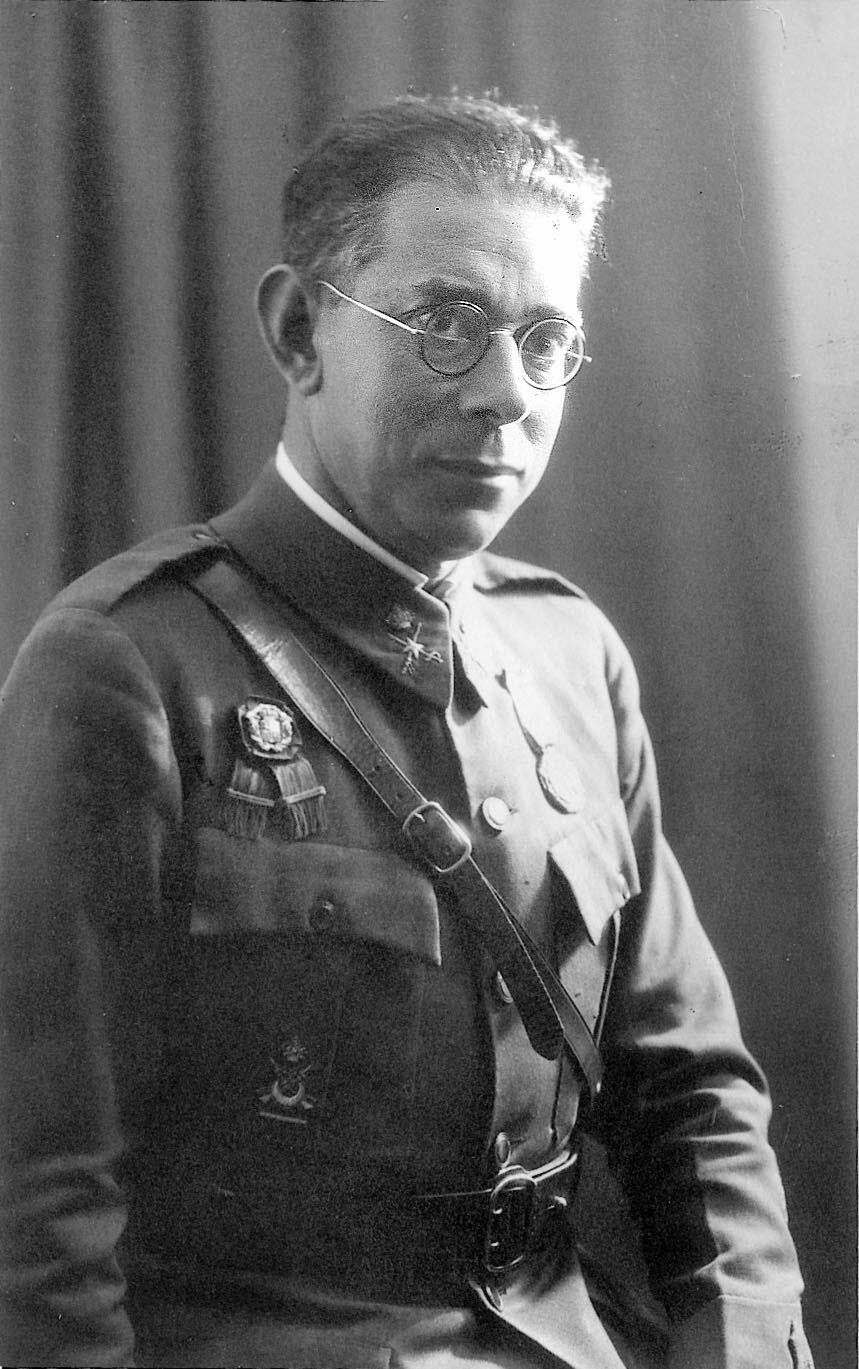
El general Emilio Mola, que había sido director general de Seguridad bajo la Monarquía, fue nombrado por Gil Robles, en contra de la opinión de Alcalá-Zamora, jefe del Ejército del Protectorado español de Marruecos.

El proceso involutivo culminó el 6 de mayo de 1935 con el acceso del líder de la CEDA José María Gil Robles al ministerio de la Guerra. Desde ese puesto Gil Robles reforzó el papel de los militares de dudosa lealtad hacia la República, a pesar del juramento que todos ellos habían hecho. Así, los más significados ocuparon los puestos clave en la cúpula militar. El general Fanjul, un conocido monárquico, fundador de la semiclandestina y antirrepublicana Unión Militar Española (UME), ocupó la subsecretaría del Ministerio; el general Franco, fue el Jefe del Estado Mayor Central (a pesar de la oposición del presidente de la República que comentó: «los generales jóvenes son aspirantes a caudillos golpistas»; y en donde estaban destinados los dos oficiales que dirigían la UME, el teniente coronel Valentín Galarza, implicado en la «Sanjurjada», y el capitán Bartolomé Barba Hernández); el general Emilio Mola ocupó la jefatura del Ejército de Marruecos (también contra la opinión expresa de Alcalá-Zamora); el general Goded, la dirección general de Aeronáutica. Todos estos generales serán los que encabezarán la sublevación de julio de 1936 que inició la guerra civil española. En cambio, los militares más fieles a la República, como el general Riquelme, el general Romerales o el general Eduardo López Ochoa, fueron cesados de sus puestos y los oficiales considerados «izquierdistas» sufrieron represalias profesionales. Fue el caso del general Miaja que perdió el mando de su Brigada, acusado falsamente de apropiación indebida, o del teniente coronel Julio Mangada que fue cesado y marginado. Según González Calleja y otros historiadores:

Gil Robles trató de politizar el Ejército en sentido marcadamente derechista, efectuando una auténtica purga de jefes y oficiales republicanos que él mismo reconoció en sus memorias: «Ordené la disponibilidad de numerosos jefes y oficiales, privé del mando a muchos que no lo merecían y depuré, en consecuencia, de elementos claramente indeseables a gran parte del Ejército». [...] Con ello enmendó en toda la línea el proyecto azañista de un Ejército neutral y apolítico.
Eduardo González Calleja y otros (2015).

Cuando dejó el cargo en diciembre de 1935 la plantilla del Ejército había crecido un 25 %.
Gil Robles también nombró a muchos militares de la UME para cargos relevantes, como el capitán Luis López Varela que estuvo al frente del Servicio Interior de los Cuerpos (un servicio secreto militar creado por el general Franco para combatir la «infiltración comunista»). En un memorando secreto entregado a Mussolini por el líder de Renovación Española Antonio Goicoechea en la reunión que mantuvieron en Roma el 11 de octubre de 1935, y en cuya redacción había intervenido la UME, se reconocía que desde la llegada de Gil Robles al Ministerio de la Guerra se había facilitado «el emplazamiento de personal de la organización en mandos, puestos y destinos de importancia y hasta capitales para la acción».

En la Administración central puede decirse que esta toda ella intervenida. Por iniciativa de la Organización se han quitado mandos de verdadera importancia sustituyéndolos por personal adicto y en esta tarea se sigue laborando... La dificultad de cambiar los mandos de las divisiones por ser una gran parte de los generales, desafectos a la organización y afiliados a la masonería, ya que fueron en gran parte reingresados por la República, tropezaba con grandes dificultades por no haber personal que quiera sustituirlos. Ha habido que cortar por lo sano mediante proyectos de ley que rebajan las edades. De esta forma ocho generales de división pasarán a la reserva y serán sustituidos por adeptos, ya que la descongelación de los ascendidos por méritos de guerra facilitaba sus ascensos. [...] La posición de partida se ha fortalecido cada vez más y hoy ya puede considerarse lo suficientemente firme para poder actuar si fuera necesario. Ni un paso atrás en lo conquistado es la consigna... Si la política obligara al retroceso, la organización se desligaría de aquella y obraría por cuenta propia.
Ángel Viñas (2019).

En el memorando se dejaba claro el compromiso y la disposición de la UME para acabar con la República si las izquierdas volvían al poder y sobre el líder de la CEDA se decía que:

Por su tendencia populista es seguro que Gil Robles no se atreva a acaudillar un movimiento de este tipo desde el Ministerio de la Guerra, pero la U.M.E. lo hará en el momento que él abandone el Ministerio por el cambio de política indicado.
Ángel Viñas (2019).

El propio general Franco reconoció años después «que en este periodo se otorgaron los mandos que un día habían de ser los peones de la cruzada de liberación y se redistribuyeron armas en forma que pudiesen responder a una emergencia».

## Fin del segundo bienio (septiembre, 1935 - febrero, 1936)

### Fracaso de la reforma constitucional y hundimiento de los radicales
Uno de los acuerdos pactados entre los cuatro partidos que formaban el gobierno de Lerroux de mayo de 1935 (CEDA, Partido Agrario Español, Partido Republicano Liberal Demócrata y Partido Republicano Radical) fue presentar un proyecto de «revisión» de la Constitución (que era el punto más importante del «programa mínimo» de la CEDA con el que se presentó a las elecciones). A pesar de que el centro-derecha republicano y la CEDA discrepaban sobre el alcance de la reforma constitucional, a comienzos de julio de 1935 llegaron a un principio de acuerdo y Lerroux presentó en las Cortes un anteproyecto que proponía el cambio o la supresión de 41 artículos: se recortaba el alcance de la autonomía de las «regiones» con aumento de su control por el gobierno central; se abría el camino a la supresión del divorcio; se anulaba la posibilidad de socialización de la propiedad privada; se reformaban los artículos 26 y 27, que eran sobre los que más insistían los cedistas, eliminado gran parte de su contenido «persecutorio» de la Iglesia católica; y se establecía un Senado, como segunda cámara de las Cortes. Sin embargo, los debates se eternizaron porque el anteproyecto no satisfacía plenamente a ningún partido.
El 1 de septiembre de 1935 en una concentración de las Juventudes de la CEDA (las JAP), Gil Robles declaró que aspiraba a la «revisión total» de la Constitución y añadió que, si no la aprobaban, «son Cortes muertas que deben desaparecer», palabras que siempre combinó con declaraciones en las que se sometía a la legalidad, haciendo un discurso conscientemente confuso.
La cuestión del alcance de la reforma de la Constitución y la de la devolución a la Generalidad catalana de algunas de las competencias que habían sido suspendidas con motivo de la «Revolución de Octubre» abrió una crisis en el gobierno. El 17 de septiembre presentaban la dimisión el ministro de Marina, Antonio Royo Villanova, un furibundo anticatalanista miembro del Partido Agrario que exigía la derogación del Estatuto de Autonomía de Cataluña, y su compañero de partido Nicasio Velayos Velayos, y Lerroux disolvió su gobierno.

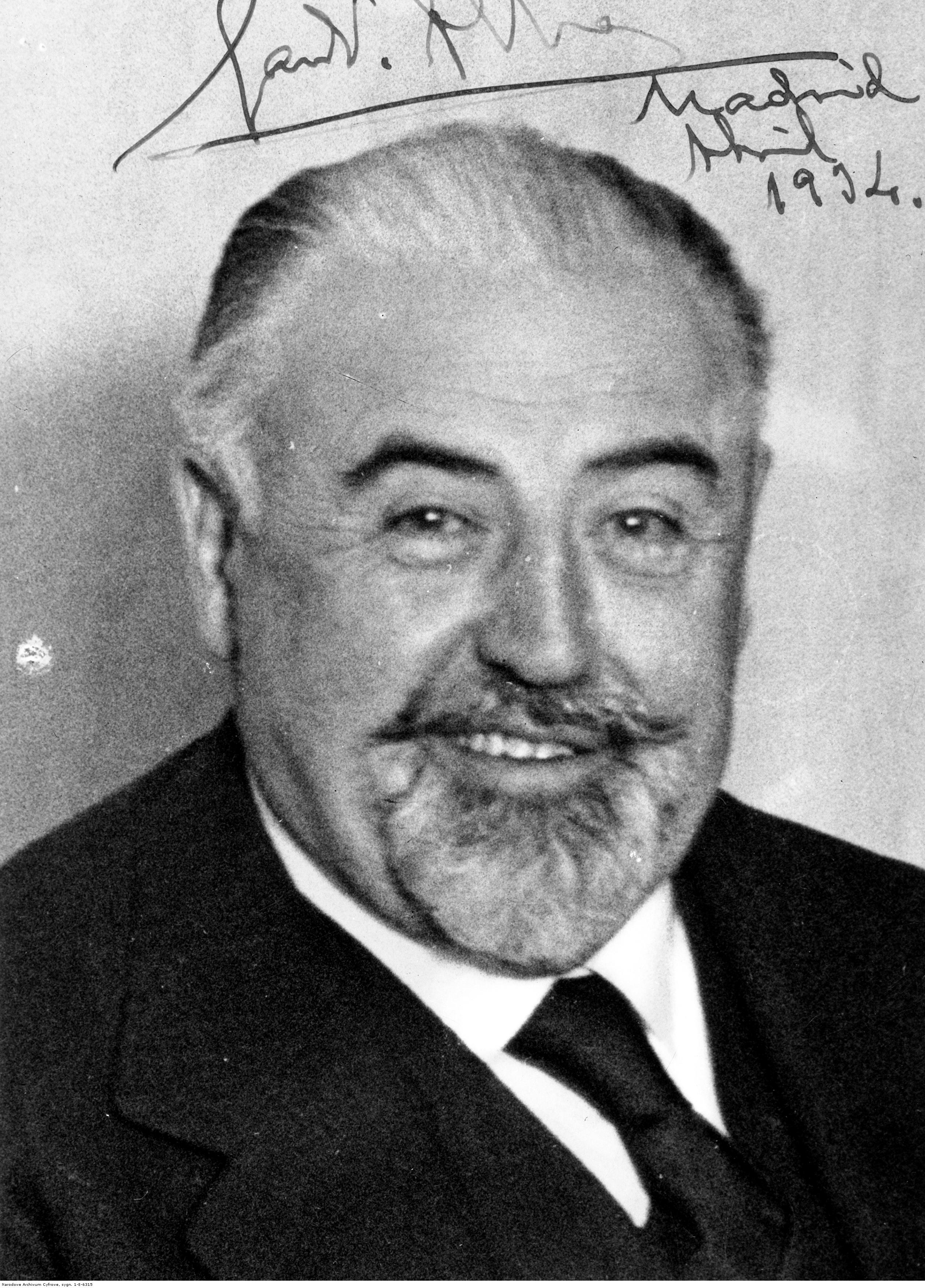
Santiago Alba Bonifaz, presidente de las Cortes durante el segundo bienio. Tras la caída de Lerroux, Alcalá-Zamora le ofreció la presidencia del gobierno, pero Alba la rechazó. Entonces el presidente de la República nombró a Joaquín Chapaprieta.

El presidente de la República Alcalá-Zamora aprovechó la oportunidad para sustituir a Lerroux por el ministro de Hacienda Joaquín Chapaprieta —un republicano independiente, hombre de confianza suyo, que había sido el promotor de una polémica Ley de Restricciones, aprobada el 1 de agosto, que había supuesto un duro recorte en el personal de la Administración al suprimir tres ministerios y veinte direcciones generales, y todo ello con el fin de enjugar el déficit público—, no sin antes haber ofrecido la presidencia del gobierno al presidente de las Cortes Santiago Alba, que declinó la invitación. Como ya había ocurrido en otras ocasiones Alcalá-Zamora acompañó el nombramiento con una nota explicativa y orientadora de la política que debía seguir el nuevo gobierno. Chapaprieta mantuvo la alianza radical-cedista con Lerroux y Gil Robles en el gobierno (el primero ocupó la cartera de Estado y segundo siguió al frente de la de Guerra), e incluyó un ministro de la Lliga Catalana, para ampliar la base parlamentaria del gobierno (lo que ocurría por primera vez en la historia de la República; se trataba de Pere Rahola, ministro de Marina). Pero este gabinete, formado el 25 de septiembre (con tres carteras menos con el objetivo de «restringir» el gasto público: por esta razón la CEDA pasó de cinco a tres ministros), se vio afectado por el estallido del escándalo del estraperlo, que provocó la salida de Lerroux del gobierno el 29 de octubre y del resto de ministros radicales, y más tarde por el asunto Nombela que constituyó el golpe definitivo para el Partido Republicano Radical, del que no se recuperaría.
En que el escándalo del estraperlo —«en realidad, se trataba solo de chanchullos sin mucha trascendencia», según Nigel Townson— se convirtiera en la tumba de Lerroux y de su partido desempeñó un papel destacado el propio presidente de la República Niceto Alcalá Zamora —aunque hay historiadores que también atribuyen un papel relevante a Manuel Azaña y a Indalecio Prieto—. Cuando Alcalá Zamora recibió la carta del patrocinador del estraperlo (un fraudulento juego de ruleta eléctrico, muy distinto de la ruleta clásica de los casinos) en la que exponía que había pagado importantes cantidades de dinero a varios políticos radicales, entre los que se encontraba el hijo adoptivo de Lerroux, Aurelio Lerroux, para que facilitaran su legalización sin haber logrado ese objetivo, vio la oportunidad de ocupar el espacio político republicano de centro que la caída de los radicales dejaría libre y presentó el asunto al Consejo de Ministros. Gil Robles, que también quería acabar con Lerroux, fue el que más insistió en que el asunto se llevara a las Cortes (y fuera conocido por la opinión pública mediante una nota de prensa). En el Parlamento los diputados emitieron un voto de condena de los implicados y Lerroux se vio obligado a dimitir el 29 de octubre. «Estaba, ya sin remedio, políticamente acabado, y también su partido, que, perdido su aglutinante, se fue disgregando rápidamente», afirma Gabriele Ranzato. «En realidad los escándalos en cuestión eran, por lo que se refiere a la cantidad de dinero destinada al soborno, muy poca cosa» —«nada que ver con el caso Stavisky, ocurrido en Francia poco tiempo antes»—, pero tuvieron como resultado la desaparición del Partido Republicano Radical que de los grandes partidos «era el más sincero y coherente defensor» del sistema democrático, añade Ranzato.
Payne va más lejos que Ranzato al atribuir la máxima responsabilidad de la caída de Lerroux al presidente de la República:

Alcalá-Zamora buscaba la destrucción de Lerroux, uno de sus dos principales rivales, y deseaba igualmente la eliminación del Partido Radical. Esta verdad es irónica y contradictoria, puesto que uno de los objetivos básicos del presidente era «centrar la República» como democracia liberal. Pero su vanidad y su ambición le impedían aceptar a otro político como jefe de ese centro republicano, así como tampoco aceptaba un partido católico la CEDA que no estuviera bajo su influencia y que no entendiera la República en sus mismos términos. Esta envidia y su resentimiento resultaron fatales para el destino de la República.
Stanley G. Payne (2020).

### Ofensiva final de la CEDA y conato de golpe de Estado

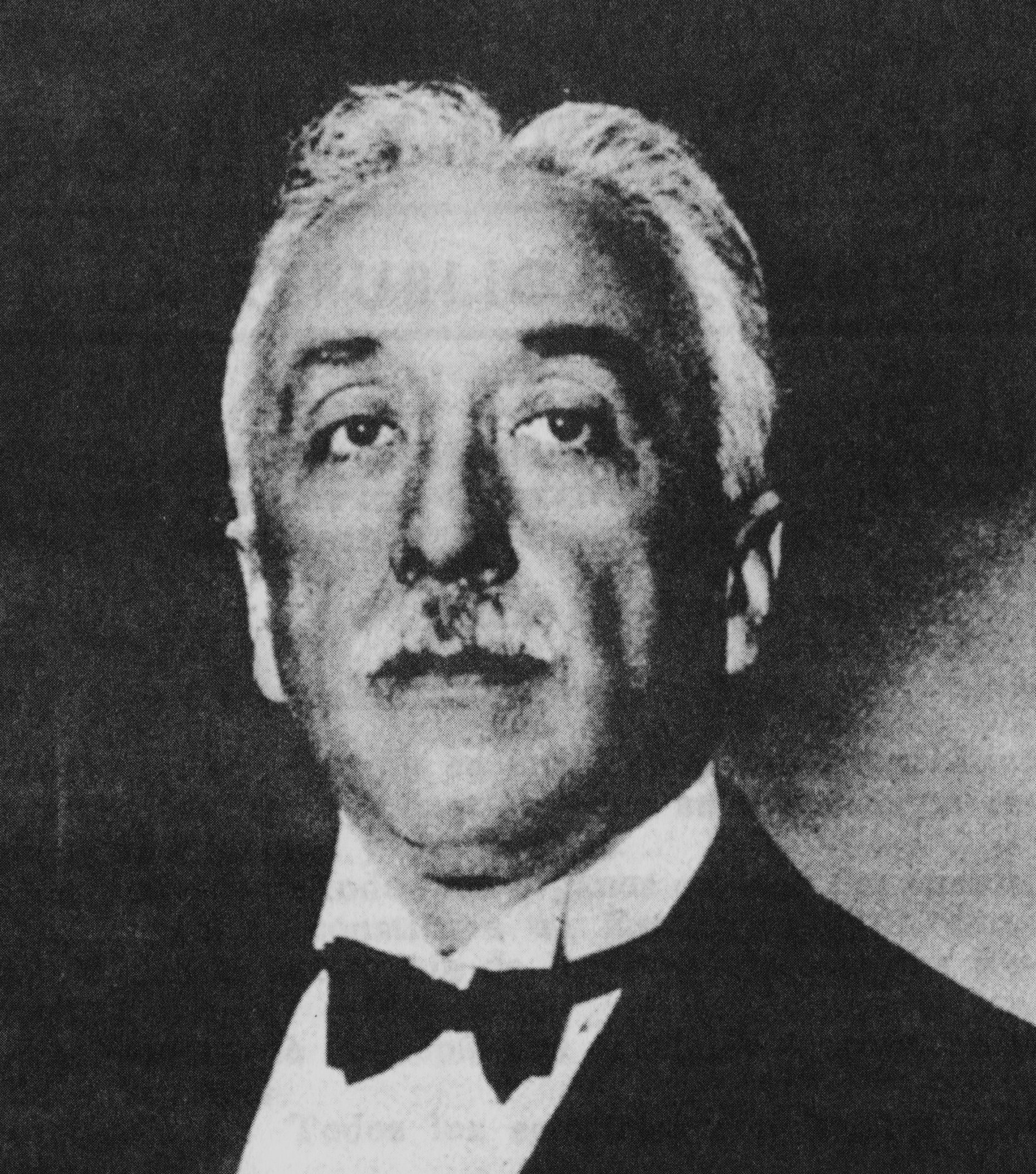
Niceto Alcalá-Zamora.

El hundimiento de los radicales como consecuencia del escándalo del estraperlo y del «caso Nombela» (este asunto se discutió en las Cortes en la tarde-noche del 7 de diciembre y durante la sesión se vivieron momentos de tensión que mostraron el resquebrajamiento del Partido Radical, a pesar de que finalmente Lerroux, que no asistió al debate, fue exculpado), convenció a Gil Robles de que había llegado el momento de alcanzar el poder y retiró el apoyo al gobierno de Joaquín Chapaprieta, alegando su desacuerdo con el proyecto de presupuestos y de reforma fiscal que había presentado el presidente y que efectivamente había levantado una fuerte oposición en las Cortes (Gil Robles ya había acusado a la Ley de Restricciones del 1 de agosto de 1935 promovida por Chapaprieta de haber aumentado la impopularidad de la CEDA entre las clases medias, porque miles de funcionarios habían sido despedidos; ahora Chapaprieta, al que apodaron Chapa-y-aprieta, se proponía un aumento de los impuestos para lograr el equilibrio presupuestario en 1936, lo que algunos diputados del Partido Radical y de la CEDA calificaron de «marxista» o de «confiscatorio»). El 8 de diciembre Chapaprieta dimitió y el presidente de la República Alcalá-Zamora inició la preceptiva ronda de consultas para nombrar un nuevo presidente del gobierno. El 9 de diciembre de 1935, el día en que se cumplían cuatro años de la Constitución de 1931 (por lo que a partir de ese momento no era necesaria la mayoría de 2/3 de los diputados para modificar la Constitución, sino que era suficiente con la mayoría absoluta), Gil Robles exigió la presidencia del gobierno. «Con los radicales —integrados en el otro partido de gobierno de importancia— divididos, debilitados y desacreditados, Gil Robles esperaba lógicamente convertirse en presidente del Gobierno en una coalición liderada por la CEDA», ha señalado Payne. Gil Robles «esperaba cosechar por fin el fruto de dos duros años de acoso y derribo a las instituciones republicanas culminando su estrategia de toma del poder a través de la legalidad», han puntualizado González Calleja y otros historiadores.

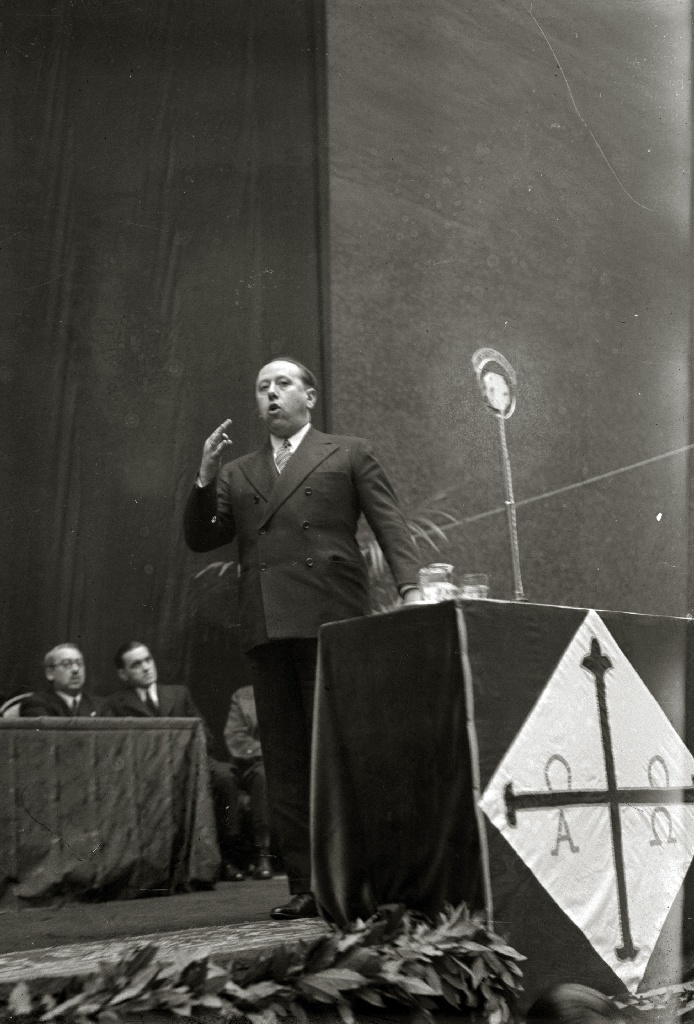
José María Gil Robles en un mitin de la CEDA celebrado en el frontón Urumea de San Sebastián el 25 de noviembre de 1935.

Pero el presidente de la República Alcalá Zamora se negó a dar el poder a una fuerza «accidentalista» que no había proclamado su lealtad a la República. «Temía, con mayor o menor fundamento, que Gil-Robles buscara acceder al Gobierno para transformar el sistema democrático republicano de 1931 en un Estado conservador, católico, corporativista y autoritario», ha afirmado Ángel Luis López Villaverde. «El presidente de la República opinaba que confiar el gobierno a Gil Robles era un peligro para la democracia», señala también Gabriele Ranzato. González Calleja y otros historiadores consideran que:

...el temor del presidente a entregar el poder a un Gobierno en minoría de la CEDA venía justificado por la eventualidad de que, ante la falta de cualquier otra fórmula política de recambio, tuviera que entregar a los católicos el decreto de disolución de la Cámara, y que desde la posición de fuerza que otorgaba el control del aparato gubernativo se celebraran unas elecciones de tono plebiscitario que actuaran como antesala de una reforma constitucional que vaciara de contenido democrático a la República, o algo peor, fuera el preludio de una restauración monárquica.
Eduardo González Calleja y otros (2015).

El propio Alcalá Zamora explicó en sus Memorias su decisión de no dar el poder a Gil Robles:

Él [Gil Robles] había sido elegido en 1933 entre la lista de enemigos de la República, aliado con monárquicos, y haciendo su propaganda sobre la condenación del 12 y 14 de abril de 1931. Después había rehuido hacer declaraciones explícitas de plena adhesión al régimen [republicano], limitándose a decir que ese problema no era oportuno para plantearlo. [...] Hacía falta por todo ello para la presidencia [del gobierno] que fuese reelegido sin alianza monárquica y con inequívocas declaraciones republicanas, sin reserva alguna. Además convenía que se impusiera al núcleo fascista de su partido, el más ruidoso y el más mimado hasta entonces por él.
Niceto Alcalá Zamora (1937).

En la tensa conversación que mantuvieron Alcalá Zamora y Gil Robles en el Palacio Nacional la tarde del 11 de diciembre el líder de la CEDA le advirtió al presidente de la República: «Con el fracaso de mi política, solo podrán intentarse las soluciones violentas. Triunfen en las urnas las derechas o las izquierdas, no quedará otra salida, por desgracia, que la guerra civil». Gil Robles salió de la reunión convencido de que Alcalá Zamora había decidido disolver las Cortes y convocar nuevas elecciones. En sus memorias escritas treinta años después Gil Robles escribió: «le supliqué al señor Alcalá-Zamora que no diera un paso semejante. El momento elegido para la disolución, le dije, no podía ser más inoportuno. Las Cortes se hallaban aun capacitadas para rematar una obra fecunda, tras de lo cual podría llevarse a cabo sin riesgos la consulta electoral». Payne está de acuerdo con la valoración que hizo Gil Robles:

Por un lado, una disolución prematura suponía una oportunidad inmerecida a las izquierdas para reconstituir su poder, mientras que, por el otro, daría más fuerza al argumento de la extrema derecha en el sentido de que un Gobierno parlamentario normal no podía funcionar en España.
Stanley G. Payne (2020).

Cuando Gil Robles volvió al ministerio de la Guerra el general Fanjul, subsecretario del mismo, le hizo el siguiente ofrecimiento: «yo me echo esta misma noche con las tropas de la guarnición de Madrid. Me consta que Varela piensa como yo, y otros, seguramente nos secundarán». Pero Gil Robles, en lugar de arrestarlo y destituirlo por su propuesta golpista, le contestó, según escribió muchos años después cuando Gil Robles «quería presentarse como un demócrata cristiano», que «mis convicciones democráticas y mi repugnancia invencible a poner las fuerzas armadas al servicio de una fracción política» le impedía intentar «ningún pronunciamiento a mi favor». «Ahora bien, si el Ejército, agrupado en torno a sus mandos naturales opina que debe ocupar transitoriamente el poder con objeto de que se salve el espíritu de la Constitución y evite un fraude gigantesco de signo revolucionario, yo no constituiré el menor obstáculo». En otra versión que dio el mismo Gil Robles este afirmó que le había respondido al general Fanjul: «yo facilitaré el proceso [de la eventual intervención del Ejército] decretando el estado de guerra y tramitaré desde aquí las órdenes. Tienen ustedes el tiempo necesario para deliberar». De hecho inmediatamente se convocó una reunión de militares en la que estuvieron presentes los generales Fanjul, Goded, Varela, Franco, y Rodríguez del Barrio, durante la cual el teniente coronel Valentín Galarza les transmitió un mensaje del líder monárquico alfonsino José Calvo Sotelo en el que los incitaba a dar un golpe de Estado que incluiría el secuestro del presidente de la República, y si no lo hacían «la historia habría de exigirles, un día, responsabilidades implacables». Debatieron si se debía sostener por la fuerza a Gil Robles, pero al final prevaleció la opinión del general Franco, jefe del Estado Mayor, de no llevarlo a cabo dadas sus pocas opciones de éxito debido a la lealtad al presidente de la República de muchos mandos, entre los que se encontraban los generales Nicolás Molero y Gonzalo Queipo de Llano. En contra de lo que afirman otros historiadores, como González Calleja, Payne considera que «el líder cedista no propuso un golpe de Estado, sino una especie de “pronunciamiento legalitario”».
Finalmente, el 12 de diciembre Gil Robles abandonó con «amargura infinita» el Ministerio de la Guerra, lo que Calvo Sotelo calificó de «traición a los generales» ―de hecho Calvo Sotelo aún hizo un último intento a finales de diciembre durante una comida con el general Franco en casa de la marquesa de Argüelles―. El general Franco, muy emocionado, despidió a Gil Robles con estas palabras:

…el ejército no se había sentido jamás tan bien dirigido. El honor, la disciplina, todos los conceptos básicos del ejército han sido restablecidos y han sido encarnados por vuecencia. Yo no puedo hacer otra cosa en estos momentos en que la emoción no me deja hablar, que significar hasta qué punto la rectitud ha sido la única norma del ministro de la Guerra.

El 16 de diciembre Gil Robles hizo público un «Manifiesto a la opinión» en el que señalaba que «la crisis no es más que el último episodio de la lucha de la Revolución contra las Cortes actuales», quejándose a continuación de que el presidente de la República no le concediera la dirección del país «a pretexto de debilidad de fervores republicanos, a pesar de que ninguno de sus elementos [de la CEDA] figuró en las primeras filas de los partidos de la Monarquía». Terminaba diciendo:

Acudimos a la opinión para pedirle que con la sanción de sus votos, dé a nuestro partido la fuerza que necesita para arrollar todos los obstáculos y dominar a la revolución que, vencida en la calle, ha logrado enrocarse en nuestro armazón institucional.
Gil Robles (1933).

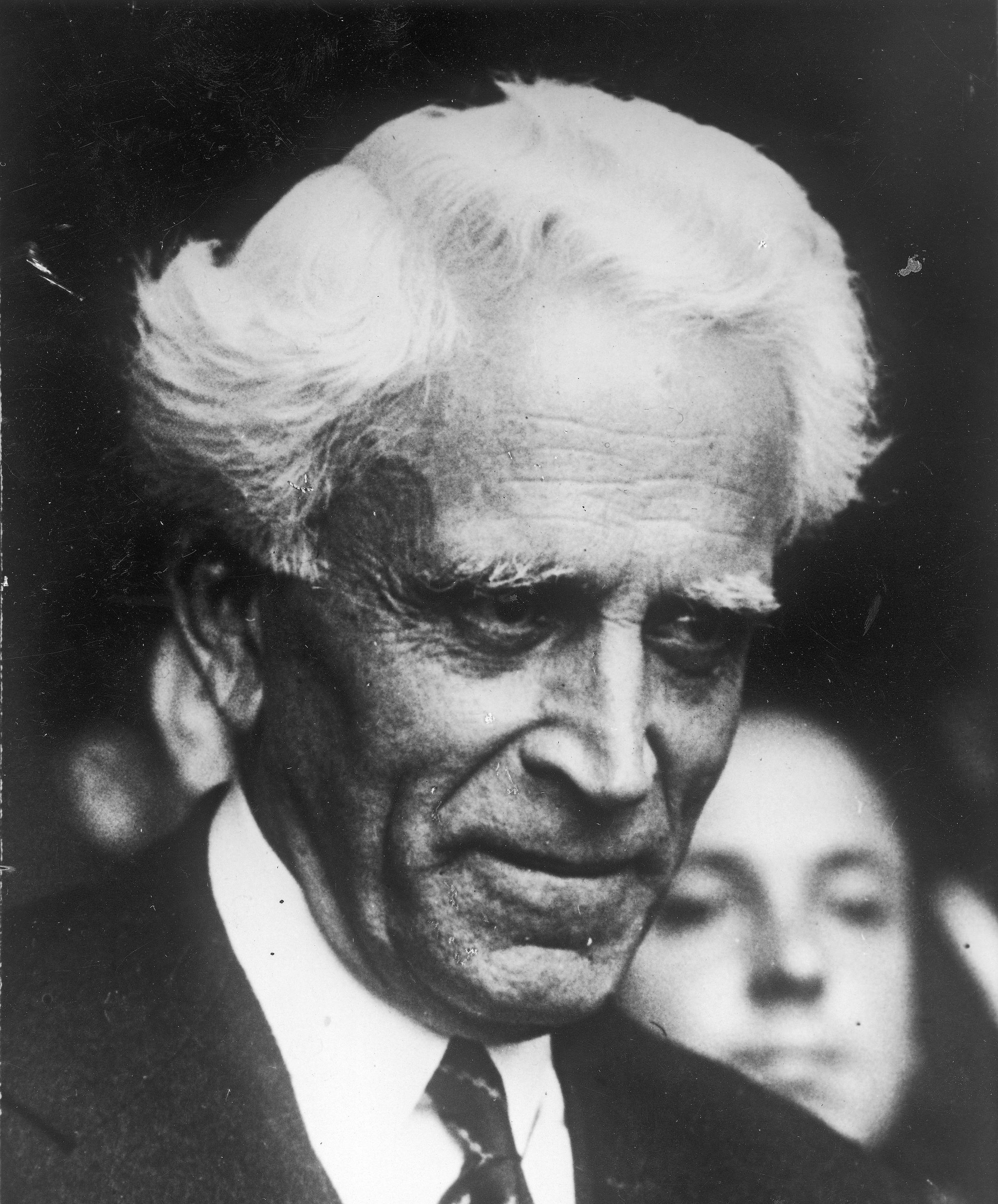
Manuel Portela Valladares en 1935. El 14 de diciembre fue nombrado presidente del Gobierno por el presidente de la República Niceto Alcalá-Zamora a pesar de que no era diputado y carecía de apoyos parlamentarios de peso.

Tras proponérselo al republicano conservador Miguel Maura y al agrario José Martínez de Velasco que rehusaron el ofrecimiento, el presidente de la República encargó la formación de gobierno a un independiente de su confianza que ni siquiera era diputado y que carecía de apoyos parlamentarios de peso, Manuel Portela Valladares, que formó el 15 de diciembre un gabinete republicano de centro-derecha, en el que la CEDA se negó a participar (con dos militares al frente de Guerra y de Marina, el general Nicolás Molero y el vicealmirante Francisco Javier de Salas González, respectivamente). Miguel Maura, que estuvo presente en la conversación que mantuvieron Alcalá-Zamora y Portela Valladares para nombrarlo nuevo jefe del ejecutivo, afirmó que el nuevo gobierno había sido construido a partir de «la vieja política de la peor clase».
Para que el gobierno pudiera subsistir Alcalá-Zamora aprovechó la prerrogativa presidencial para cerrar las Cortes durante treinta días, aunque tropezó con el obstáculo de que los presupuestos tendrían que prorrogarse tres meses y para ello las Cortes deberían reunirse. Los líderes parlamentarios, encabezados por Gil Robles, protestaron por las maniobras del presidente y el líder de la CEDA anunció el 28 de diciembre que su formación política no iría en ninguna candidatura conjunta con quienes «coadyuven desde el Gobierno a los planes del señor Portela». Así que no tardó en estallar la crisis dentro del propio gobierno y Portela Valladares comunicó al presidente de la República que su gabinete había dejado de existir. Inmediatamente Alcalá Zamora le autorizó para que formara un nuevo gobierno, que, según Payne, «era un simulacro aún más artificial que el de su predecesor, sin la menor pretensión de ser una coalición parlamentaria representativa. Se componía exclusivamente de amigos personales y compinches del presidente y del primer ministro». Contaba únicamente con el apoyo del Partido Republicano Progresista, del presidente Alcalá-Zamora, y del Partido Republicano Liberal Demócrata, de Melquiades Álvarez. Gil Robles lo tildó en sus Memorias de «simple camarilla de secretarios de despacho» y a su presidente de «mandatario de las logias masónicas». De todos los ministros, seis no eran diputados como tampoco lo era Portela Valladares.

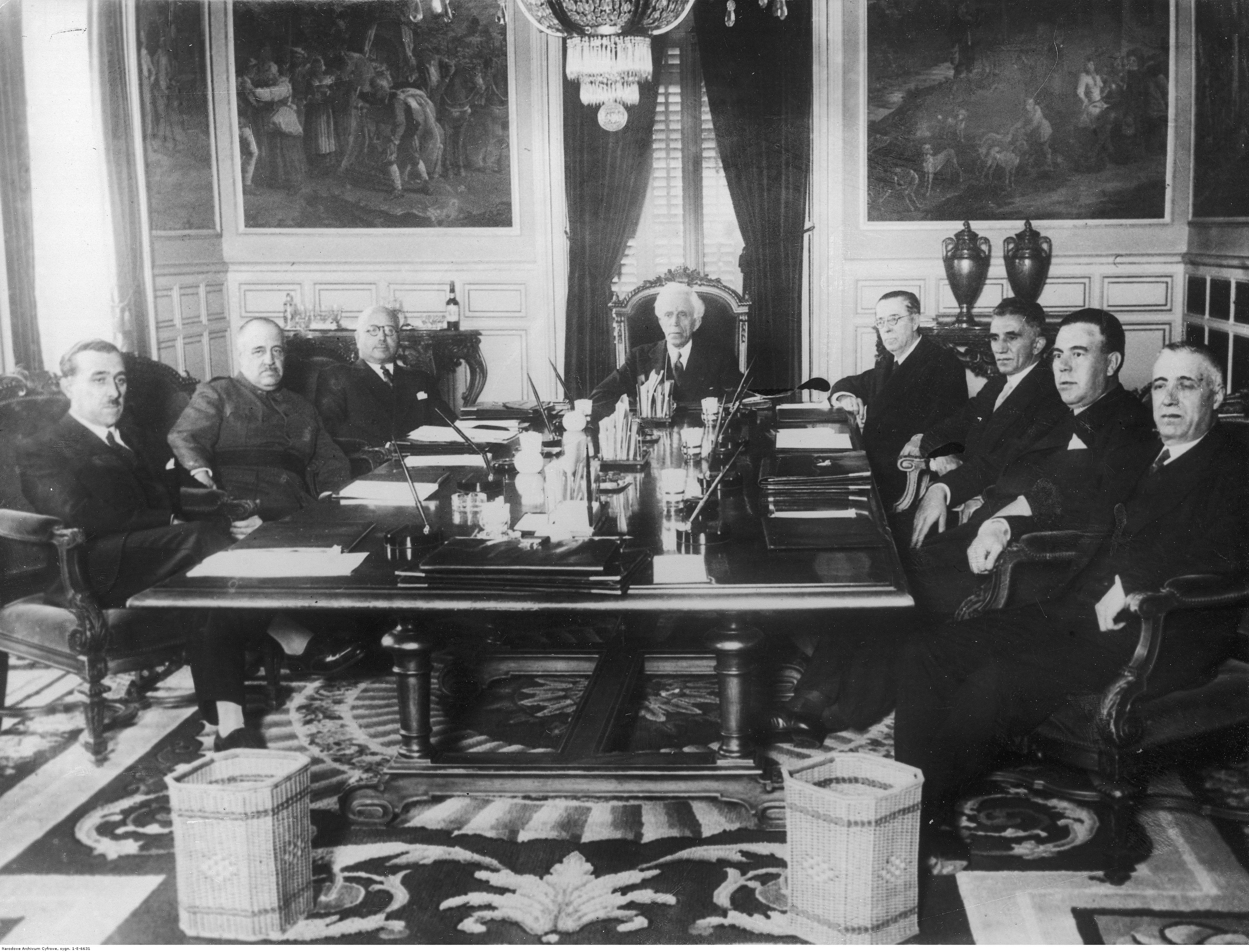
Segundo Gobierno de Manuel Portela Valladares (en la cabecera de la mesa), que recibió el encargo de Alcalá-Zamora de que organizara un partido republicano de centro desde el poder. A la izquierda vestido de uniforme el ministro de la Guerra, el general Nicolás Molero.

Finalmente, Alcalá Zamora ya no pudo prolongar más la situación de interinidad (los diputados de las derechas exigieron el 2 de enero la reunión de la Diputación Permanente para que se debatiera una «petición de responsabilidad criminal» contra el jefe del Gobierno y sus ministros, por haberse prorrogado por decreto el presupuesto y prolongado la suspensión de las sesiones de las Cortes hasta finales de enero, lo que calificaban como «un verdadero golpe de Estado») y disolvió el Parlamento el 7 de enero (el mismo día en que iba a reunirse la Diputación Permanente). Las elecciones se celebrarían el 16 de febrero de 1936, la primera vuelta, y 1 de marzo, la segunda.
Al mismo tiempo Alcalá Zamora encargó a Portela que formara un partido republicano de centro que se presentara a las elecciones con la finalidad de ganarlas y consolidar así la democracia republicana. «El presidente [de la República] tenía planeado dar a Portela varios meses para manipular la creación de su nuevo grupo político, pero los diputados de la oposición le habían forzado la mano... El presidente del Consejo dispondría de un tiempo mínimo», afirma Payne. Para cumplir el encargo que le había hecho Alcalá-Zamora de formar un nuevo partido desde el poder, Portela:

...manipuló los gobiernos provinciales de un modo frenético; en dos meses nombró a ochenta y ocho gobernadores civiles, proporcionalmente un récord... Pero todo esto le sirvió para poco. La mayor parte del «espacio político» estaba ya ocupado y la opinión pública se encontraba mucho más movilizada y vigilante, por lo que las maniobras caciquiles de antaño resultaban muy difíciles.
Stanley G. Payne (2020).

 De hecho sólo en nueve circunscripciones, de las treinta y seis en que presentó candidatos el Partido del Centro Democrático de Portela, formó candidaturas propias. En el resto se presentó en coalición con las derechas.
La actuación del presidente de la República Alcalá Zamora ha sido objeto de un intenso debate historiográfico. Según Gabriele Ranzato, al negarse a nombrar presidente del Gobierno a Gil Robles «Alcalá Zamora tenía las mejores intenciones» pues su objetivo era «mantener a España dentro del sistema democrático de los países de la Europa occidental» —en lo que coincide Ángel Luis López Villaverde—.

Pero los métodos con que trató de alcanzar tal objetivo fueron inadecuados y a menudo contraproducentes... Intrigó para conseguir el hundimiento de Lerroux, sin considerar que la desaparición de escena del viejo patriarca republicano habría hecho precipitarse los acontecimientos hasta el punto de no permitirle crear a tiempo una fuerza política capaz de constituir un nuevo punto de atracción para los votos radicales.
Gabriele Ranzato (2014).

Payne coincide con Ranzato en la contribución de Alcalá Zamora a la «destrucción del principal grupo del centro existente —Lerroux y los radicales— con el fin de reconstruirlo en una nueva agrupación subordinada de manera indirecta a su propio liderazgo. Un puro delirio egocéntrico que en modo alguno correspondía a la realidad política...». Pero Payne discrepa totalmente con Ranzato en su valoración de la negativa de Alcalá Zamora a dar el poder a la CEDA pues considera que esa decisión fue «el colmo de la irresponsabilidad» y «el mayor de sus errores». «Alcalá Zamora se negó a seguir la lógica de la democracia parlamentaria y permitir que el partido más votado formase gobierno», aunque Payne reconoce que «eso podría haber supuesto el fin de la democracia republicana» al instaurarse «un sistema semicorporativo y más autoritario». Este hecho, continúa Payne, «podría haber conllevado resistencia y algún derramamiento de sangre, pero en grado muchísimo menor que los horrores que produjeron la Guerra Civil y los comienzos del régimen franquista». Según Payne, la razón última de la actuación de Alcalá Zamora, quien se veía a sí mismo «como el último garante de la República Liberal», fue que «era un producto del siglo XIX, de una cultura política elitista y oligárquica... Por ello tuvo dificultades para superar su profundo personalismo y su obsesión egocéntrica por su estatus y su liderazgo personales». Además Alcalá Zamora se negó a proponer al líder de la CEDA como jefe del gobierno por la «gran animadversión que sentía hacia Gil Robles», a quien en sus memorias Alcalá Zamora calificó de «epiléptico» y «frenético caudillo». Payne concluye que «fueron la voluntad y la intromisión de un presidente las que anularon el Parlamento, que aún tenía dos años de vida y ofrecía una mayoría viable».
Luis Palacios Bañuelos también ha señalado «la incompatibilidad personal que había entre Alcalá-Zamora y Gil Robles». Y aporta el testimonio de exministro cedista Manuel Giménez Fernández quien escribió:

Me convencí de que la incompatibilidad personal de Gil Robles con su Excelencia [Alcalá-Zamora] había llegado a extremos inconciliables, ya que la disparidad de caracteres había sido agravada por muchos interesados en que no hubiera arreglo, a saber: los monárquicos; los aristocratoides; los conservadores de la CEDA, que en una reacción antipresidencial creen ver el triunfo de su tendencia; la juventud dirigente de la JAP, que confunde la dignidad eficaz con la gallardía intempestiva.
Manuel Giménez Fernández.

### Integración de la izquierda republicana y socialista en torno a Manuel Azaña

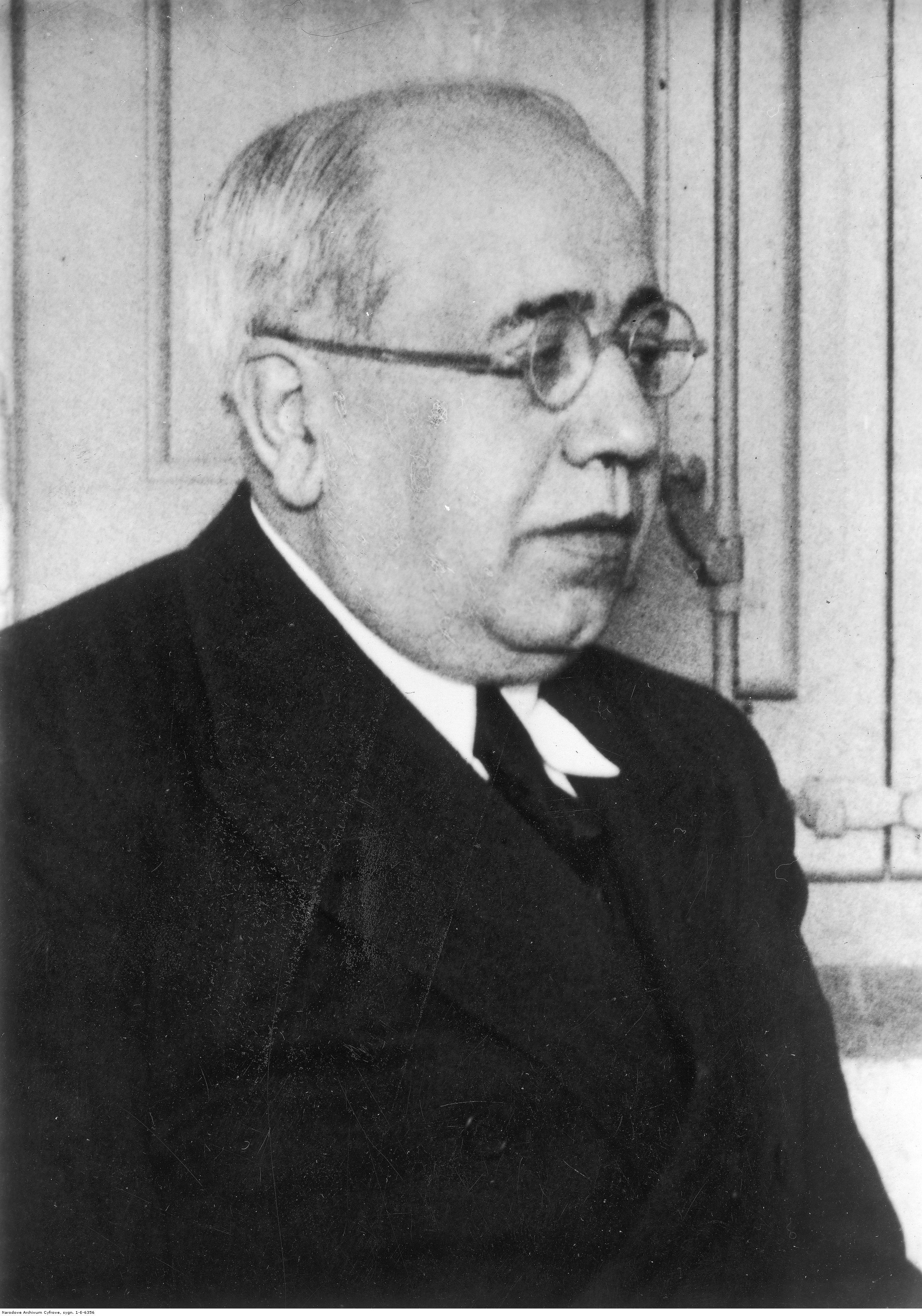
Manuel Azaña fue el gran impulsor de la unión de las izquierdas que culminaría con la formación del Frente Popular que ganaría las elecciones generales de febrero de 1936.

La propuesta de la vuelta a la alianza republicano-socialista del primer bienio surgió por iniciativa de los republicanos de izquierda, y más concretamente de su líder Manuel Azaña, que se había convertido tras su injusta detención por los sucesos de octubre en un «mártir político» y en un símbolo para la izquierda. Tras producirse la entrada en el gobierno en mayo de 1935 de más ministros de la CEDA (con su líder Gil Robles al frente), Azaña recorrió el país dando tres mítines multitudinarios: el del campo de Mestalla (Valencia), el 26 de mayo; el de Baracaldo (Vizcaya), el 14 de julio, y el de Comillas (Madrid), el 20 de octubre, con el fin de conseguir una «inteligencia republicana» que devolviera al régimen sus valores de 1931.
En abril de 1935, Azaña había alcanzado un pacto de «Conjunción Republicana» entre su propio partido (que ahora se llamaba Izquierda Republicana al fusionarse Acción Republicana el año anterior con el Partido Radical-Socialista «independiente» de Marcelino Domingo y la ORGA de Santiago Casares Quiroga) y la Unión Republicana de Diego Martínez Barrio, que se había escindido en 1934 del Partido Republicano Radical de Lerroux, y el Partido Nacional Republicano de Felipe Sánchez Román. A mediados de noviembre de 1935 Azaña ofreció al PSOE, que había salido de la fracasada «Revolución de Octubre» notablemente dividido, la formación de una coalición electoral en base al pacto de las fuerzas de la izquierda republicana.
Mientras que el sector socialista «centrista» encabezado por Indalecio Prieto, exiliado en Francia, defendía el acuerdo, el sector «izquierdista» encabezado por Francisco Largo Caballero, todavía en la cárcel, era reticente al mismo y para reforzar la parte «obrera» de la coalición impuso la inclusión del Partido Comunista de España (PCE) en el mismo, lo que motivó la salida de la Conjunción Republicana del partido de Sánchez Román. El PCE, por su parte, había variado su posición respecto de los socialistas (a los que hasta entonces había considerado como «enemigos» de la revolución y tildado de «socialfascistas») tras el VII Congreso de la III Internacional celebrado en Moscú en el verano de 1935, en el que Stalin había lanzado la nueva consigna de formar «frentes antifascistas». La firma del pacto de la coalición electoral entre los republicanos de izquierda y los socialistas tuvo lugar el 15 de enero de 1936. El PSOE cuando estampó su firma lo hizo también en nombre del PCE y de otras organizaciones obreras (el Partido Sindicalista de Ángel Pestaña y el POUM).

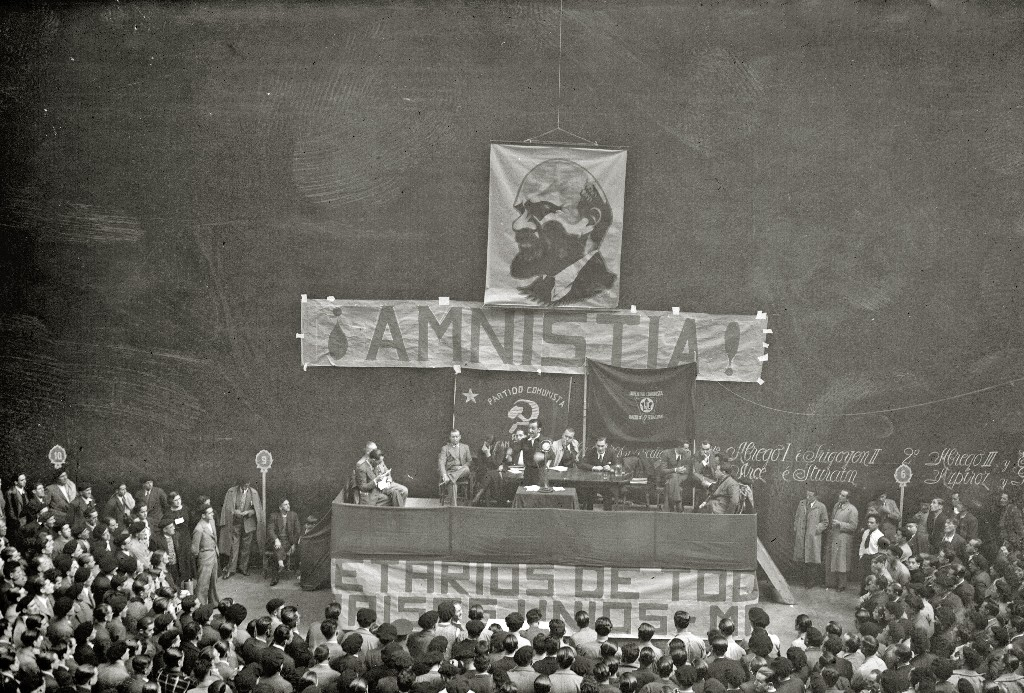
Mitin del Partido Comunista de España celebrado en Guipúzcoa presidido por una gran pancarta reclamando la amnistía para los encarcelados por la «Revolución de octubre de 1934» y por un gran retrato de Lenin.

El moderado programa de la coalición, que comenzó a ser llamada «Frente Popular», a pesar de que ese término no aparecía en el documento firmado el 15 de enero y de que era un nombre que nunca aceptó Azaña, era el de los republicanos de izquierda (y solo se mencionaban las aspiraciones de las fuerzas «obreras» con las que los republicanos de izquierda no estaban de acuerdo). El programa incluía, en primer lugar, la amnistía para los delitos «políticos y sociales» (el excarcelamiento de todos los detenidos por la «Revolución de Octubre»), la continuidad de la legislación reformista del primer bienio y la reanudación de los procesos de autonomía de las «regiones», que llevaba aparejada la reforma del Tribunal de Garantías Constitucionales. El gobierno estaría formado exclusivamente por republicanos de izquierda y los socialistas le darían su apoyo desde el parlamento. Así pues, la alianza de 1936 era circunstancial, limitada a las elecciones, y por tanto bien diferente a la de 1931.
Diversos historiadores han destacado que el acuerdo entre los republicanos de izquierda y los socialistas no fue concebido como un pacto de gobierno, es decir, que en España, a diferencia de Francia, no se constituyó un verdadero Frente Popular. Así lo entendieron los «caballeristas» que consideraban que «la entente [republicano-socialista] sería puramente electoral, condicionada a la reivindicación de la amnistía y, por tanto, no sujeta a un compromiso parlamentario posterior», han señalado Álvarez Tardío y Villa García. Estos últimos coinciden plenamente con José Manuel Macarro Vera:

A la izquierda socialista le importaba bien poco el programa electoral que Prieto firmara con los republicanos... porque, al exigir que la coalición fuese rubricada por la UGT, impuso una condición: a las elecciones irían juntos, pero sin pacto de gobierno entre los republicanos y los socialistas, porque, como esa izquierda no se cansaba de repetir, la clase obrera no se conformaba con recuperar las conquistas alcanzadas en 1931-1933, sino que quería ir mucho más allá. En principio, que gobernaran los republicanos, y cuando estuvieran agotados, el poder caería en manos de la izquierda cual fruta madura.
José Manuel Macarro Vera (2012).

## Elecciones de febrero de 1936
Frente a la coalición electoral de las izquierdas, conocida finalmente con el nombre de «Frente Popular» (que en Cataluña incluyó también a la Esquerra Republicana de Cataluña y a otros partidos nacionalistas catalanes y adoptó el nombre de «Front d’Esquerres»; frente al que las derechas formaron un «Front Català d’Ordre» integrado por la CEDA, la Lliga, los radicales y los tradicionalistas), las derechas no pudieron oponer como en 1933 un frente homogéneo, porque la CEDA, en su intento de obtener el poder y evitar el triunfo de la izquierda, se alió en unas circunscripciones con las fuerzas antirrepublicanas (monárquicos alfonsinos, carlistas) y en otras con el centro-derecha republicano (radicales, demócrata-liberales, republicanos progresistas), por lo que fue imposible presentar un programa común. Lo que pretendía formar Gil Robles era un «Frente Nacional Antirrevolucionario» o un «Frente de la Contrarrevolución», basado más en consignas «anti» que en un programa concreto de gobierno, para sumar el mayor número de fuerzas políticas e impedir el triunfo de la izquierda («Contra la revolución y sus cómplices», fue uno de sus eslóganes; «¡Por Dios y por España!» fue otro; y planteó la campaña como una batalla entre la «España católica... y la revolución espantosa, bárbara, atroz»). No se reeditó, pues, la Unión de Derechas de 1933 como exigían los monárquicos, por lo que los alfonsinos de Renovación Española se presentaron en varias circunscripciones en solitario con el nombre de Bloque Nacional, cuyo líder era José Calvo Sotelo. A las elecciones también se presentó una tercera opción «centrista» encabezada por el presidente del gobierno Portela Valladares y auspiciada por quien le había nombrado, el presidente de la República Niceto Alcalá-Zamora, que pretendía consolidar un centro republicano que superara la bipolarización surgida de la Revolución de Octubre.

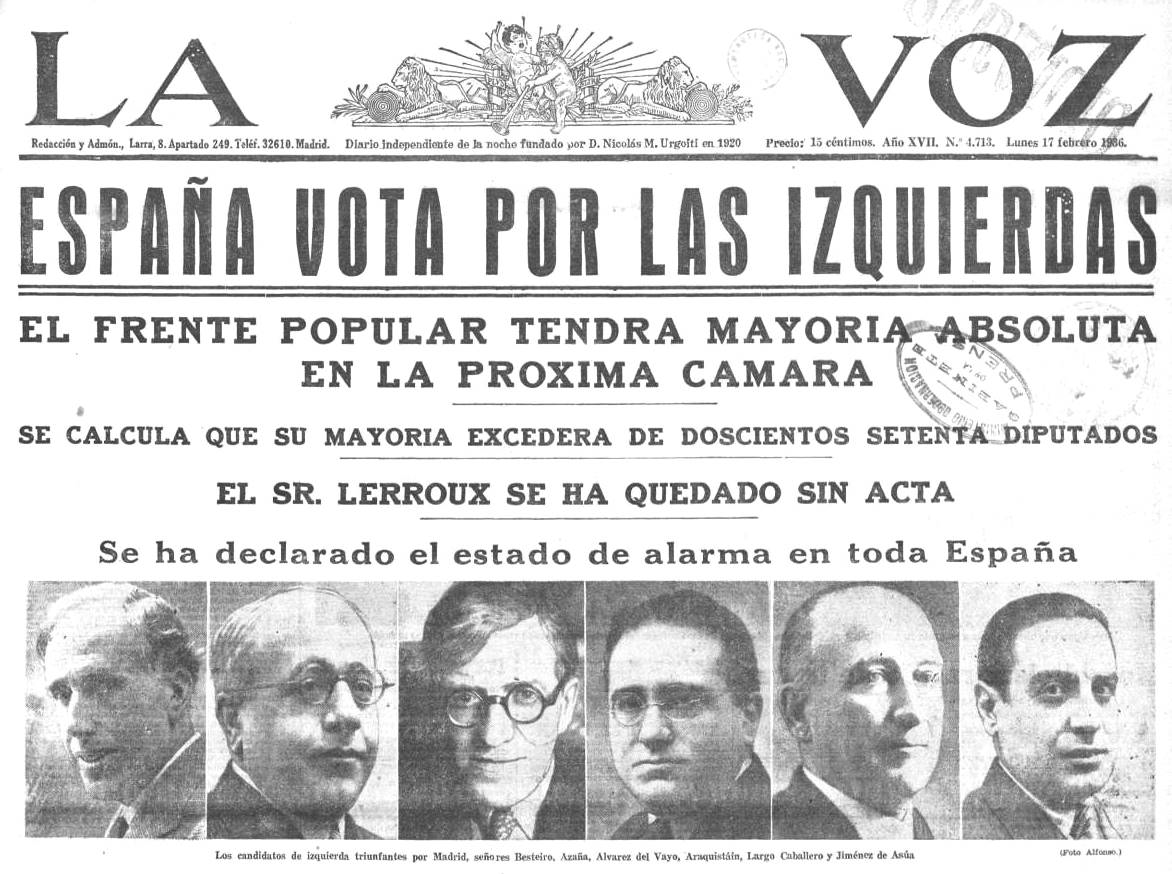
Portada del diario La Voz del lunes 17 de febrero que anuncia la victoria del Frente Popular por mayoría absoluta. Aparecen las fotografías de los candidatos que han resultado elegidos en la lista de Madrid (de izquierda a derecha): Julián Besteiro, Manuel Azaña, Julio Álvarez del Vayo, Luis Araquistain, Francisco Largo Caballero y Luis Jiménez de Asúa. El diario destaca también en la primera página que el antiguo presidente del Gobierno Alejandro Lerroux no ha resultado elegido. Asimismo anuncia que el gobierno de Manuel Portela Valladares ha declarado el estado de alarma en toda España.

Las elecciones registraron la participación más alta de las tres elecciones generales que tuvieron lugar durante la Segunda República (el 72.9 %), lo que se atribuyó al voto obrero que no siguió las habituales consignas abstencionistas de los anarquistas. Según el estudio realizado por el historiador Javier Tusell sobre las elecciones el resultado fue un reparto muy equilibrado de votos con una leve ventaja de las izquierdas (47.1 %) sobre las derechas (45.6 %), mientras el centro se limitó al 5.3 %, pero como el sistema electoral primaba a los ganadores esto se tradujo en una holgada mayoría para la coalición del «Frente Popular». Además de la gran novedad de la desaparición electoral del Partido Radical (que pasó de ciento cuatro diputados en 1933 a solo cinco en 1936; Lerroux no revalidó su escaño), los resultados mostraron la consolidación de tres grandes fuerzas políticas: los republicanos de izquierda (con ciento veinticinco diputados: ochenta y siete de Izquierda Republicana y treinta y ocho de Unión Republicana), más la CEDA por su derecha (pasó de ciento quince diputados en 1933 a ochenta y ocho, mientras el Partido Agrario pasaba de treinta y seis a once); y el PSOE por su izquierda (de cincuenta y ocho diputados pasaba a noventa y nueve). El PCE entraba en el parlamento con diecisiente diputados, también el Partido Sindicalista y el POUM, con un diputado cada uno. Volvía a ser un parlamento muy fragmentado en el que había treinta y tres partidos representados, de los que solo once superaban los diez diputados.
En total el «Frente Popular» contaba con 263 diputados, la derecha tenía 156 y los partidos de centro-derecha sumaban 54 diputados. «La izquierda volvía al poder pero ni el Gobierno ni el programa eran radicales. En el Ejecutivo de Azaña, de abogados y catedráticos, sobre todo, sólo había republicanos».